# Lanester
Lanester [lanɛstɛʁ] est une commune du département du Morbihan, dans le sud ouest de la région Bretagne, en France.
En 2022, avec 23 188 habitants, elle est la 3e commune la plus peuplée du Morbihan et la 8e de Bretagne.

## Géographie

### Localisation et description générale

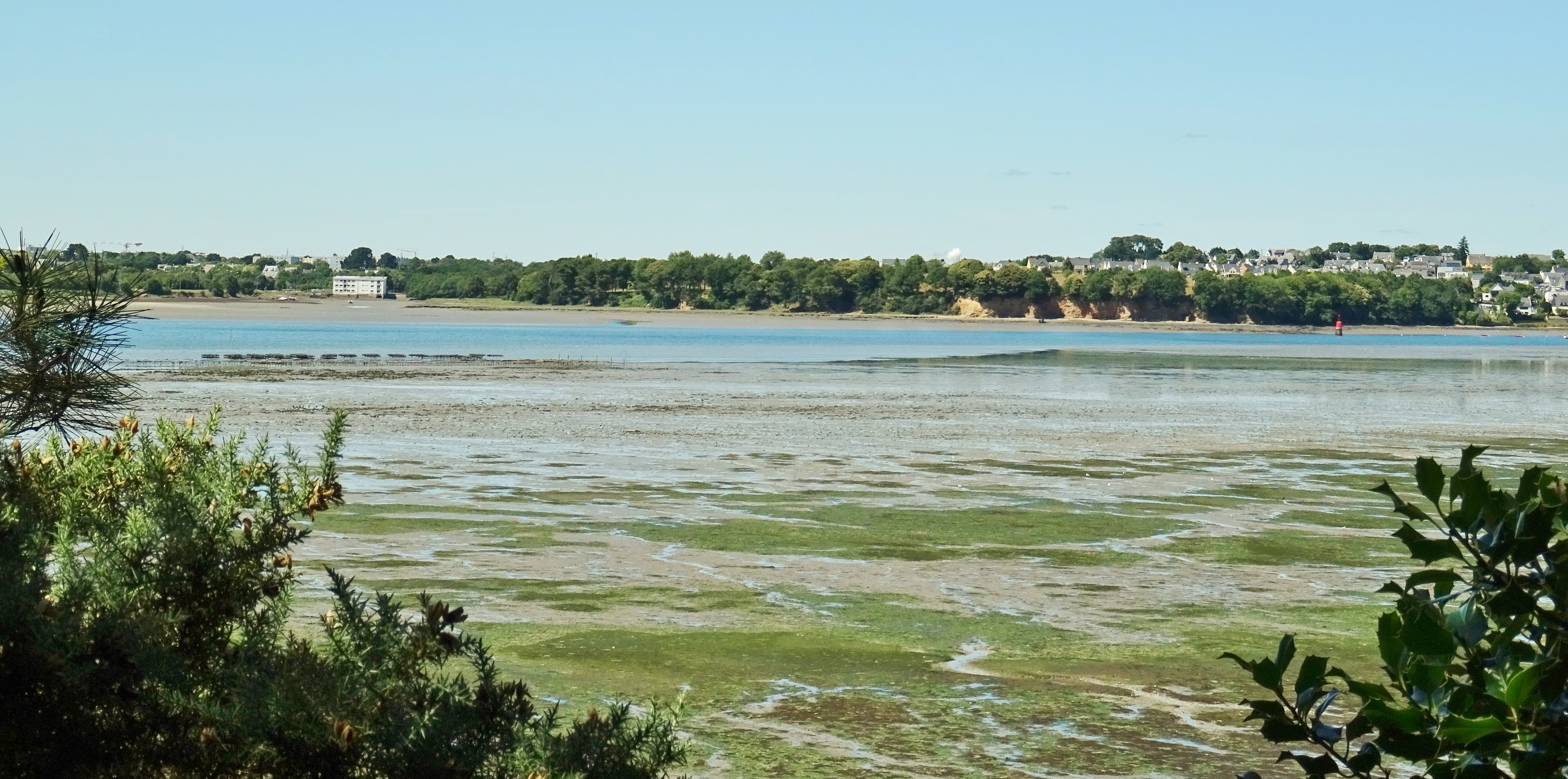
Lanester vu depuis la rive gauche de l'estuaire du Blavet en Kervignac.

Lanester se situe directement au nord-est de la ville de Lorient, dont elle est séparée par l'estuaire du Scorff. L'estuaire du Blavet, à l'est, la sépare des communes de Kervignac et de Locmiquélic. Le confluent du Scorff et du Blavet est situé à l'extrémité sud de la commune au niveau de la pointe de l'Espérance, où se trouve l'Arsenal. Elle est en outre traversée par le ruisseau du Plessis dont le cours s'élargit considérablement pour former un estuaire et donner naissance à des  prairies submersibles, coupant ainsi la ville en deux moitiés, la moitié ouest étant beaucoup plus urbanisée que la moitié est.
|  |

|                 | Caudan              | Hennebont         |
| Lorient, Scorff | Lanester            | Blavet, Kervignac |
|                 | Blavet, Locmiquélic |                   |

### Relief et hydrographie
La commune de Lanester est située dans la presqu'île de confluence entre les deux rias du Scorff (à l'ouest) et du Blavet (à l'est) ; cette presqu'île est divisée en deux par une troisième ria d'importance moindre, la ria du Plessis, dont la partie amont, au nord de la D 194, forme le Marais de la Goden. Les altitudes vont du niveau de la mer jusqu'à 51 mètres dans la partie nord-est du finage communal, entre les hameaux de Malachappe et Bel-Air.
| - Carte topographique de la commune de Lanester. |

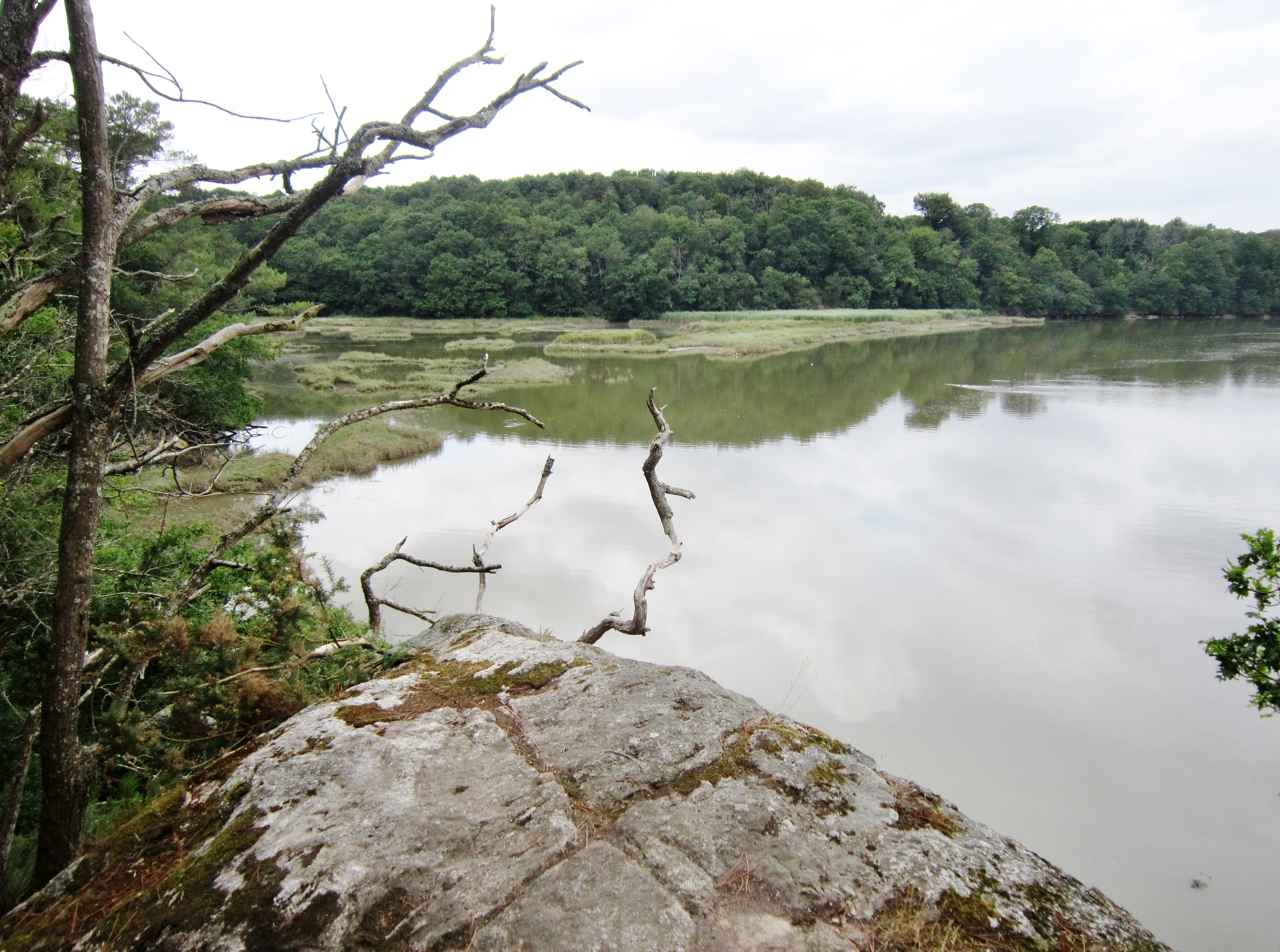
L'Anse du Ruzo (rive droite de la ria du Blavet) vue depuis le Rocher du Diable (GR 341).
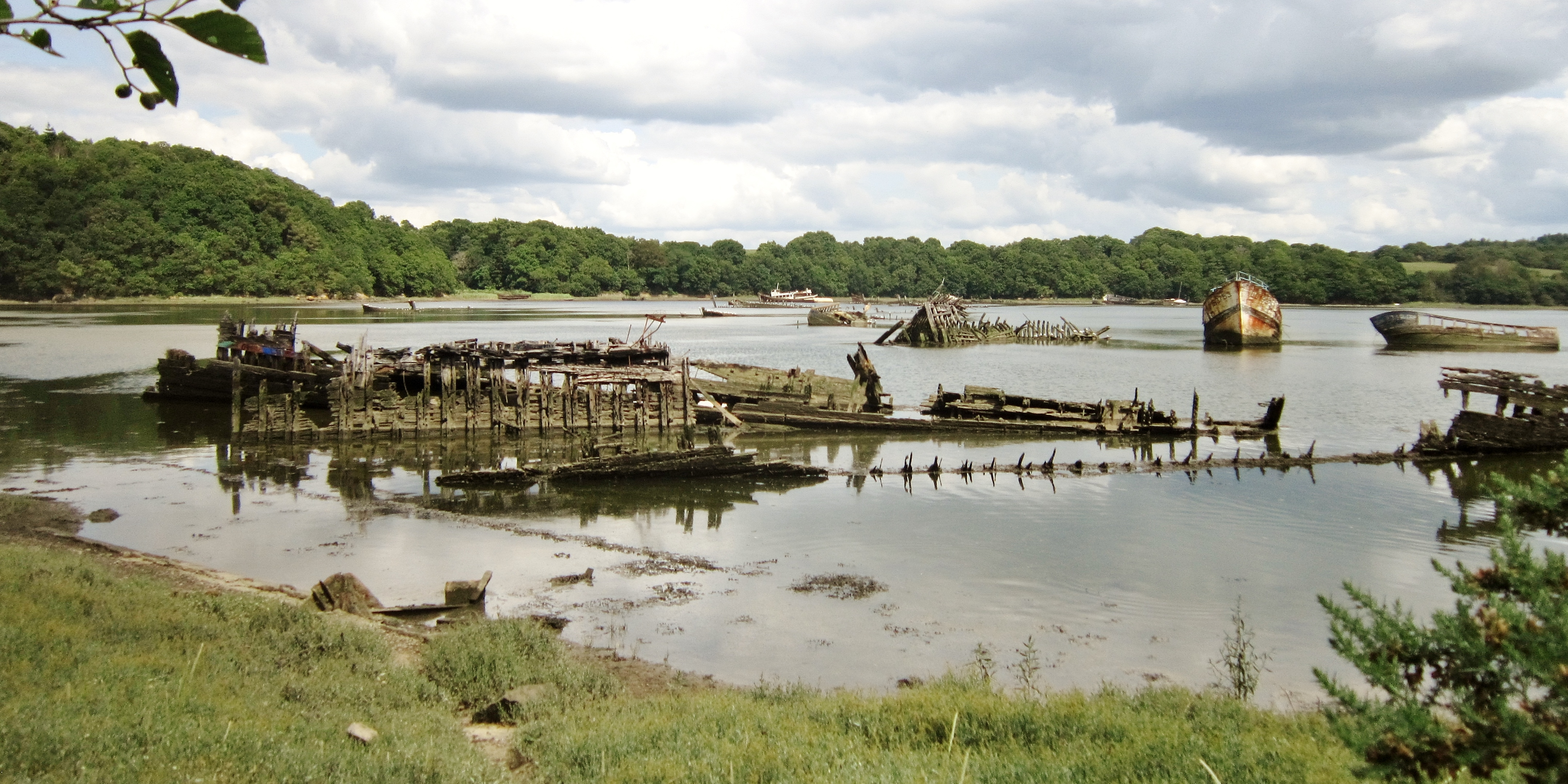
Le cimetière de bateaux de Kerhervy vu de l'Anse du Petit Resto.
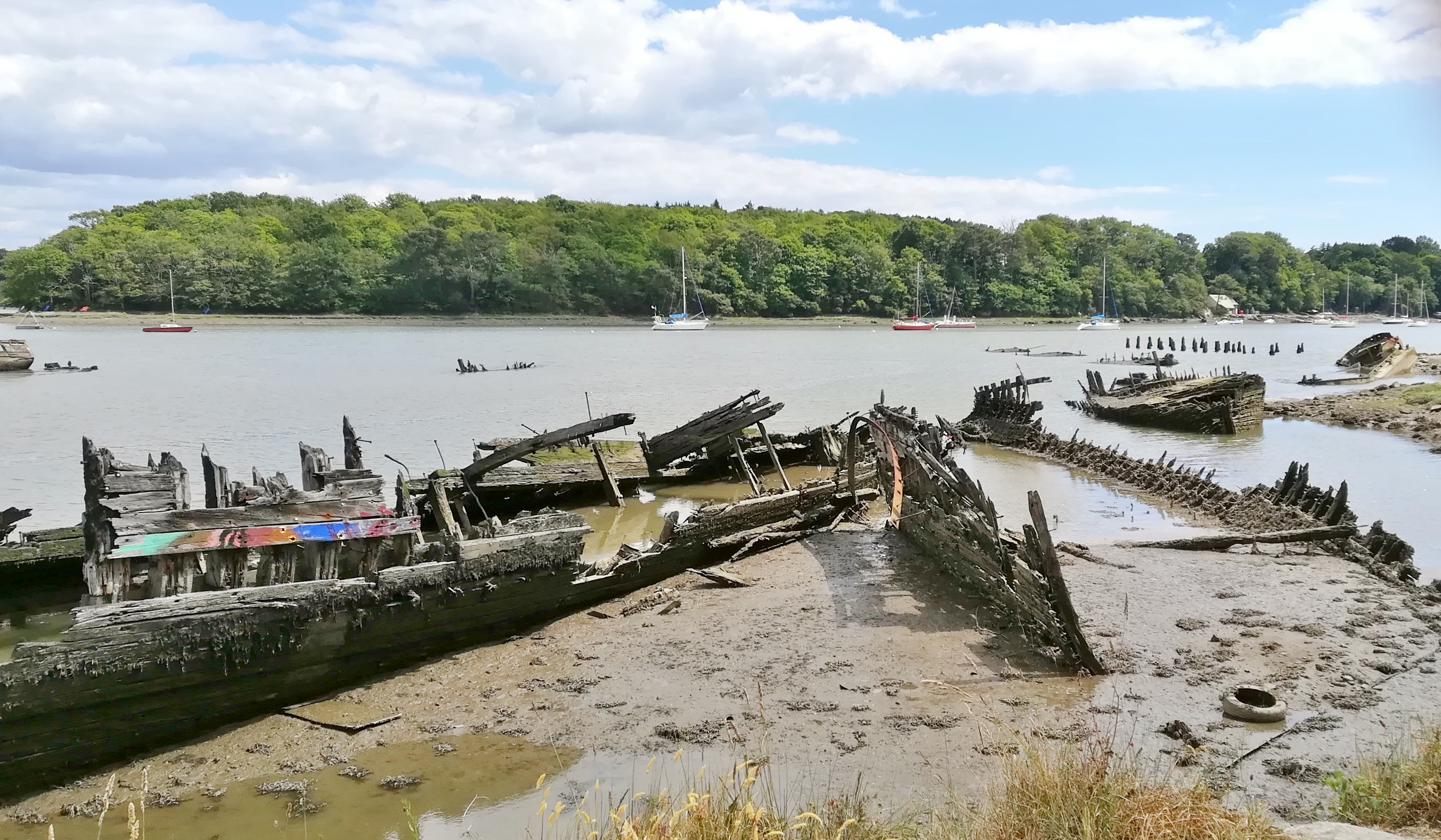
Le cimetière de bateaux de Kerhervy sur la rive droite du Blavet ; à l'arrière-plan la pointe de Tal ar Mor en Kervignac.
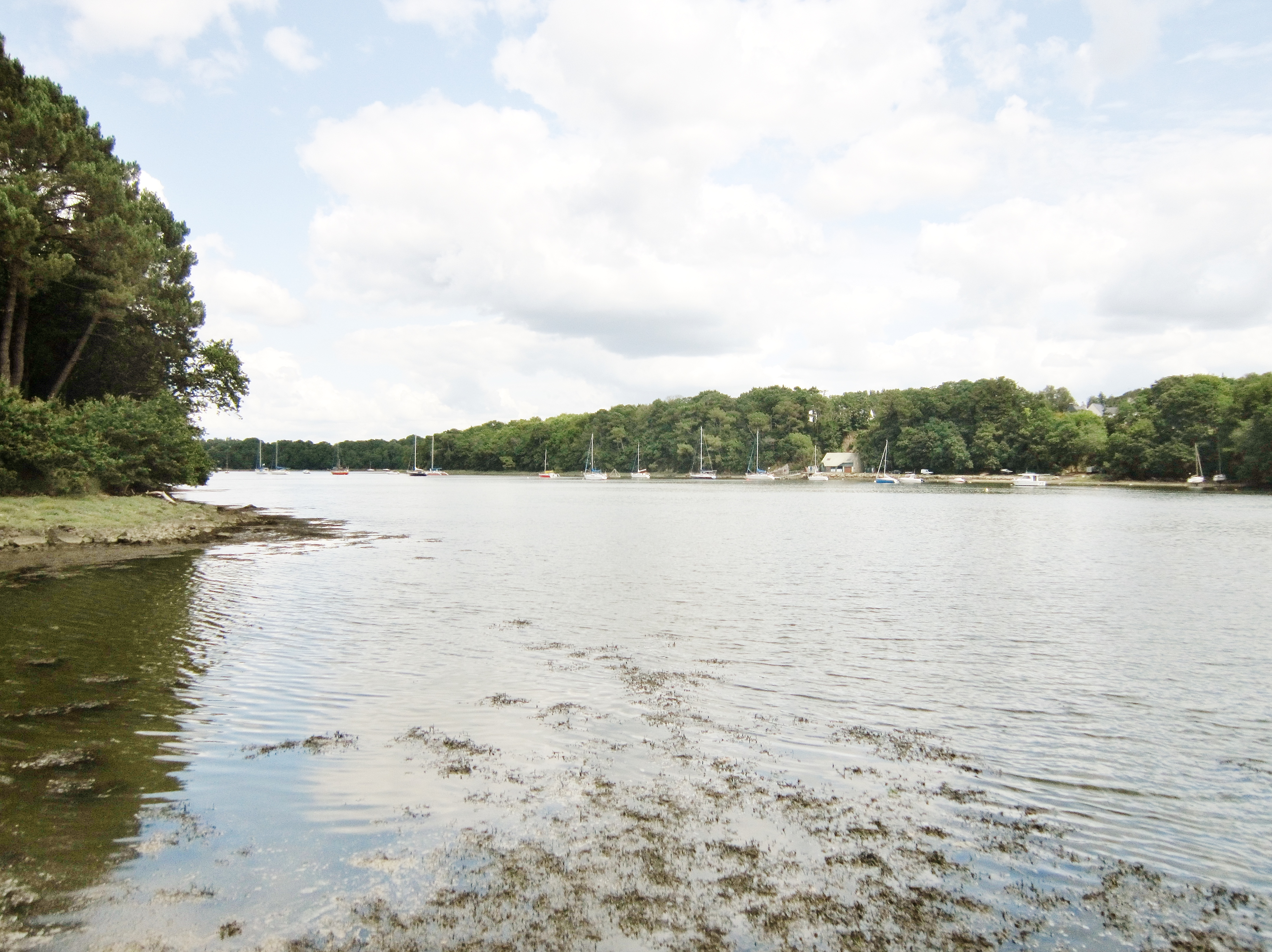
La ria du Blavet vue de la rive droite en amont du Pont du Bonhomme (à droite de la photographie la rive côté Kervignac, à gauche côté Lanester).
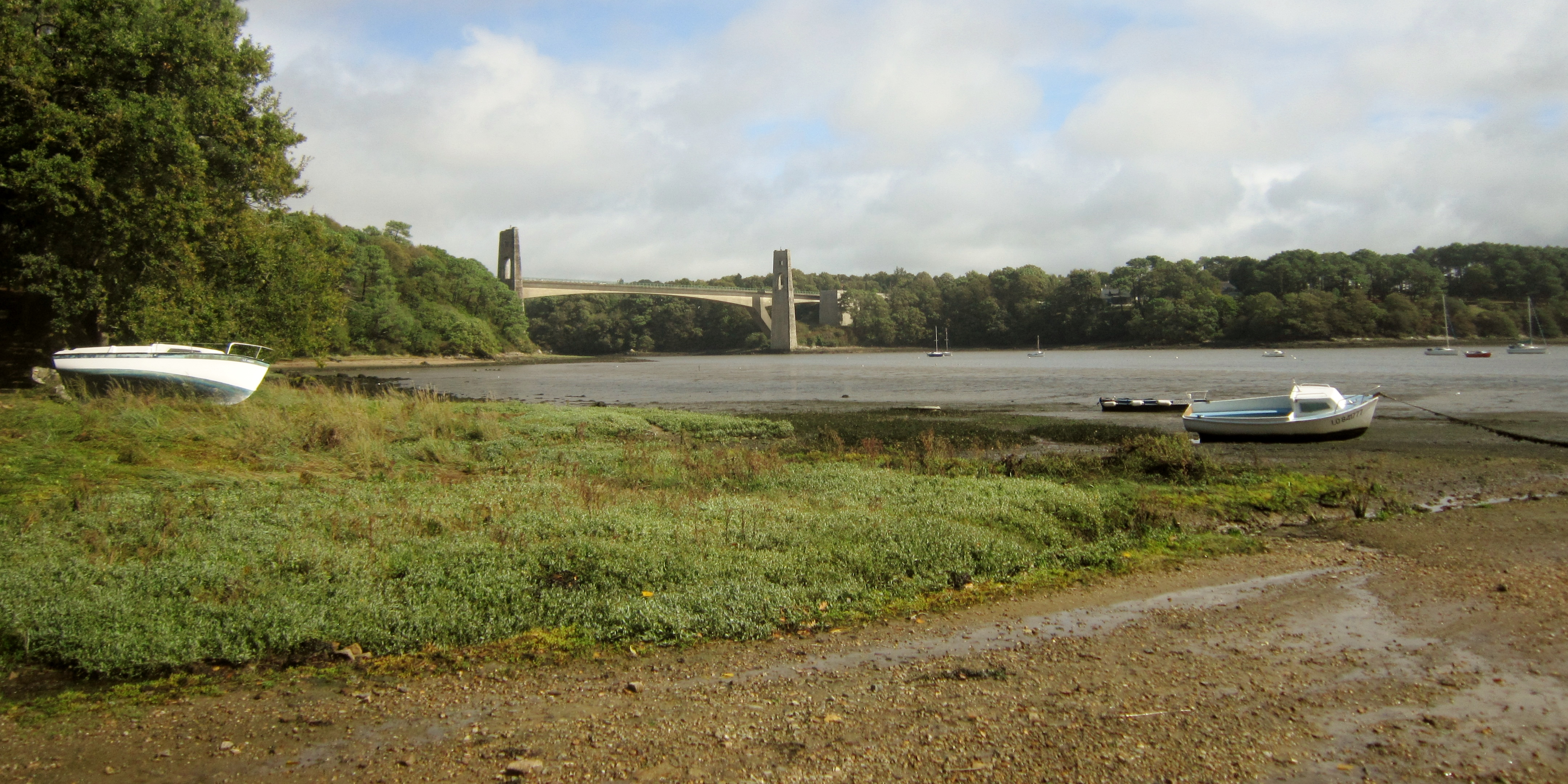
La ria du Blavet en aval du Pont du Bonhomme vue depuis sa rive droite.
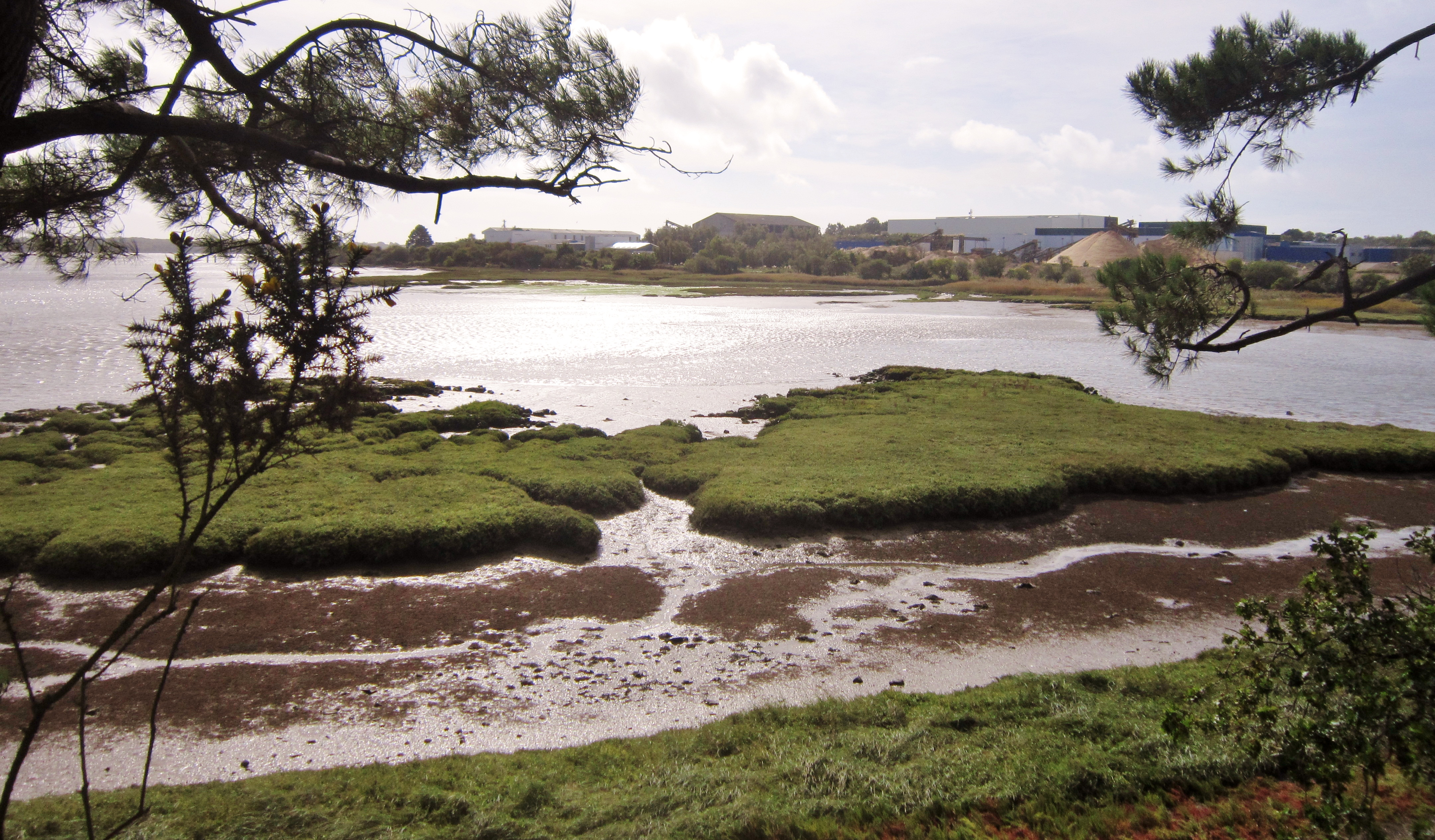
La pointe sud de la presqu'île de Saint-Guénaël à la confluence de la ria du Plessis avec celle du Blavet ; à l'arrière-plan la zone portuaire militaire du Rohu.

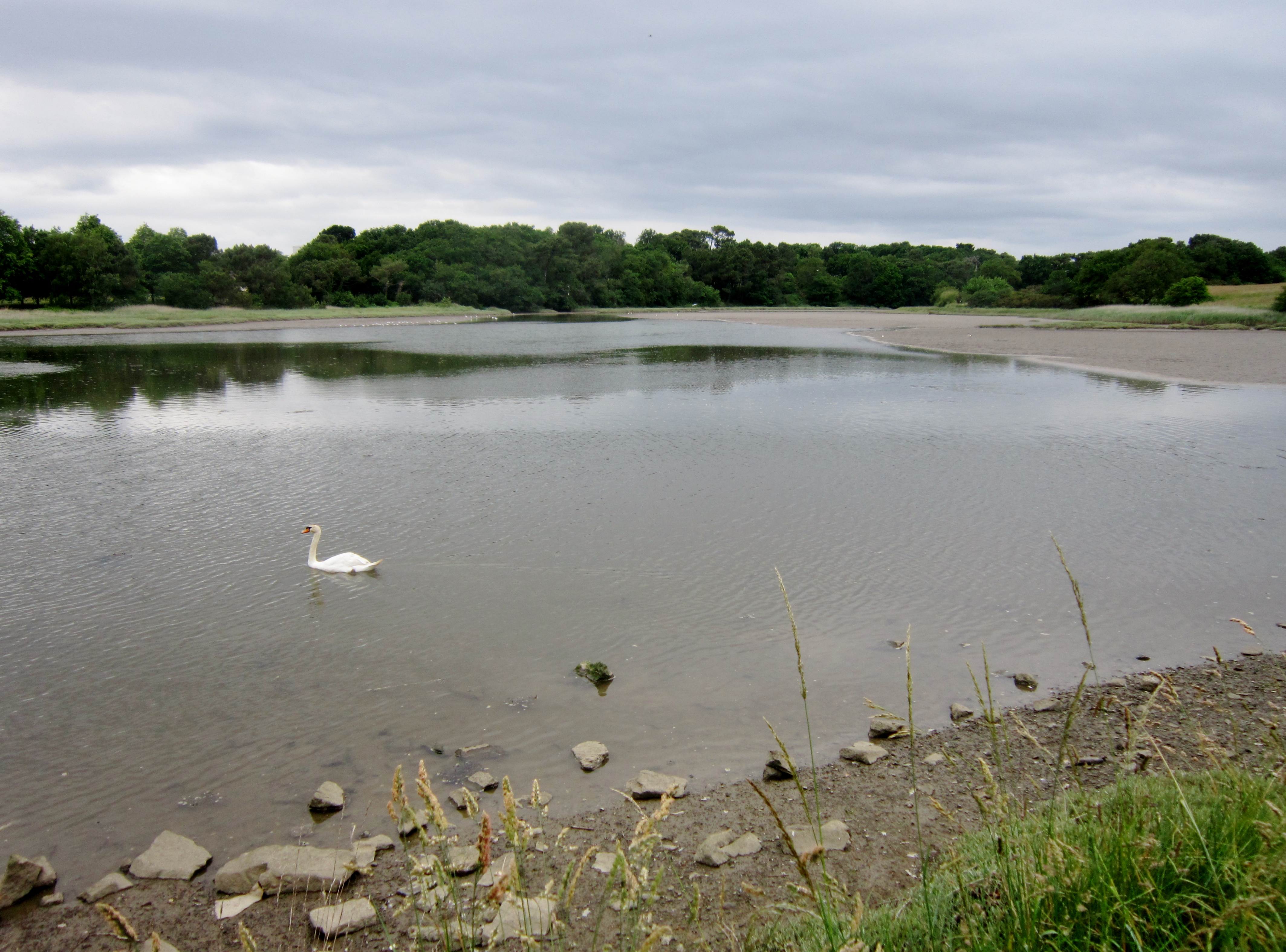
Lanester : la ria du Plessis.
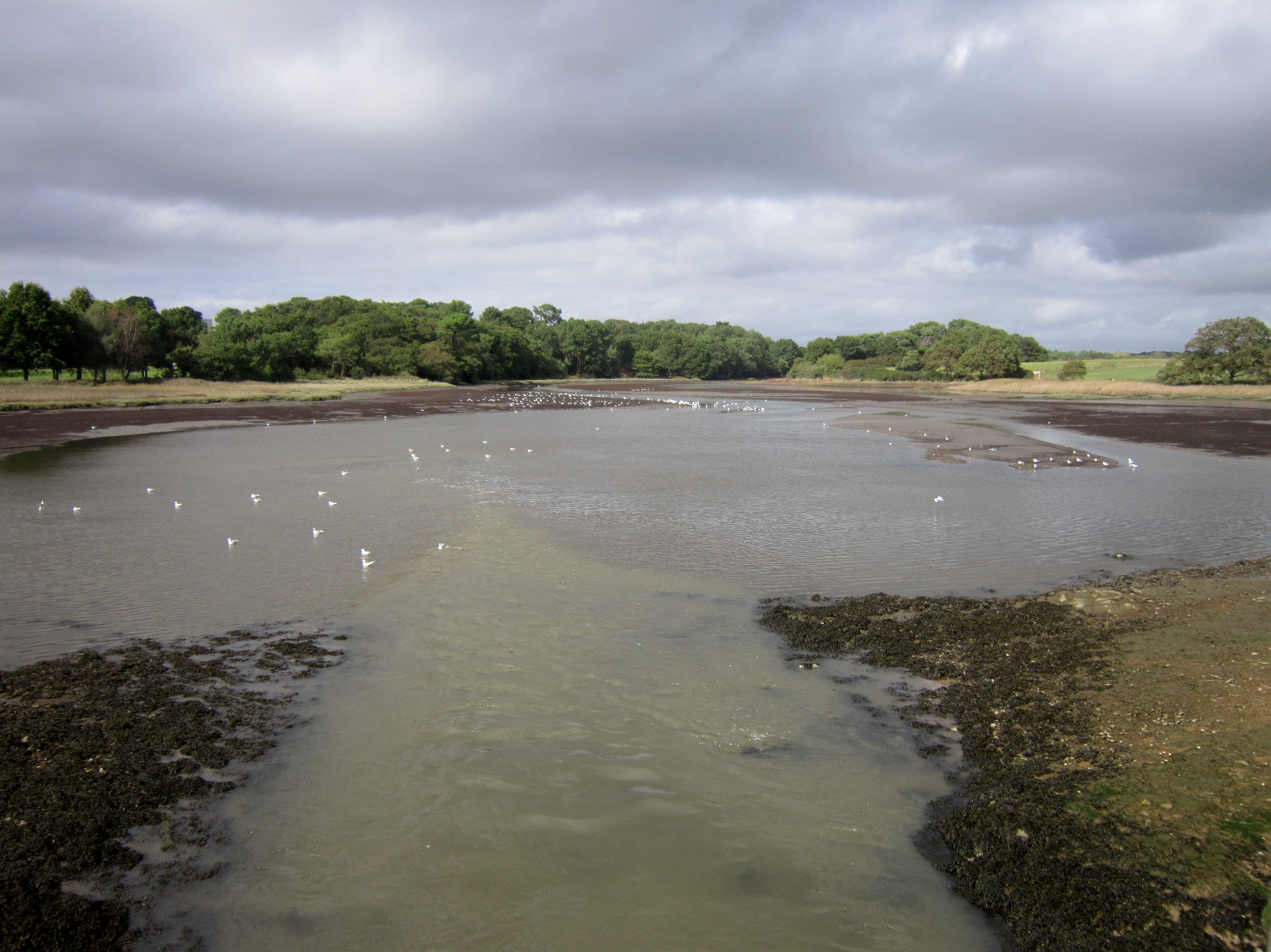
Vue vers l'amont de la ria du Plessis depuis le pont de Pen Mané.
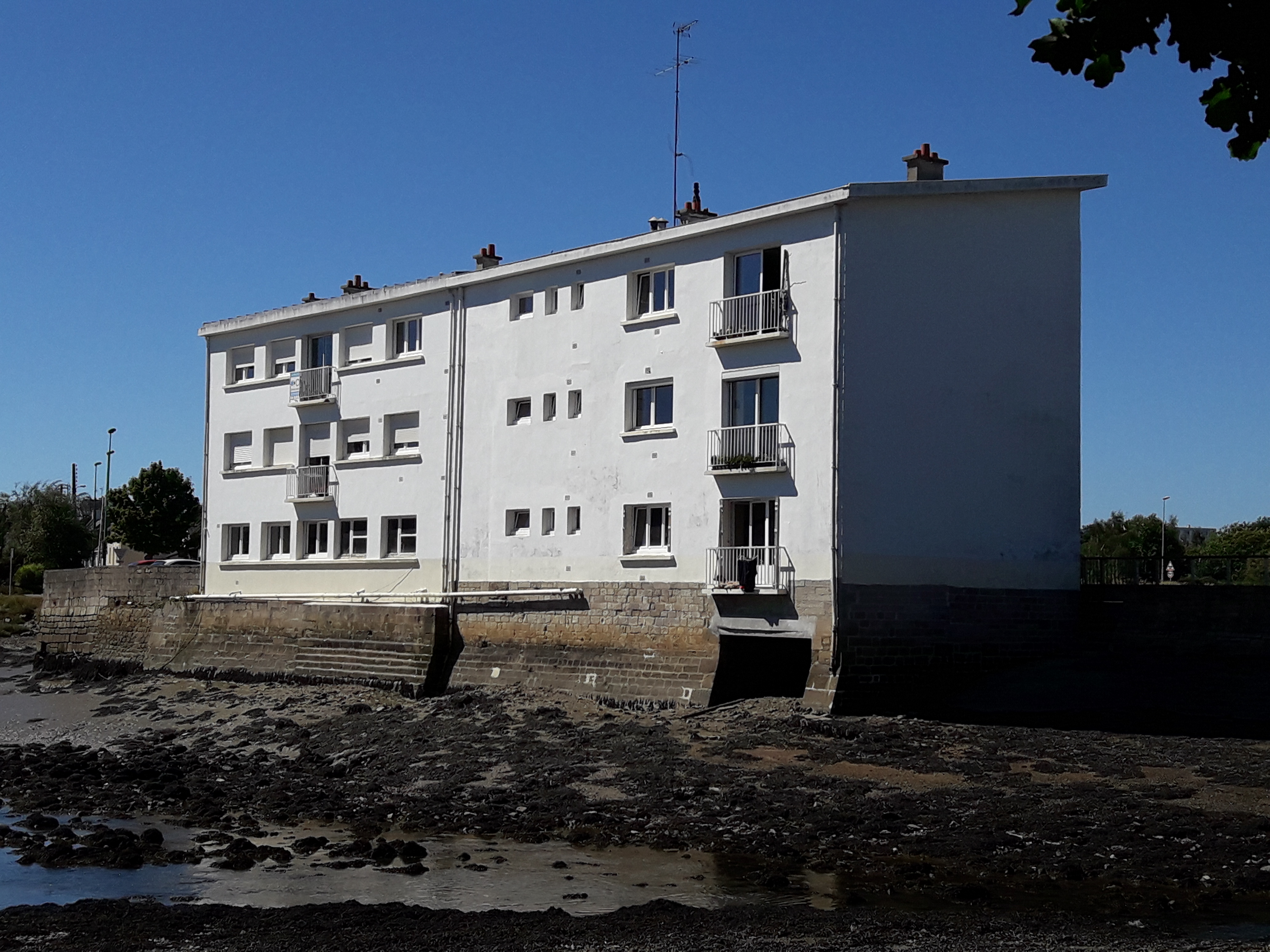
Immeuble moderne sur le site de l'ancien moulin à marée du Plessis.
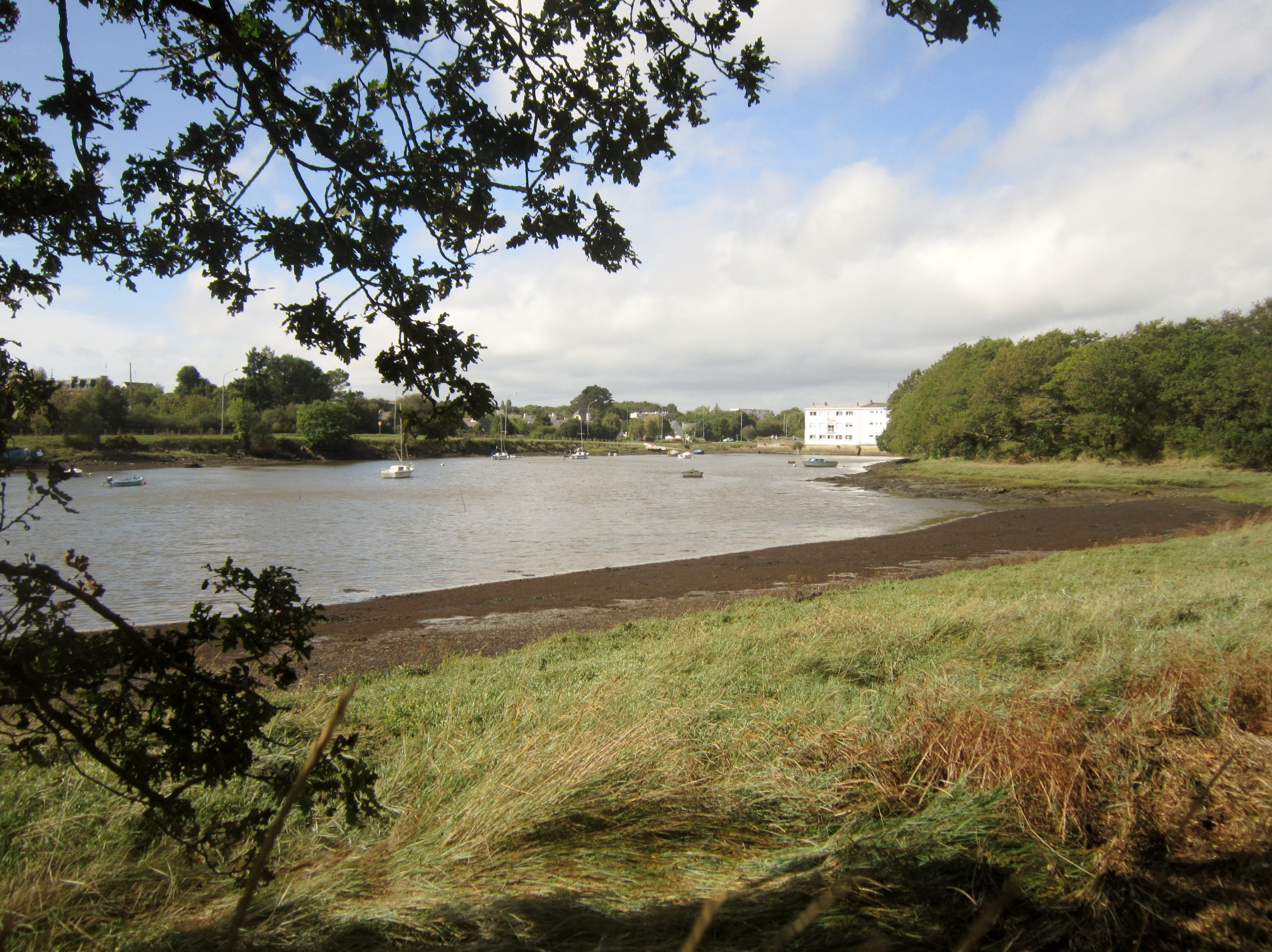
La partie aval de la ria du Plessis vue du sud de la presqu'île de Saint-Guénaël.

### Hydrographie
Pour un article plus général, voir Réseau hydrographique du Morbihan.
La commune est située dans le bassin Loire-Bretagne. Elle est drainée par le Plessis et divers autres petits cours d'eau,.
Le Plessis, d'une longueur de 12 km, prend sa source dans la commune de Caudan et se jette  dans l'Océan Atlantique sur la commune.

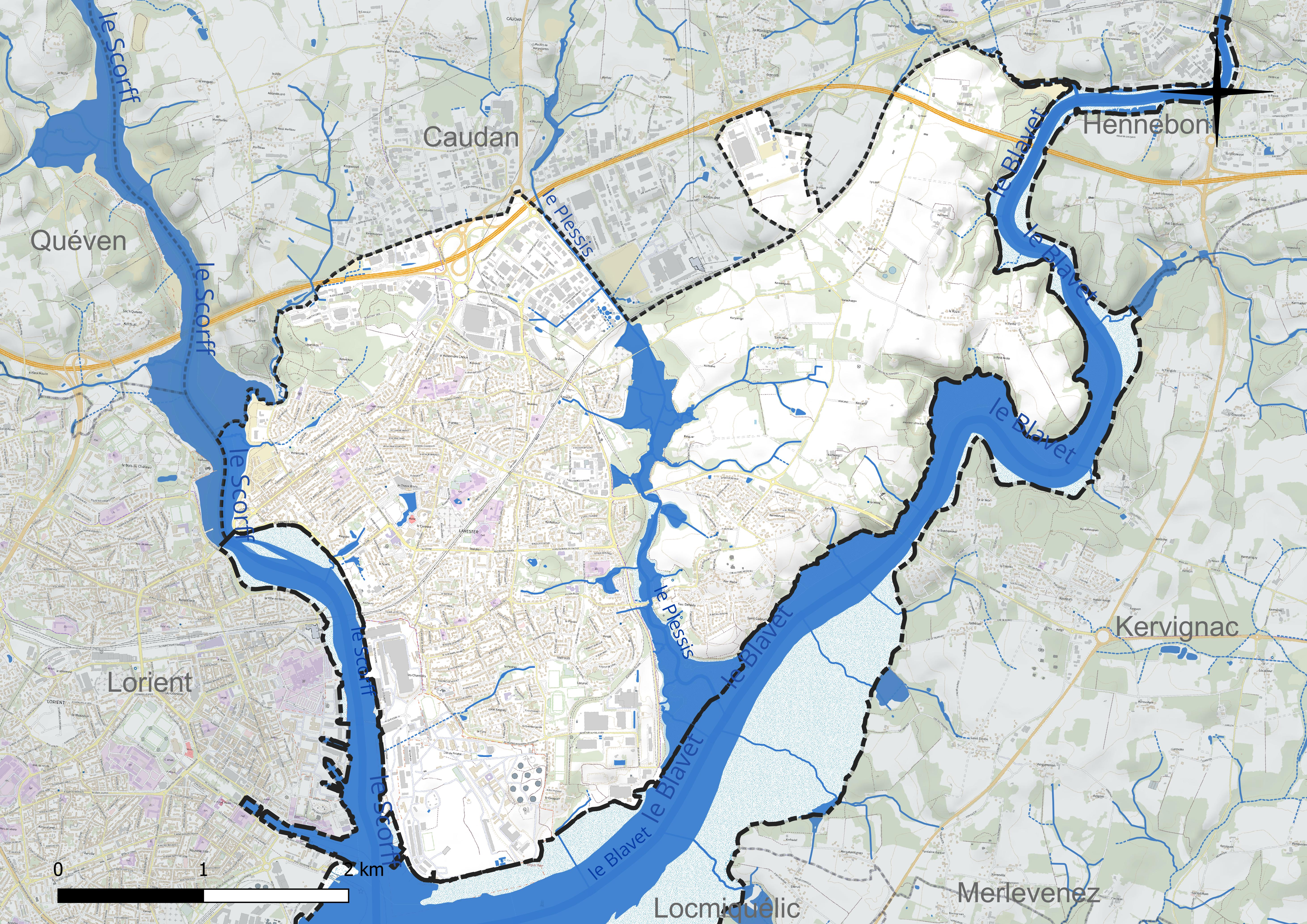
Réseau hydrographique de Lanester.

### Climat
Pour des articles plus généraux, voir Climat de la Bretagne et Climat du Morbihan.
En 2010, le climat de la commune est de type climat océanique franc, selon une étude du CNRS s'appuyant sur une série de données couvrant la période 1971-2000. En 2020, Météo-France publie une typologie des climats de la France métropolitaine dans laquelle la commune est exposée à un climat océanique et est dans la région climatique Bretagne orientale et méridionale, Pays nantais, Vendée, caractérisée par une faible pluviométrie en été et une bonne insolation. Parallèlement l'observatoire de l'environnement en Bretagne publie en 2020 un zonage climatique de la région Bretagne, s'appuyant sur des données de Météo-France de 2009. La commune est, selon ce zonage, dans la zone « Intérieur  », exposée à un climat médian, à dominante océanique.
Pour la période 1971-2000, la température annuelle moyenne est de 12 °C, avec une amplitude thermique annuelle de 11,3 °C. Le cumul annuel moyen de précipitations est de 903 mm, avec 14 jours de précipitations en janvier et 6,7 jours en juillet. Pour la période 1991-2020, la température moyenne annuelle observée sur la station météorologique la plus proche, située sur la commune de Quéven à 6 km à vol d'oiseau, est de 12,2 °C et le cumul annuel moyen de précipitations est de 943,3 mm,. Pour l'avenir, les paramètres climatiques de la commune estimés pour 2050 selon différents scénarios d’émission de gaz à effet de serre sont consultables sur un site dédié publié par Météo-France en novembre 2022.

### Transports

#### Les ponts de Lanester
La situation péninsulaire de Lanester (un site avec trois rias) explique la présence de plusieurs ponts routiers permettant de les traverser : le pont du Bonhomme franchit la ria du Blavet, remplaçant un bac utilisé antérieurement, et relie Lanester à Kervignac et à la rive gauche du Blavet : du premier pont à haubans, construit entre 1900 et 1904, était à péage, et exploité jusqu'en 1974, il n'en subsiste que ses deux piliers qui portent deux personnages, un homme sur l'un, une femme sur l'autre, en costume breton ; il a été remplacé par un pont en béton construit entre 1972 et 1974.

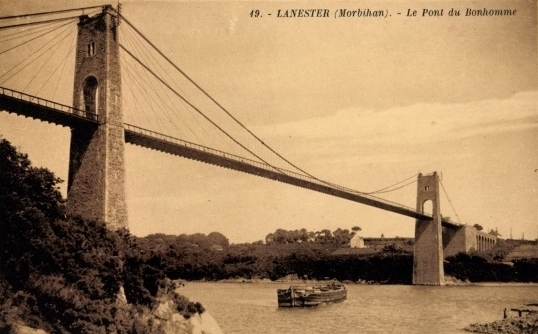
Le Pont du Bonhomme, pont à haubans en service entre 1904 et 1974.
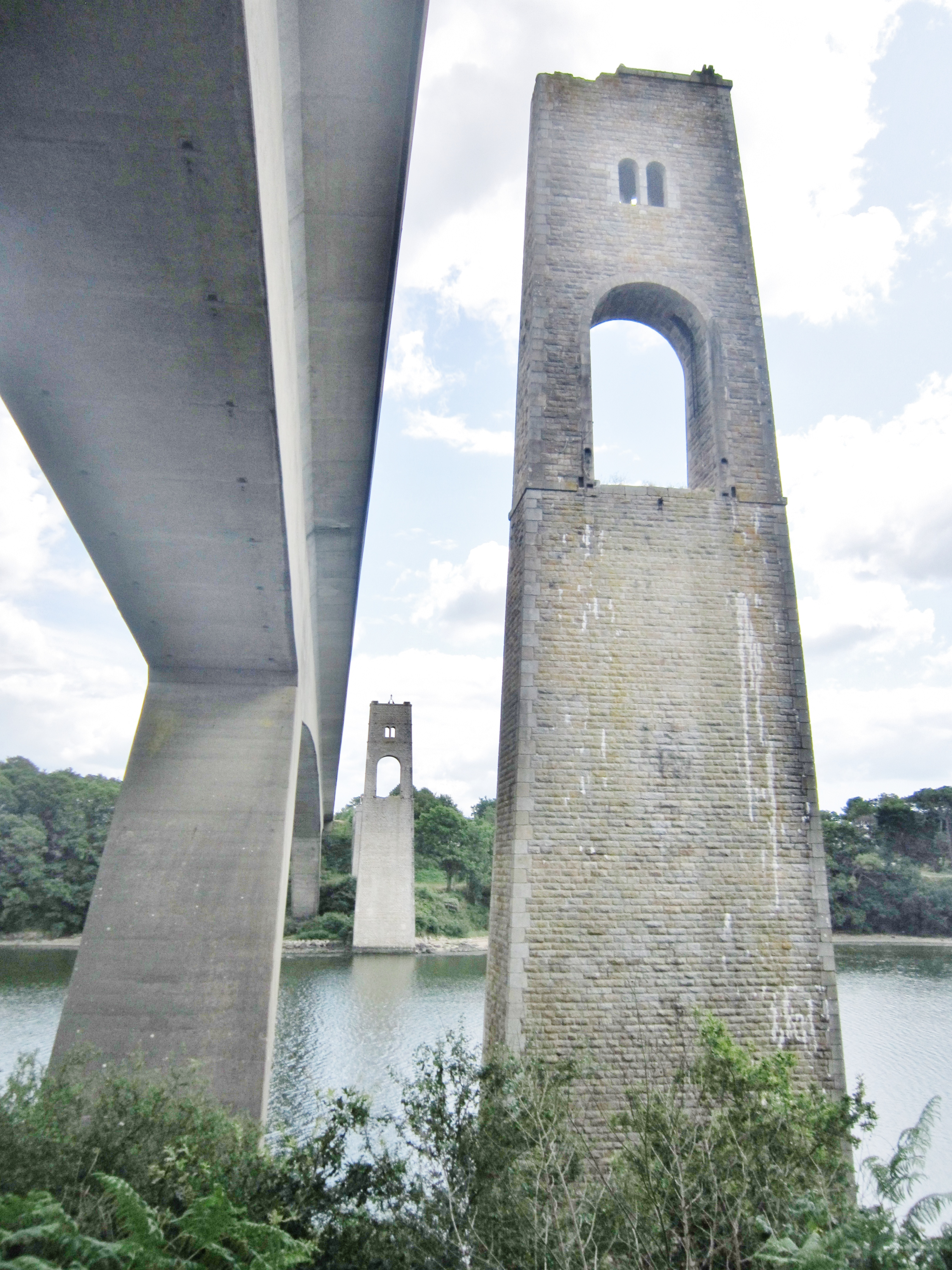
Les piles des deux ponts du Bonhomme sur la ria du Blavet.
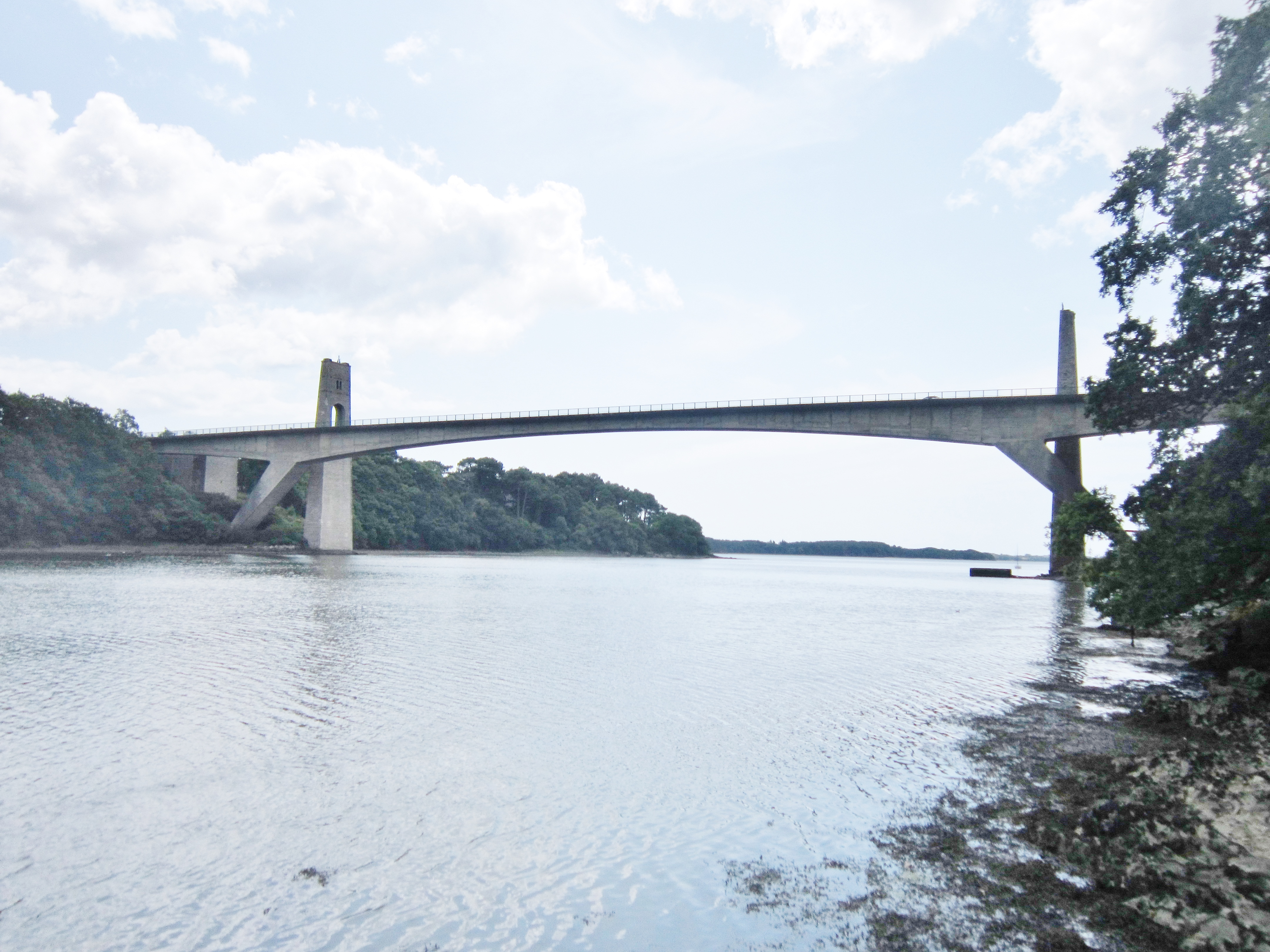
La ria du Blavet juste en amont du Pont du Bonhomme.

Le pont Saint-Christophe franchit la ria du Scorff et relie Lanester à Lorient et remplace plusieurs bacs permettant antérieurement la traversée de la ria entre initialement les paroisses de Caudan et Ploemeur, puis entre Caudan (Lanester après la création de la commune en 1909) et Lorient à partir de la création de cette ville (« Pour se rendre de Kerentrech à Lorient il faut traverser la rivière du  Scorff. À cette époque le beau pont suspendu de Kerantrech n'existait pas. On passait le Scorff à l'aide d'un bac et, selon la hauteur de la marée, la traversée était facile ou presque périlleuse »). Un premier pont est mis en service en 1823, remplacé par un second mis en service en 1847 ; endommagé pendant la Seconde Guerre mondiale et remplacé temporairement par un pont en bois construit par l'occupant situé plus en amont ; le troisième pont Saint-Christophe (le pont actuel) est inauguré en 1960.

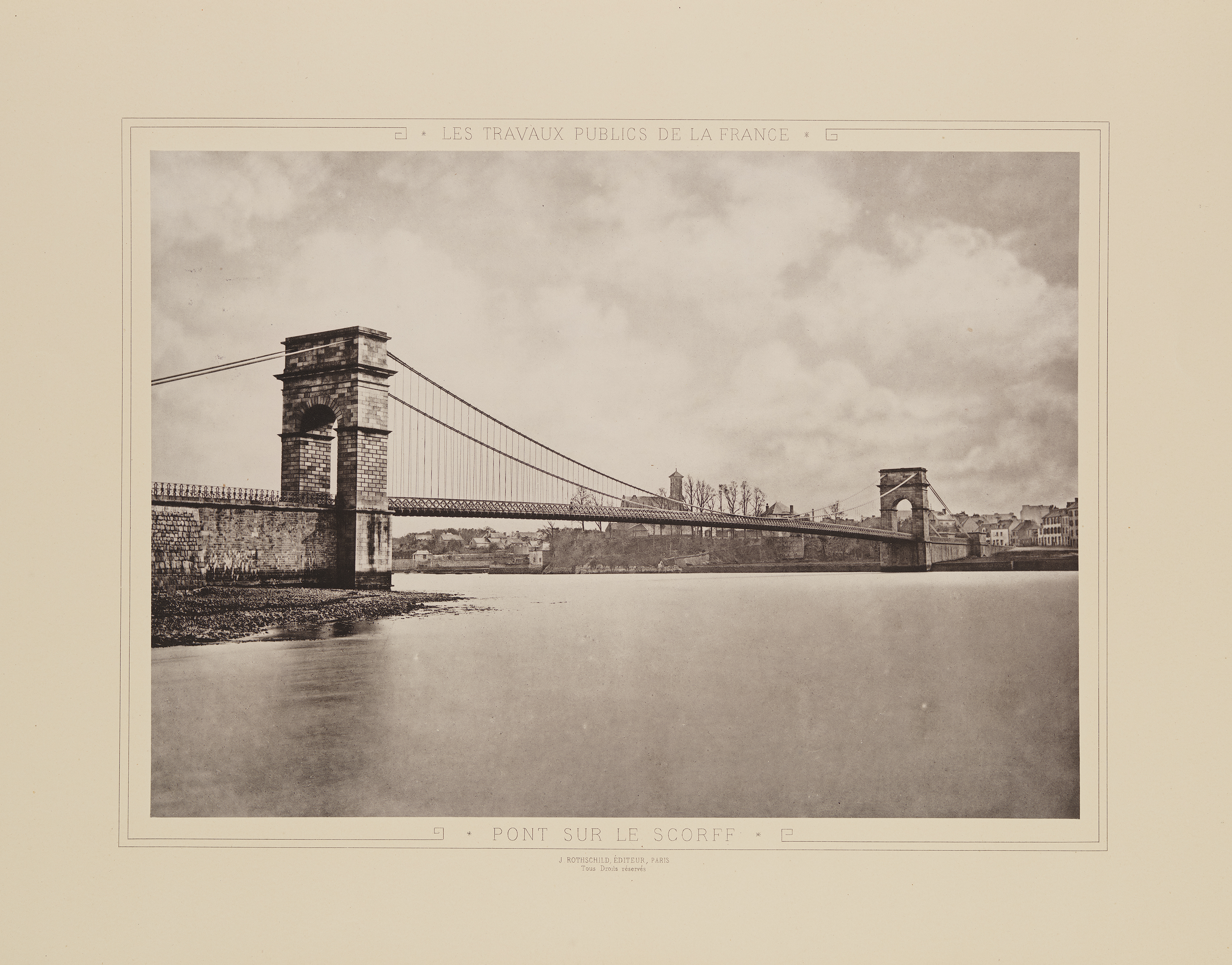
Le deuxième Pont Saint-Christophe en 1883 (photographie de Jules Duclos).
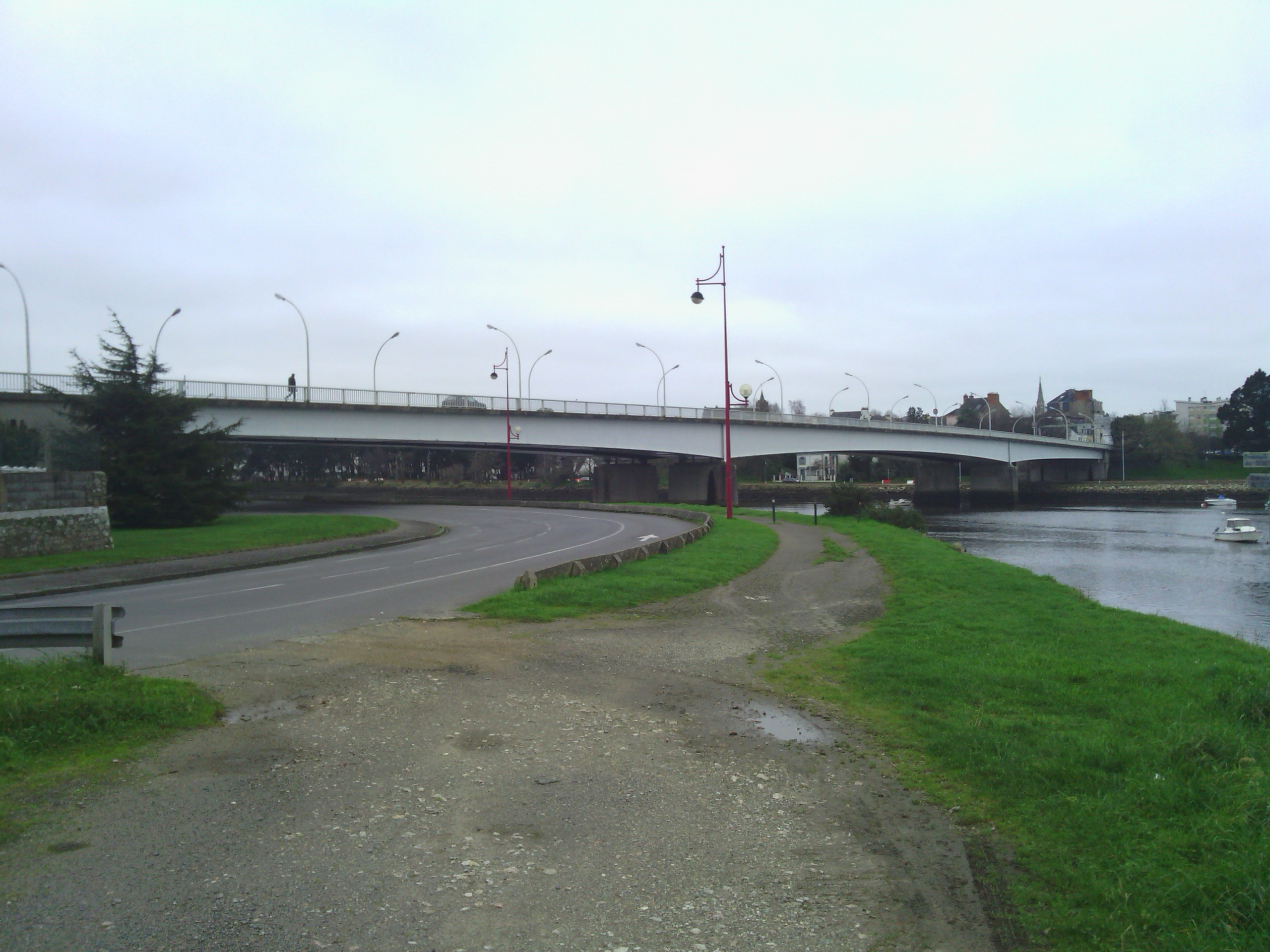
Le troisième Pont Saint-Christophe, actuellement en service.

Le pont Gueydon (dénommé ainsi en l'honneur de Louis Henri de Gueydon), situé plus en aval sur la ria du Scorff, a été construit en 1913, mais situé dans la zone du port militaire de Lorient-Lanester, il n'est pas accessible au public civil.
Un nouveau pont routier enjambant la ria du Scorff, le pont des Indes, a été mis en service en 2007, réservé aux transports en commun en site propre entre Lanester et Lorient.

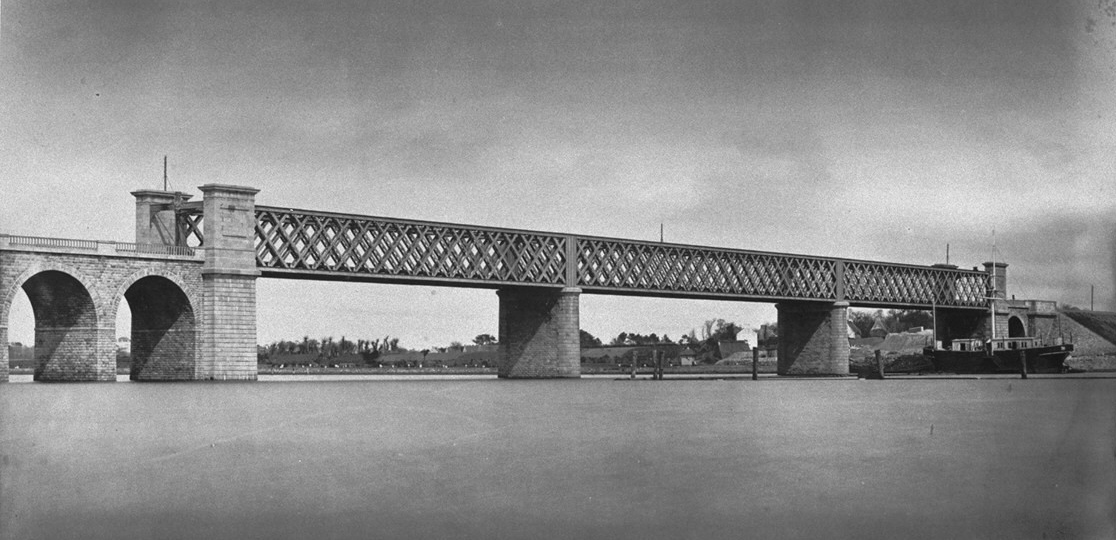
Le pont ferroviaire sur le Scorff.

Le viaduc ferroviaire franchissant le Scorff a été inauguré en 1862 par Napoléon III. Il disposait depuis 1911 d'une passerelle piétonne, supprimée en 2002 lors des travaux de reconstruction. La ligne ferroviaire de Paris-Montparnasse à Quimper, initialement dénommée Ligne de Savenay à Landerneau, empruntée notamment par les TGV Atlantique, traverse Lanester, mais la ville ne dispose pas de gare, celle de Lorient étant toute proche.
Une passerelle reliant l'hôtel de ville de Lanester au parc Mandela a été mise en service en 2018.
La construction de la voie expresse RN 165, qui traverse en deux endroits la partie nord du territoire communal, d'une part au niveau de la zone d'activité de Kerpont-Kerrous où se trouve l'échangeur de Caudan desservant Lanester, d'autre part plus à l'est à proximité d'Hennebont, a entraîné la construction du pont de Locoyarn qui traverse la ria du Blavet nettement en amont du Pont du Bonhomme.

#### Transports routiers
Lanester est accessible par la route nationale 165. La ville est desservie par les autocars du réseau régional BreizhGo (lignes : ligne 15 (Lorient - Plouay - Le Faouët - Gourin - Carhaix Plouguer), ligne 16 (Lorient - Étel) et ligne 17 (Lorient - Baud - Pontivy))
. Elle est également desservie par les autocars de la société Isilines qui propose par exemple des trajets Lanester-Paris,. Enfin la commune de Lanester est desservie par le réseau de bus de la CTRL :
| Ligne | T2  |  | Lanester - Parc des expositions ↔ Lorient - La base - Cité de la voile          |
| Ligne | T3  |  | Ploemeur - Les Pins ↔︎ Lanester - Parc des expositions                           |
| Ligne | 11  |  | Cléguer - La Croix Rouge ↔ Lanester ↔ Lorient - Port de Pêche                   |
| Ligne | 14  |  | Inzinzac-Lochrist - Mané Bihan ↔ Lanester ↔ Lorient - Gare d'échanges           |
| Ligne | 31  |  | Lanester - Vieux Chênes ↔ Lorient - Gare d'échanges                             |
| Ligne | 40E |  | Plouay - Gare routière ↔ Lanester ↔ Lorient - Gare d'échanges                   |
| Ligne | 41E |  | Inzinzac-Lochrist - Mané Bihan ↔ Lanester ↔ Lorient - Lycées                    |
| Ligne | 106 |  | Lanester - Le resto ↔ Lanester - Kermorvan                                      |
| Ligne | 110 |  | Lanester - Parc des expositions ↔ Circulaire via la zone d'activités de Manébos |
| Ligne | 111 |  | Lanester - Parc des expositions ↔ desserte des zones d'activités                |

#### Transport ferroviaire
Lanester est la ville la plus peuplée de Bretagne à ne pas posséder de gare, bien que la commune soit traversée sur toute sa longueur par la ligne de Savenay à Landerneau, entre les gares de Lorient et d'Hennebont. La mairie se trouve ainsi à moins de 300 mètres de la ligne, et voit passer l'essentiel du trafic ferroviaire du sud Bretagne (à destination de Lorient et au-delà) mais sans arrêt possible sur la commune.
Néanmoins, Lanester est proche de la gare de Lorient qui est accessible via les bus de la Compagnie de transport de la région lorientaise (CTRL).

#### Paysages et habitat

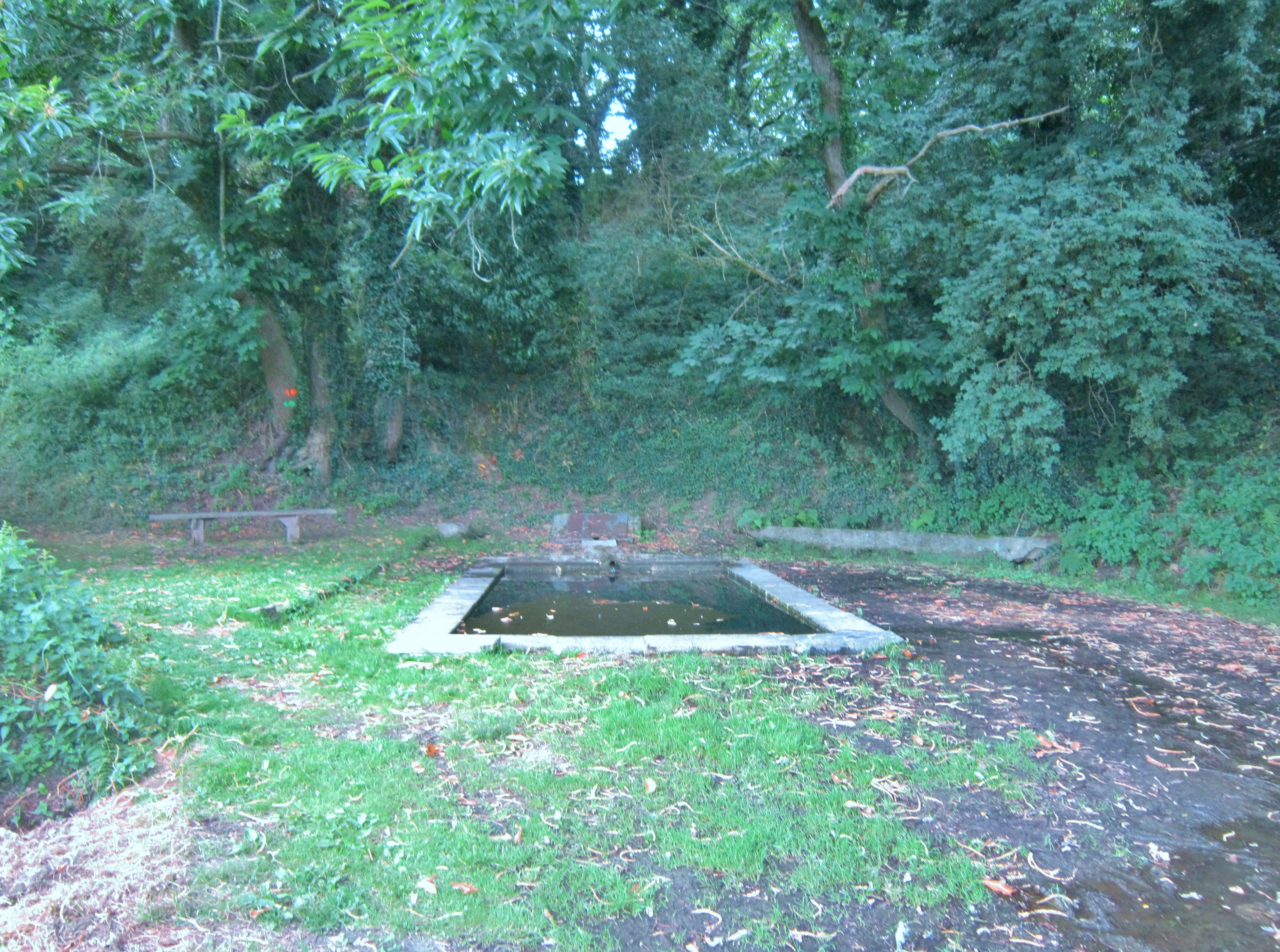
La fontaine-lavoir du Petit Resto.

La partie occidentale de la commune (la presqu'île entre les rias du Scorff et du Plessis) est presque totalement urbanisée : outre les zones d'habitat urbain, elle contient des zones d'acctivité industrielle (arsenal maritime et zone portuaire du Rohu dans sa partie sud ; parcs d'activités de Kerpont-Kerrous et de Kerpont-Manebos, zone artisanale de Lann-Gazec, ainsi qu'un vaste centre commercial, dans sa partie nord, aux confins de la limite communale avec Caudan et aux alentours du vaste échangeur routier dit de Caudan, sur la RN 165, qui dessert la ville. Il n'y subsiste presque aucun espace rural ou naturel.
La partie orientale de la commune (la presqu'île entre les rias du Plessis et du Blavet) est gagnée par l'urbanisation dans sa partie sud, au sud de la D 194 (quartiers résidentiels de Pen Mané et Saint-Guénaël à son extrême sud et quartier de Kermorvan), mais a conservé une vaste zone rurale au nord de la D 194 avec des restes de bocage et d'habitat dispersé en hameaux comme ceux de Le Resto, Le Ruzo, Bel Air, Saint-Niau et Kerhervy, ou en fermes isloées comme Malachappe ou Kervanguen.
Entre les deux, le marais de la Goden, une propriété départementale acquise dans la décennie 1970, a été préservée des projets d'industrialisation, au voisinage de la zone d'activités de Kerpont, qui l'ont un temps concernée ; classé "Espace naturel sensible", ce marais vaste de 22,8 hectares, situé juste en amont du Pont du Bouc (sur la D 194), doit son nom à un petit ruisseau qui l'alimente en eau douce et qui a sa source à Caudan) alterne, en raison de la remontée de l'eau de mer à marée montante, des milieux humides salés (constitués de slikke (vasières) ou de schorre, où poussent des plantes halophiles comme la salicorne ou l'obione selon les endroits) ou saumâtres dans les zones un peu plus en amont recouvertes par l'eau de mer uniquement lors des plus fortes marées et où poussent des plantes comme le chiendent, la betterave maritime et la statice ; en périphérie du marais se sont développées des roselières (roseaux communs et scirpes maritimes principalement) et différents boisements, notamment des saulaies et, sur les terrains les moins humides, des chênes pédonculés, des hêtres, des châtaigniers et des pins maritimes. Deux sentiers (en partie formés de platelages sur pilotis) et un observatoire à oiseaux permettent de découvrir cette biodiversité, notamment des bruants des roseaux, rousserolles effervattes, phragmites des joncs, râles d'eau, chevaliers guignettes, aigrettes garzettes, etc.., mais des mammifères, des batraciens, des insectes, y ont aussi trouvé refuge.

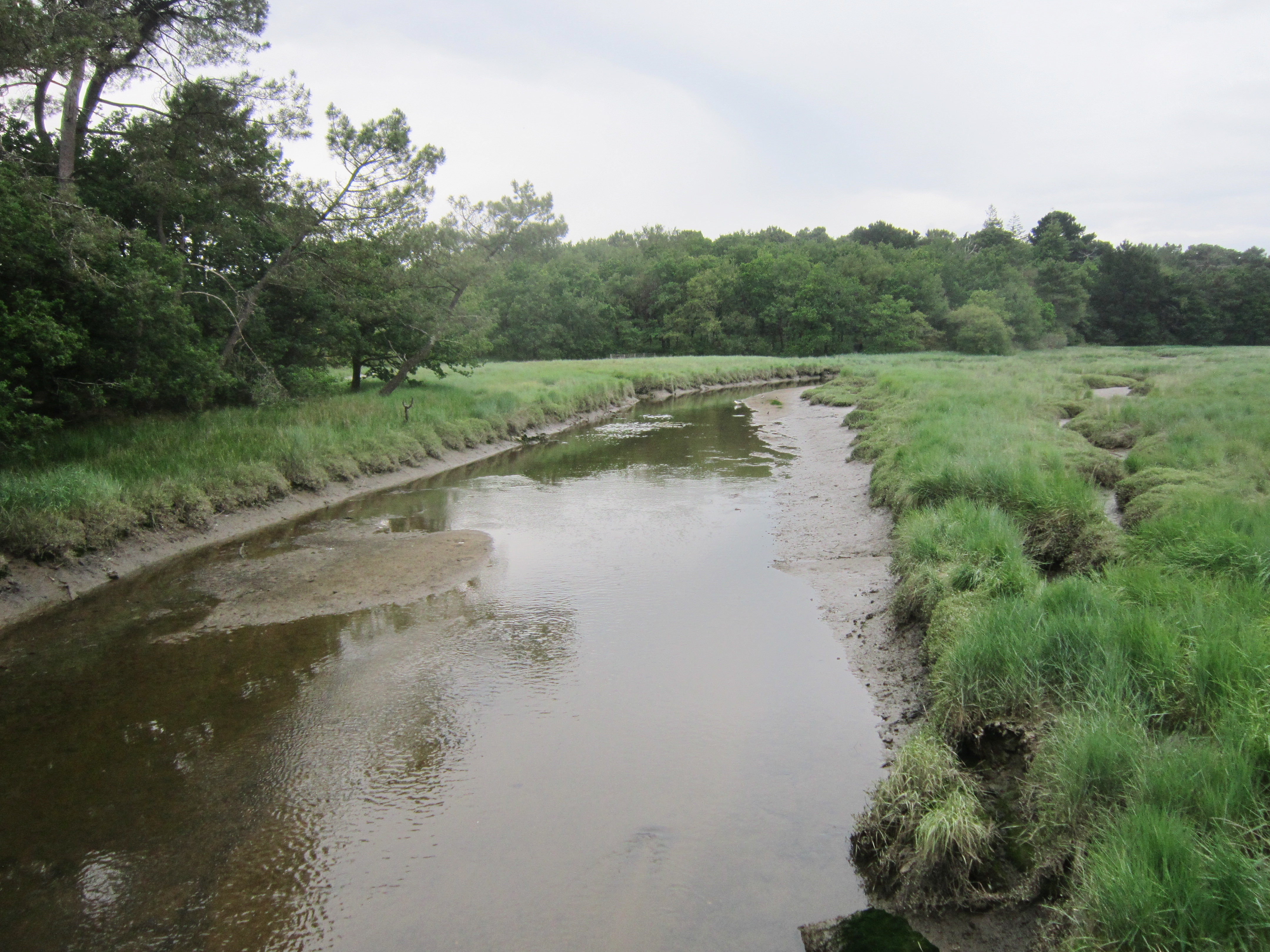
Le ruisseau de la Goden à sa sortie du marais à marée basse.
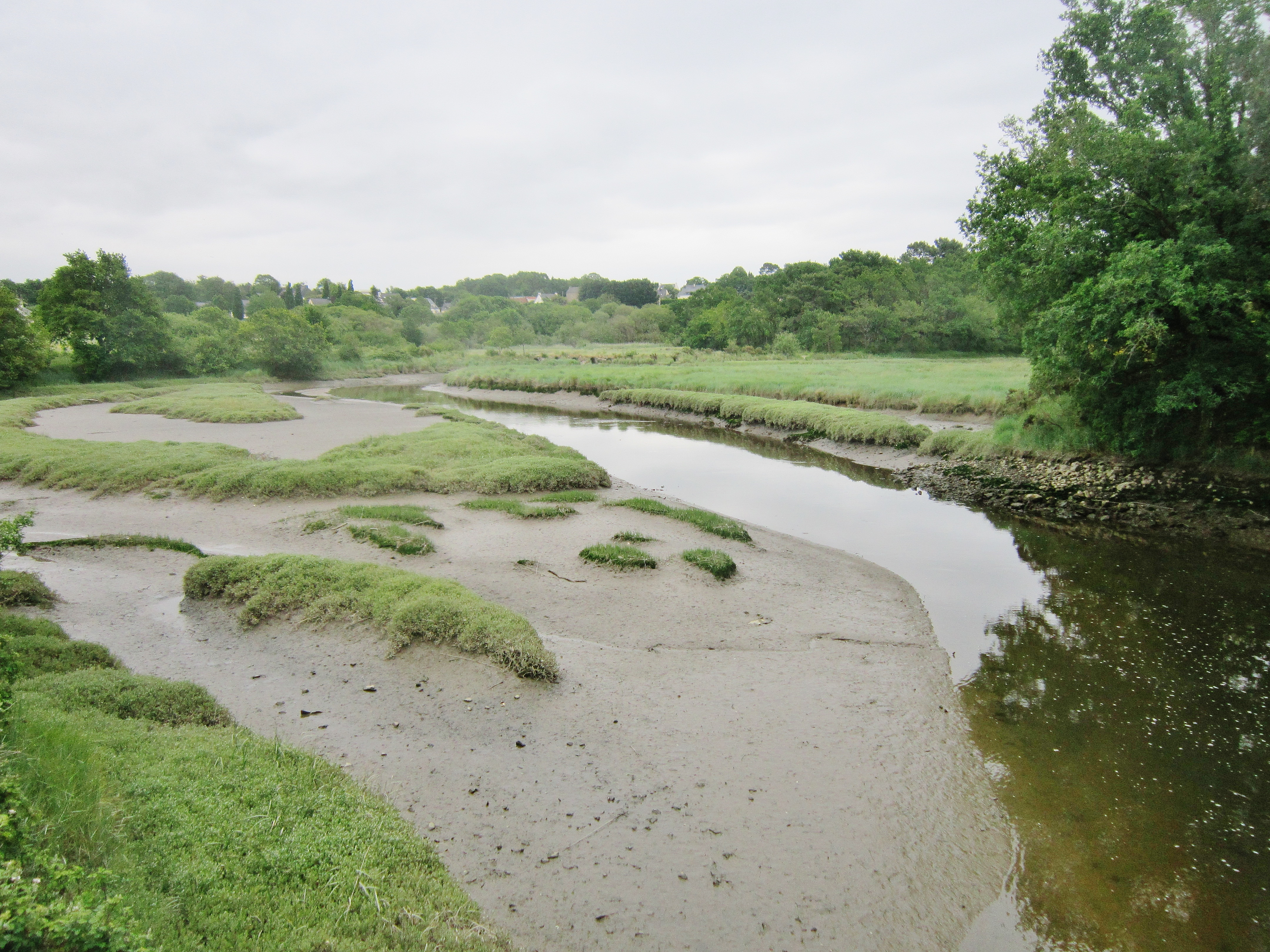
Slikke et schorre à marée basse dans la partie aval du marais de la Goden.
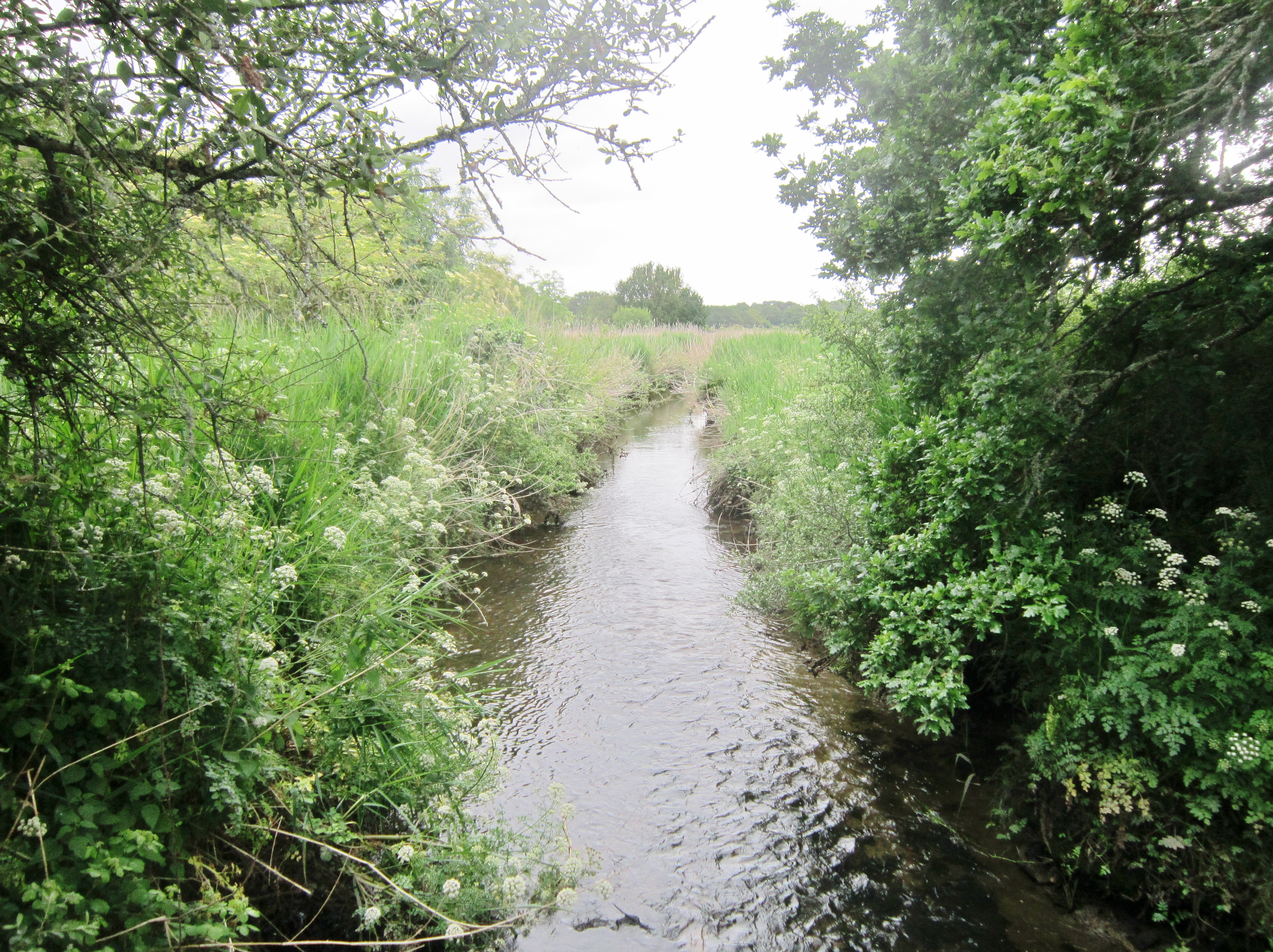
Le marais de la Goden : schorre 1.
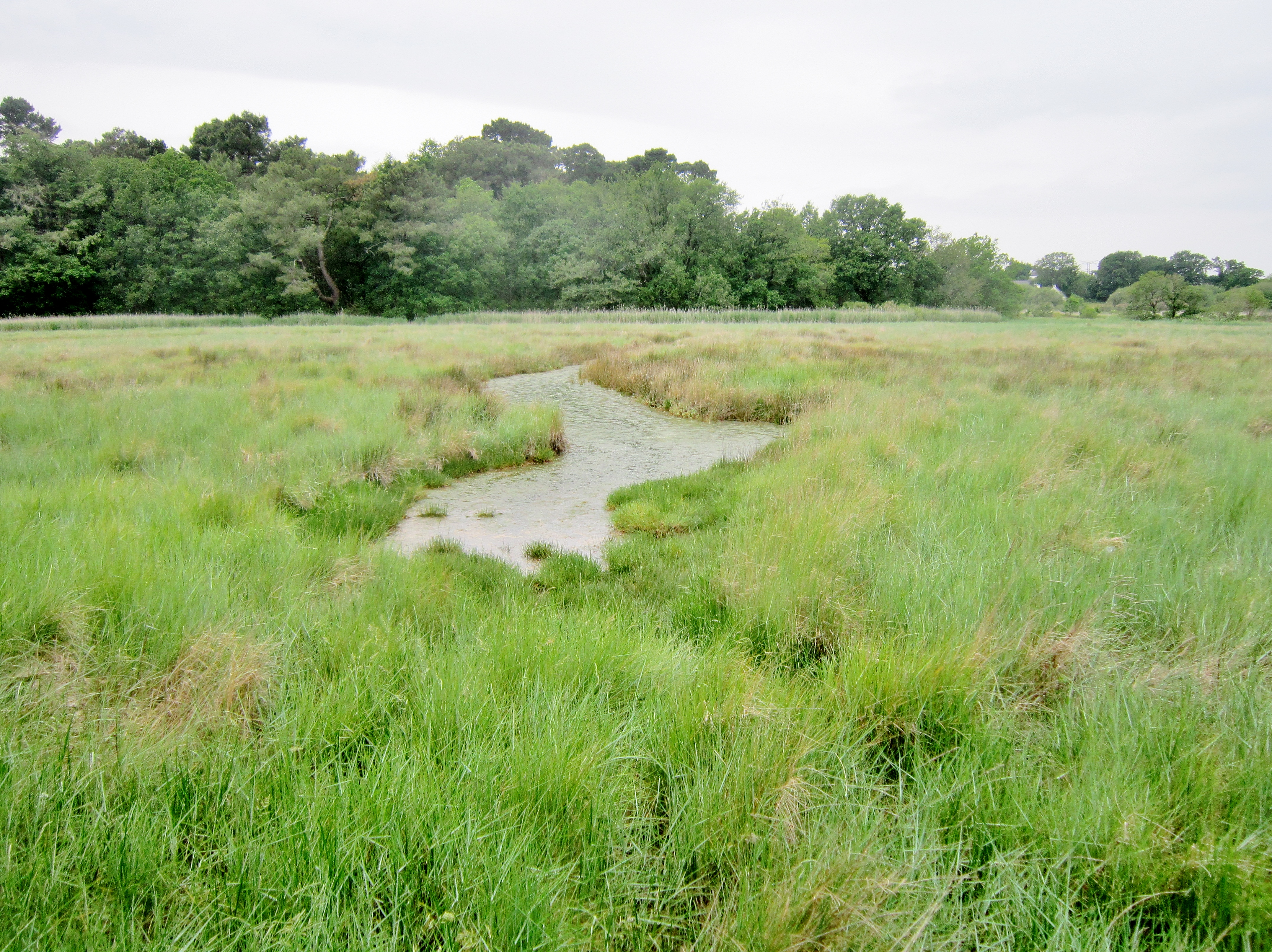
Le marais de la Goden : schorre 2.
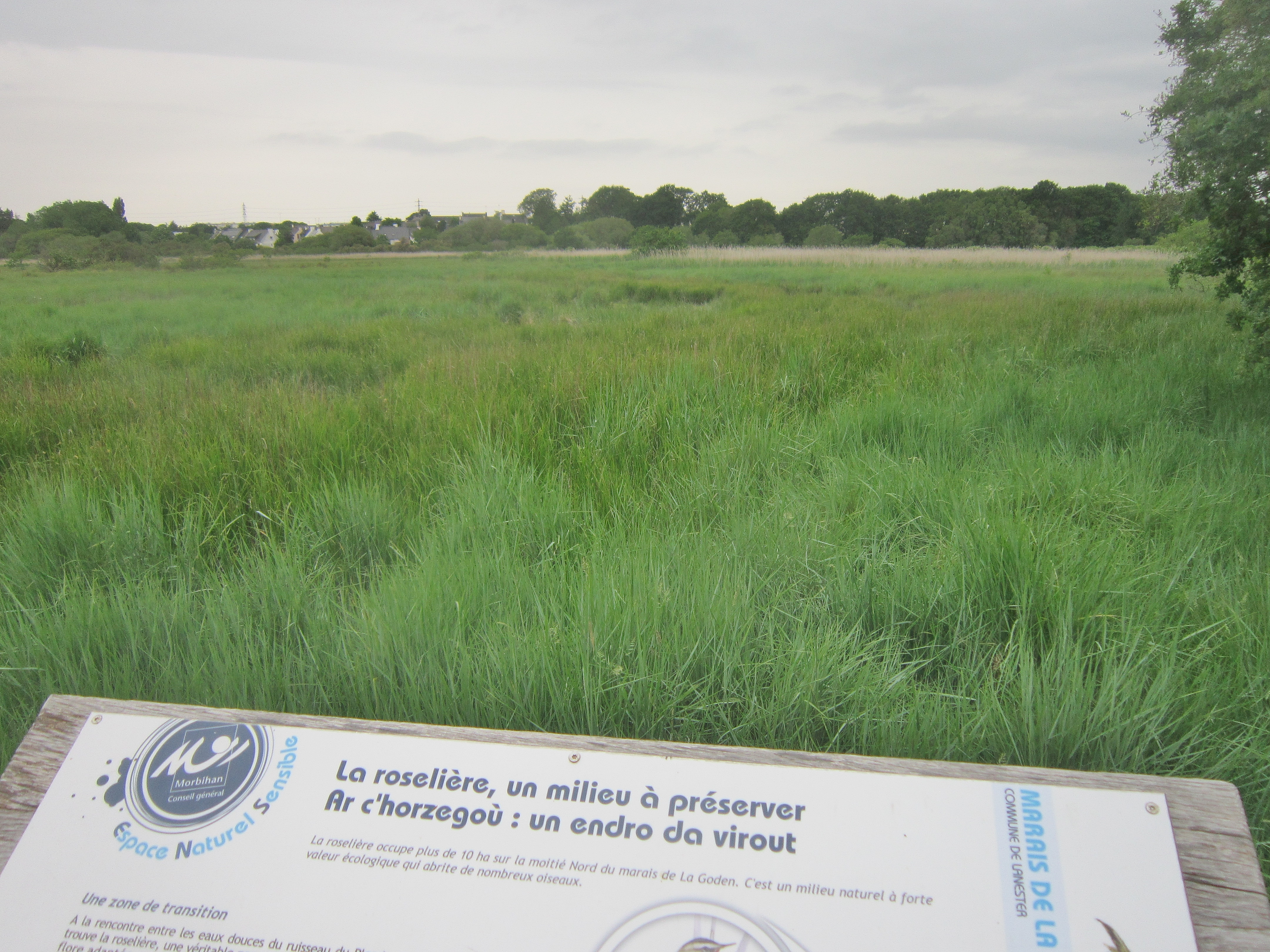
Le marais de la Goden : la roselière.

## Urbanisme

### Typologie
Au 1er janvier 2024, Lanester est catégorisée grand centre urbain, selon la nouvelle grille communale de densité à sept niveaux définie par l'Insee en 2022.
Elle appartient à l'unité urbaine de Lorient, une agglomération intra-départementale regroupant six  communes, dont elle est une commune de la banlieue,,. Par ailleurs la commune fait partie de l'aire d'attraction de Lorient, dont elle est une commune du pôle principal,. Cette aire, qui regroupe 31 communes, est catégorisée dans les aires de 200 000 à moins de 700 000 habitants,.
La commune, bordée par l'océan Atlantique, est également une commune littorale au sens de la loi du 3 janvier 1986, dite loi littoral. Des dispositions spécifiques d’urbanisme s’y appliquent dès lors afin de préserver les espaces naturels, les sites, les paysages et l’équilibre écologique du littoral, tel le principe d'inconstructibilité, en dehors des espaces urbanisés, sur la bande littorale des 100 mètres, ou plus si le plan local d’urbanisme le prévoit.

### Occupation des sols
L'occupation des sols de la commune, telle qu'elle ressort de la base de données européenne d’occupation biophysique des sols Corine Land Cover (CLC), est marquée par l'importance des territoires artificialisés (56,9 % en 2018), en augmentation par rapport à 1990 (55,2 %). La répartition détaillée en 2018 est la suivante : 
zones urbanisées (36,3 %), zones agricoles hétérogènes (22,1 %), zones industrielles ou commerciales et réseaux de communication (20,6 %), terres arables (11,8 %), forêts (6,5 %), zones humides intérieures (1,5 %), eaux maritimes (0,8 %), zones humides côtières (0,4 %). L'évolution de l’occupation des sols de la commune et de ses infrastructures peut être observée sur les différentes représentations cartographiques du territoire : la carte de Cassini (XVIIIe siècle), la carte d'état-major (1820-1866) et les cartes ou photos aériennes de l'IGN pour la période actuelle (1950 à aujourd'hui).

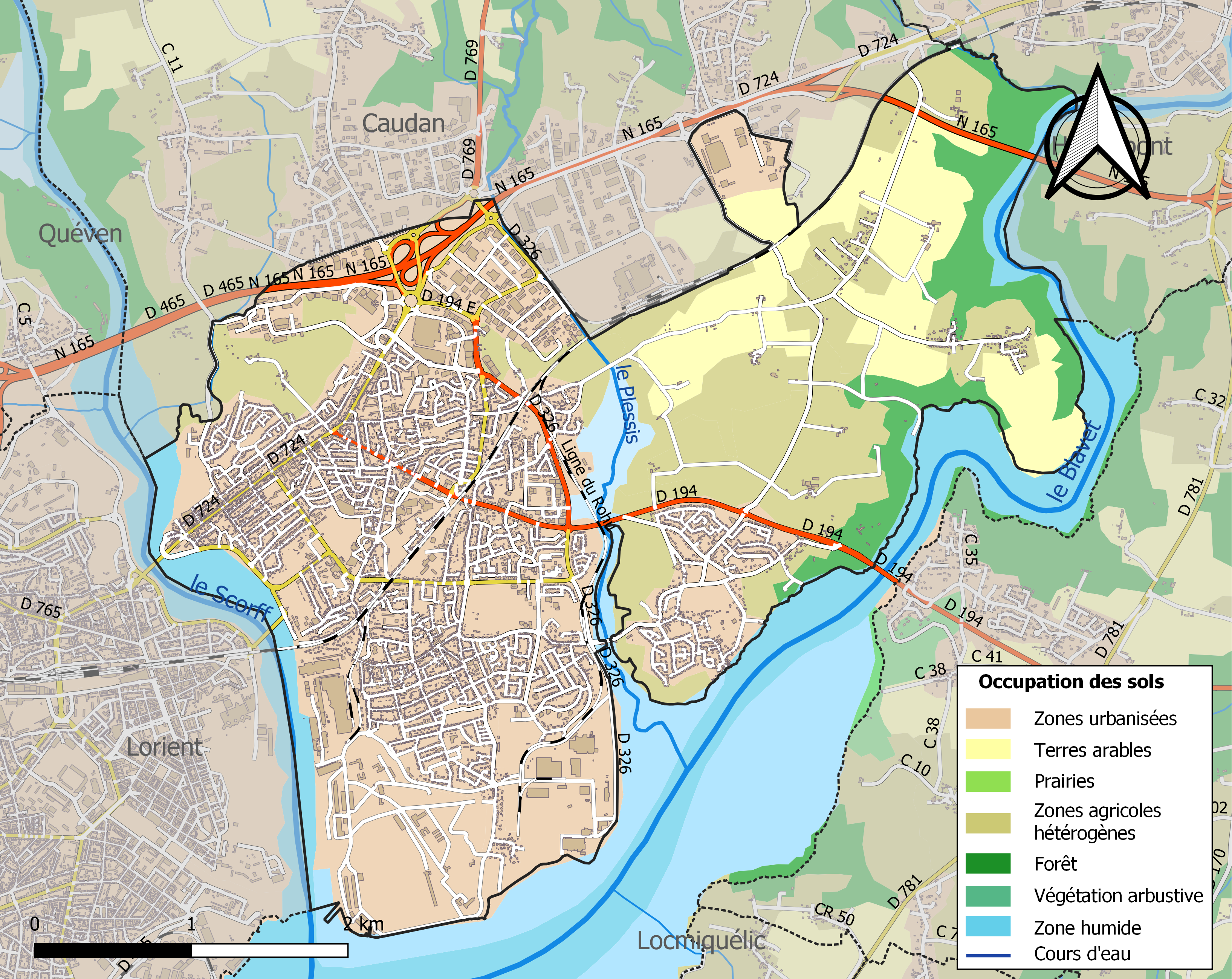
Carte des infrastructures et de l'occupation des sols de la commune en 2018 (CLC).

## Toponymie
Le nom breton de la commune est Lannarstêr (prononcé [lanəˈʃteːʁ]). Ce nom vient de l'appellation « lann-er-ster » et se traduit « la lande de la rivière » ou « l'embouchure de la rivière ».
Lanester est un ancien pays de lande et de marécage.

## Histoire

### Préhistoire et Antiquité

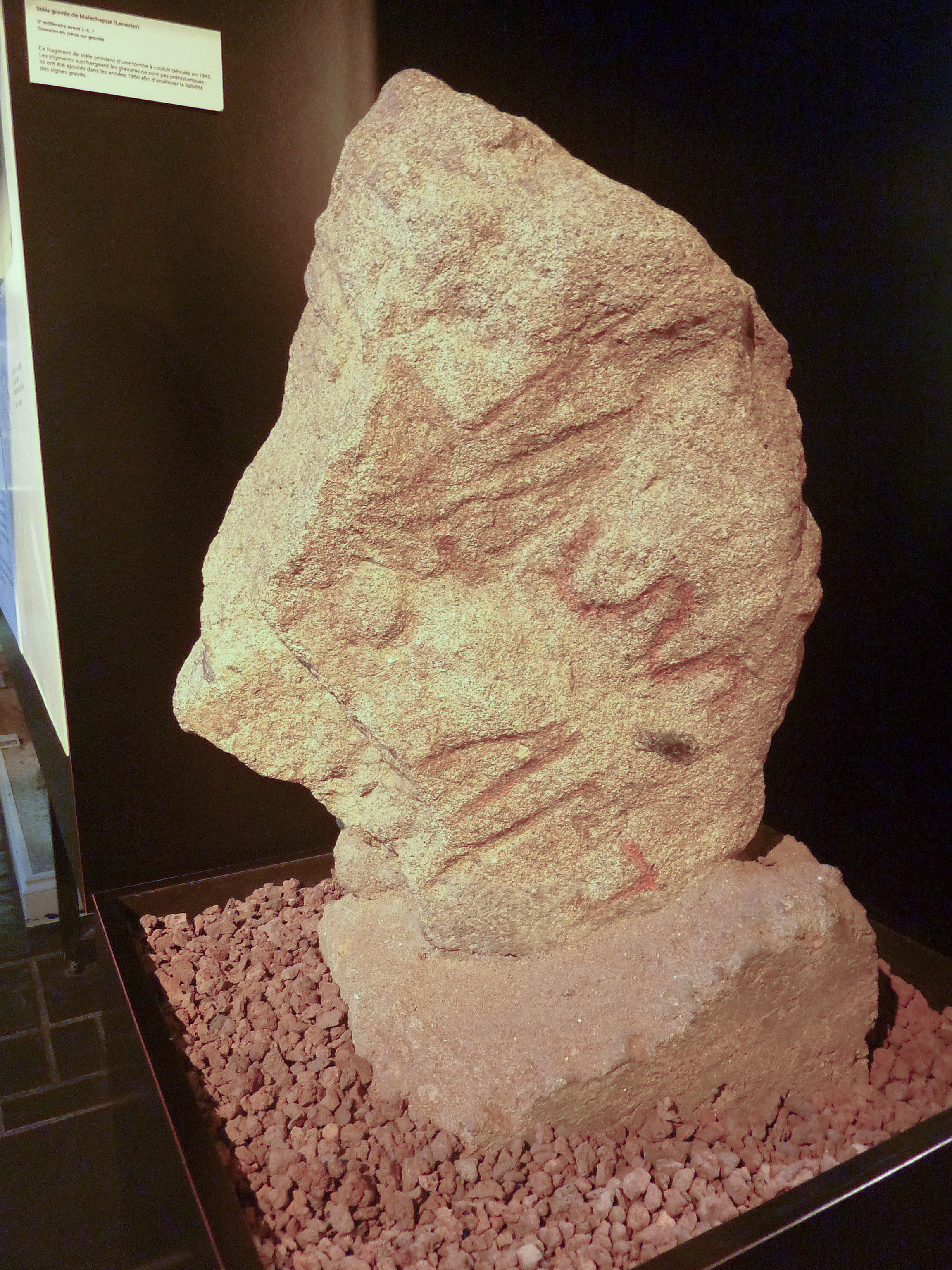
Stèle gravée de Malachappe en Lanester (datant probablement du Ve millénaire avant J.-C., Musée de préhistoire de Carnac)
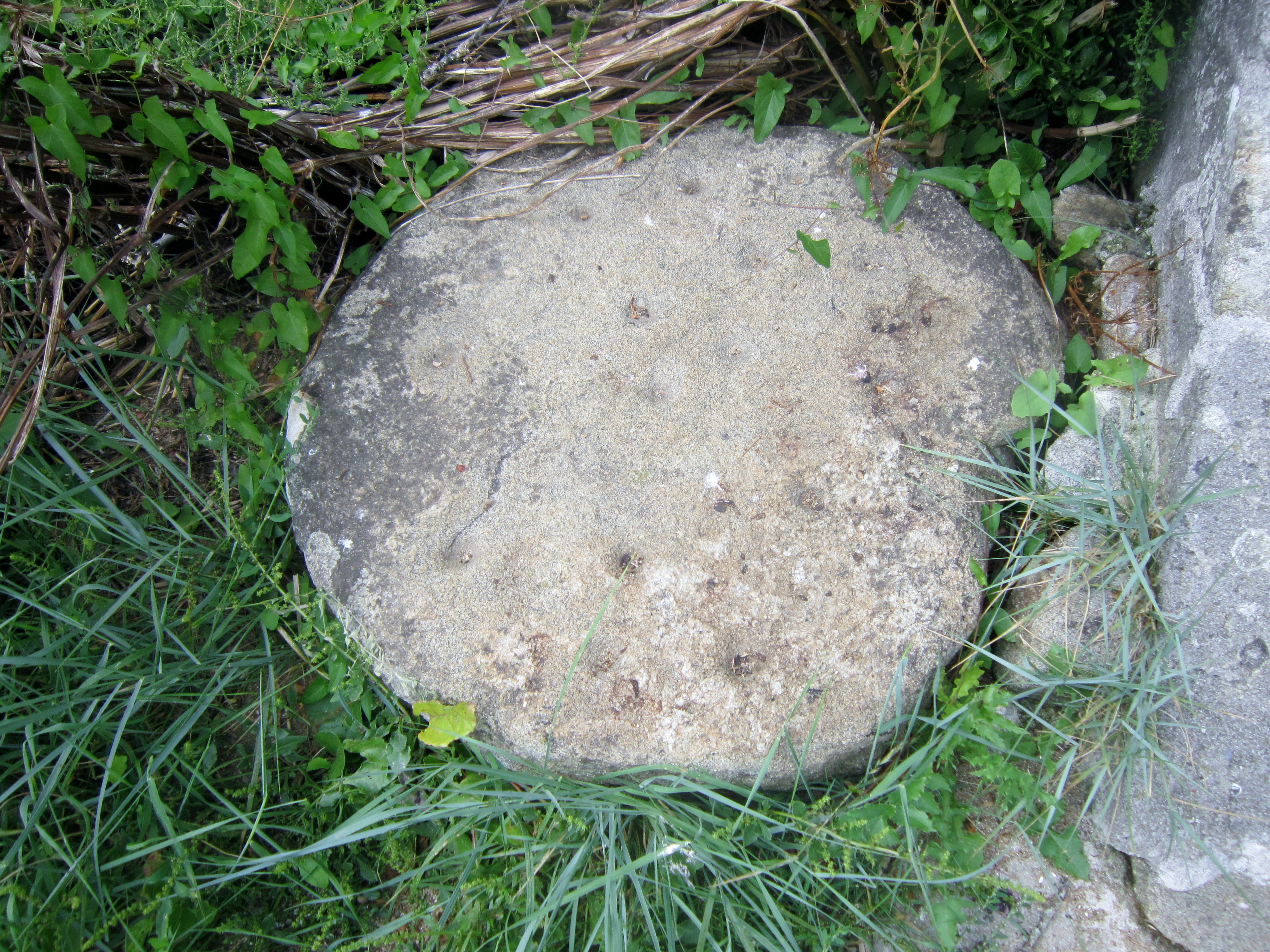
Pierre à cupules probablement liées à un culte préhistorique près de la chapelle Saint-Guénaël en bordure de la ria du Blavet.
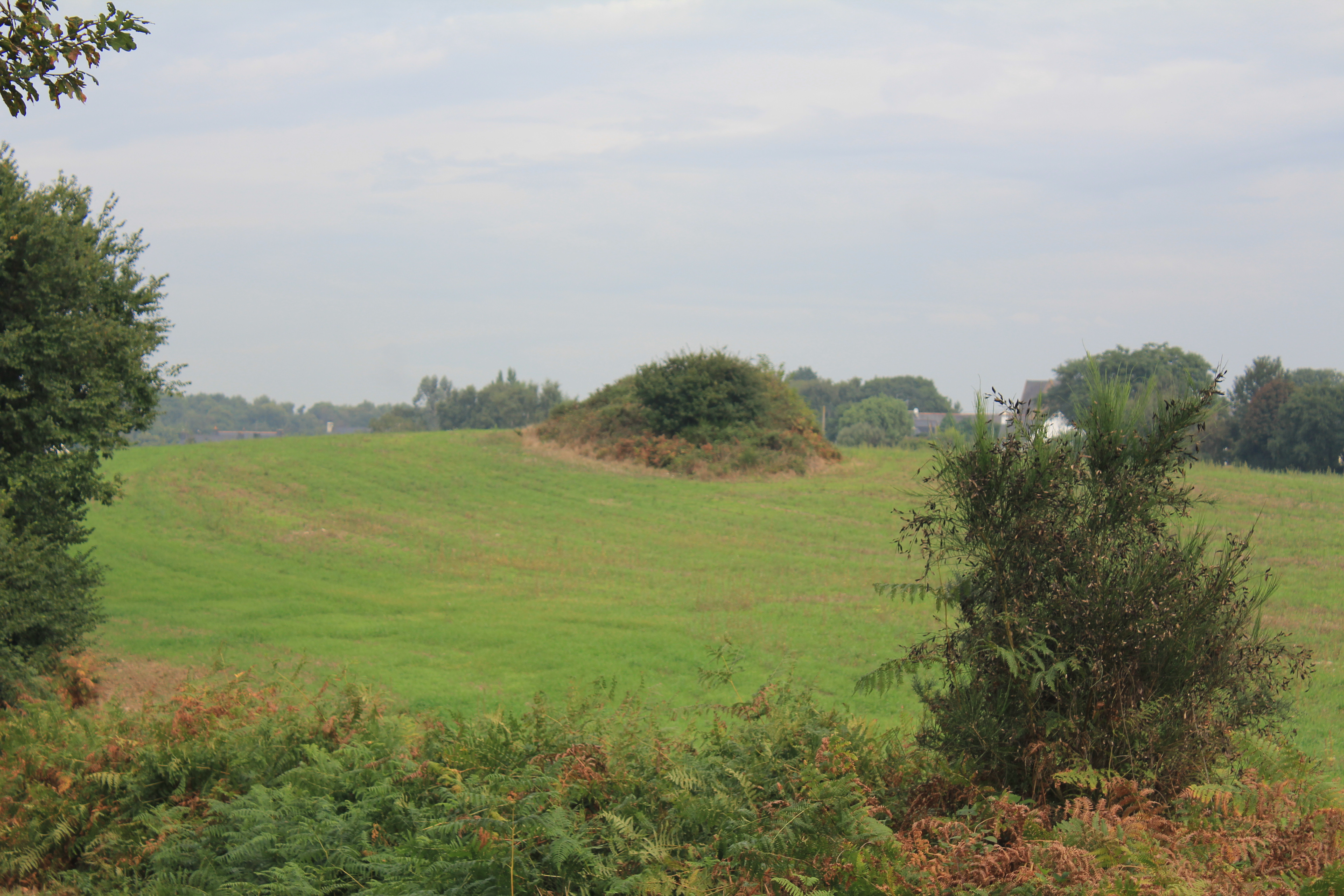
L'usine de salaison gallo-romaine du Resto (le site est recouvert par de la végétation ; seule cette partie du champ, là où est signalé le site protégé, est exempt de labour).

### Ancien Régime

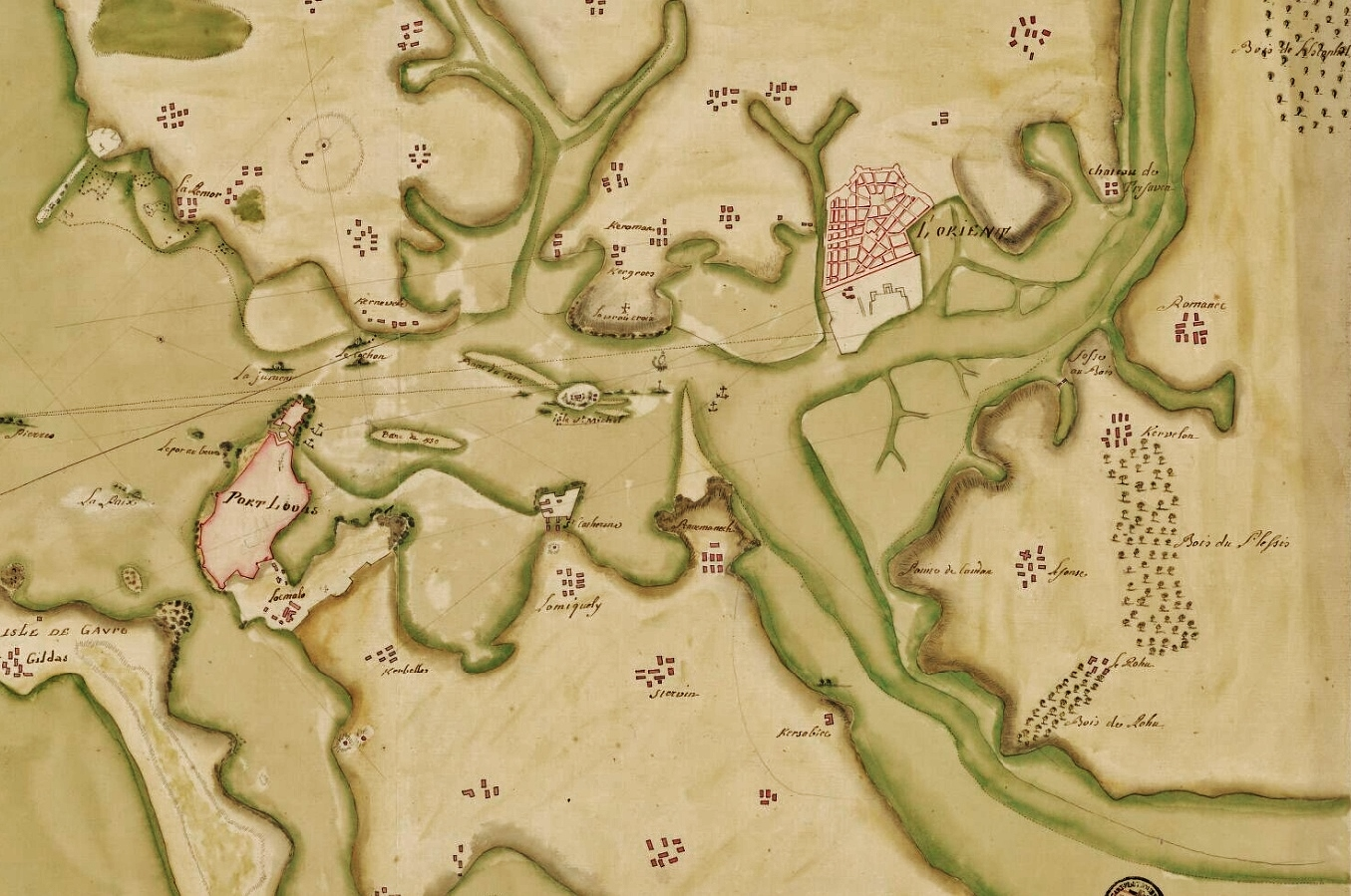
Plan de la Rade de Lorient vers le milieu du XVIIe siècle.

Les premiers hameaux qui se sont développés au Moyen Âge sur le site de la future ville  sont le village de Lann er Ster (situé approximativement au milieu de l'actuelle rue Kesler-Devillers) et le village de Kerentrech (Kerentré), le "village de la traversée" en breton, où un bac permettait la traversée de la ria du Scorff.
Saint Guenaël aurait fondé un monastère au VIe siècle sur la rive droite du Blavet (selon la tradition, le saint aurait rendu son dernier soupir sur la pierre à cupules, une grande pierre plate à 17 trous, située à proximité) ; le monastère aurait été détruit 5 siècles plus tard lors des invasions normandes ; la chapelle Saint-Guenaël a été construite à l'emplacement du monastère au XIIIe siècle et un village de pêcheurs se développa aux alentours.
Lanester faisait alors partie de la paroisse de Caudan : six des onze frairies de cette paroisse correspondaient à des terres lanestériennes : Deux-Ponts, Penhoret, Kerguillé, Pendreff, Kerbeban, Locmaria.

#### Les chantiers navals de la pointe de Caudan

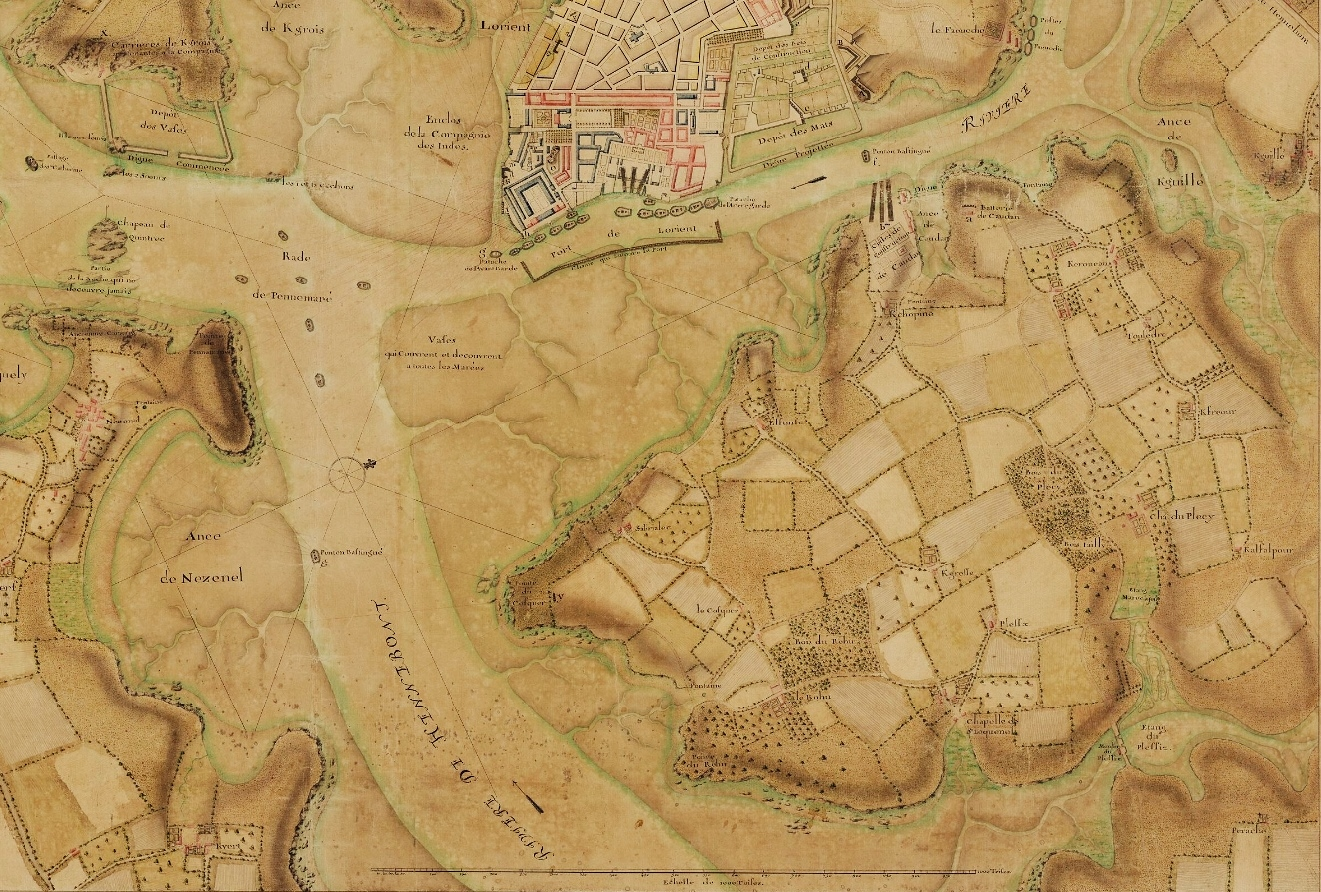
Carte de la Pointe de Caudan (correspondant à une partie de l'actuelle commune de Lanester) et de ses environs datant de 1758.

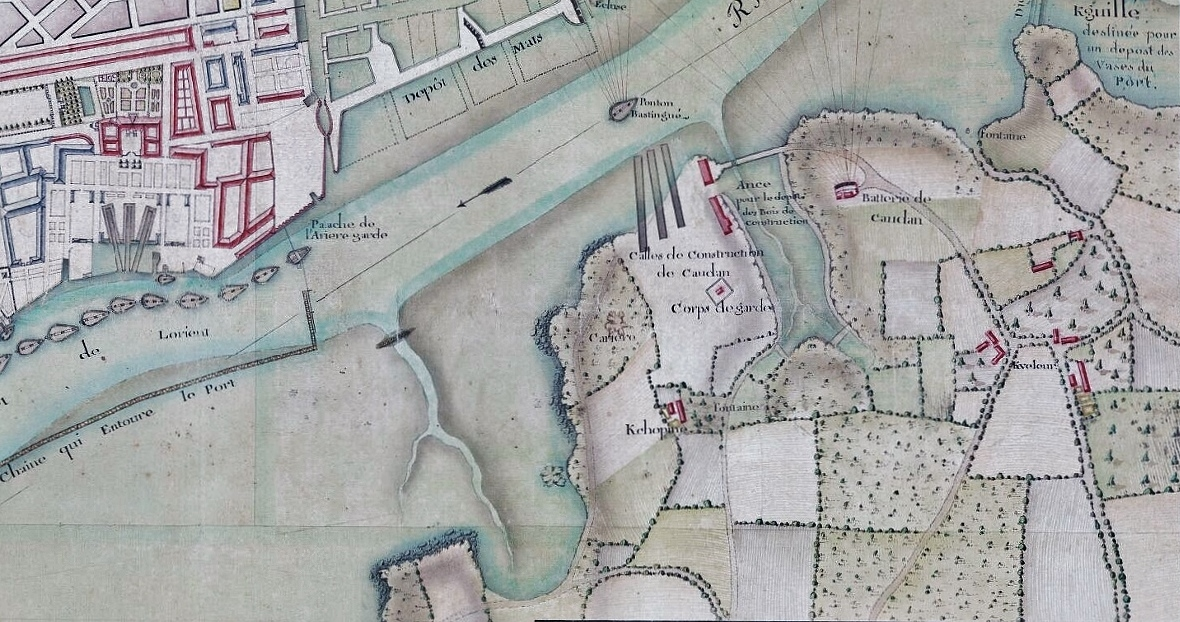
Carte générale des environs de Lorient et du Port-Louis : vue partielle concernant Caudan (zone correspondant à une partie de la future commune de Lanester) datant de 1758.

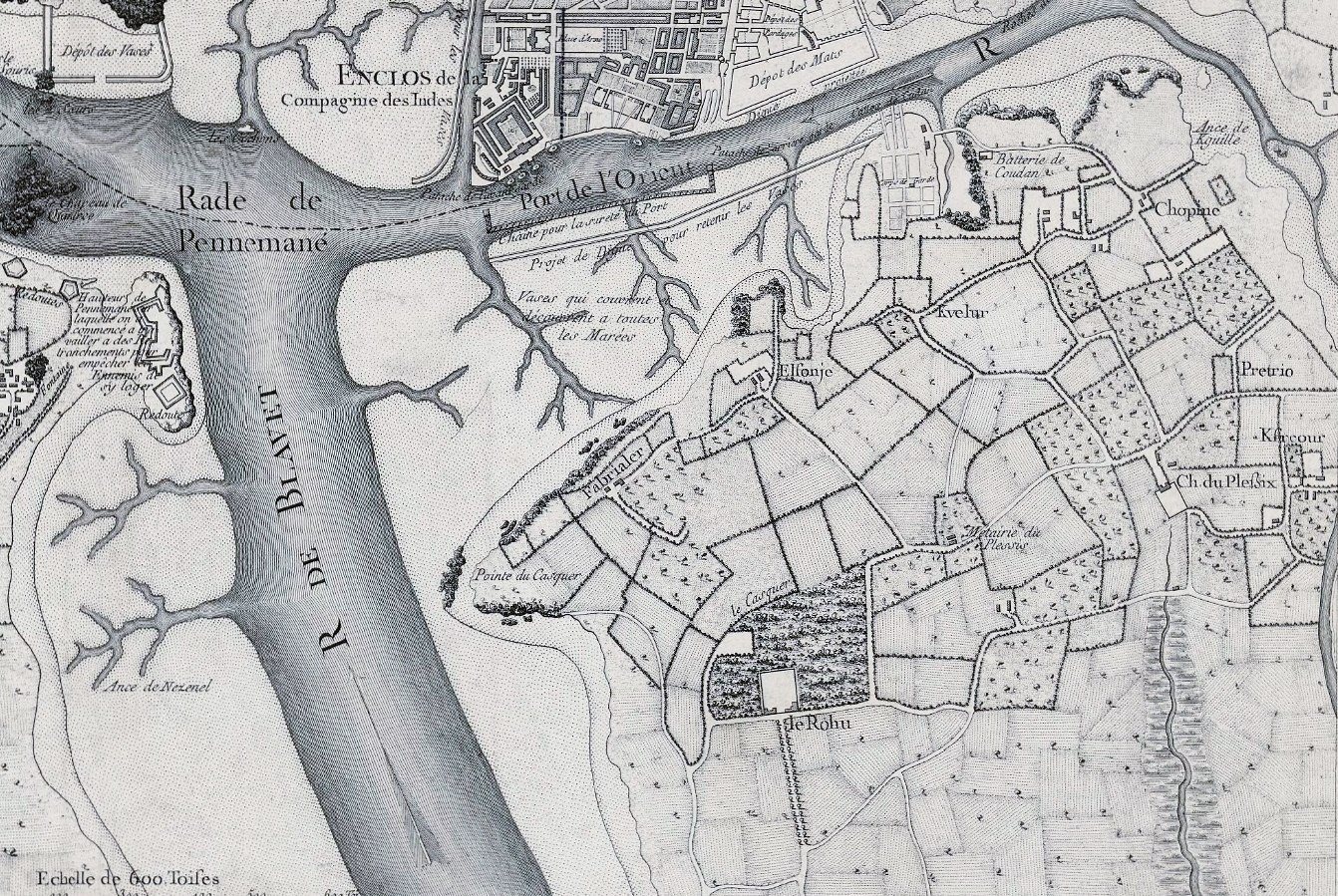
Nouveau plan de L'Orient, du Port-Louis et de leurs rades : vue partielle correspondant à la pointe de Caudan (une partie de l'actuelle commune de Lanester) et ses environs datant de 1779.

En 1746 Louis Danet, de Séné, installe un chantier naval sur la rive gauche du Scorff pour construire deux gabares de 50 pieds de longueur ; il construit ensuite la corvette La Naïade, puis des frégates (l'Astrée, le Cerf, le Volant, etc.., employant jusqu'à 95 personnes, mais il décède en 1759 après avoir construit 45 navires. Les frères Arnous lui succèdent.
C'est à Lann er Ster (Lande de la Rivière), alors en Caudan, sur la rive gauche du Scorff, que des cales de construction navale sont implantées en 1755-1757, la place manquant sur la rive droite côté Lorient. En 1756, la Compagnie des Indes étend ses chantiers sur les terres de la seigneurie du Plessis à la pointe de Caudan, future Lanester, et y aménage trois cales, une forge, des hangars, un corps de garde, une batterie... Ces terres furent achetées à plusieurs propriétaires par la Compagnie dont Antoine de Mauduit, le chevalier du Bouëtiez de Kerorguen et Monsieur Chatard. De 1755 à 1757, la Compagnie des Indes investit à Caudan près de 221 000 livres dans la construction d'édifices et de cales sur 157 000 m2.
En novembre 1762, ont lieu les lancements du Diligent et du Six-Corps, vaisseaux de 74 canons, construits par un négociant lorientais, le sieur de La Frété Bernard. Le nom du Six-Corps provient du financement de la construction du bateau par les six corps des marchands de Paris dans le contexte du don des vaisseaux.
Fin février, début mars 1770, une tempête de force 10 touche la Bretagne.

### Révolution française
Le 22 décembre 1798 a lieu la mise à flot de l'Argonaute, vaisseau de 74 canons de type Téméraire, dont la construction débuta en 1794 sur la cale no 3 de Caudan. Le manque de bois avait retardé la mise à flot.

### LeXIXesiècle
Une fosse aux mâts est implantée en 1819-1820 : elle permettait, grâce à l'immersion des pièces de bois utilisées à leur fabrication, leur conservation pendant une plus longue durée.
En 1859, La Couronne, première frégate cuirassée en fer de type Gloire, est mise en chantier par l'arsenal de Lorient sur la rive de Caudan sur une des huit cales en service depuis 1830. Sa figure de proue en pin cembro, sortie de l'atelier de sculpture de l'arsenal de Lorient, est visible au Musée national de la Marine.
Les ouvriers des chantiers navals (près de 4 000 ouvriers, essentiellement des marins d'État, de commerce ou d'anciens militaires ; des saisonniers, des femmes et des enfants â partir de 12 ans étaient aussi employés, principalement à la manutention, portant des hottes sur leur dos) travaillent à la construction des navires en 1840) ; venus des campagnes voisines, ils s'installent à proximité des chantiers et du port, provoquant l'essor d'une agglomération et de commerces (principalement à Kérantrech), qui atteint  6 500 habitants vers 1900, mais qui dépend toujours de Caudan où ne vivent, Lanester exclu, qu'environ 2 500 habitants. L'arrivée du train à Lorient en 1862 facilita le recrutement de nombreux travailleurs venus de plus loin, notamment des régions d'Auray ou Quimperlé.
En 1890 la commune de Caudan contracte un emprunt pour la construction d'un groupe scolaire à Lanester; lequel est agrandi en 1897 ; un autre est construit à Kerantrech en 1901.
Par une délibération en date du 29 mai 1892, le conseil municipal de Caudan demande l'établissement d'une section électorale distincte pour le quartier de Lanester.

### LeXXesiècle

#### La Belle Époque
En 1906, même le Conseil municipal de Caudan est favorable à l'érection en commune distincte de la section de Lanester car la section électorale du bourg de Caudan « n'élit que 5 conseillers municipaux, alors que la seconde [celle de Lanester] en élit 18 et possède donc la majorité au conseil municipal ». Le commissaire-enquêteur est favorable au maintien dans la commune de Caudan « des villages de Kerviec, Pendreff, Kerpart-Vras, Kerlo, Maneguen, Kerbaudrec, Le Poux, Le Guerveur et Touldouar, dont les habitants sont essentiellement des cultivateurs, et à l'annexion à la commune de Lanester des villages de Saint-Nudec, Kervanguen, Saint-Nio, Kerianigo, Kercant, Péros, Kerhervy, etc.., parce que le ruisseau de Pendreff, celui de Kerpont et la ligne du chemin de fer sont des limites naturelles ».
La commune de Lanester a été créée par une loi datant du 26 février 1909 par démembrement de celle de Caudan. Les ouvriers travaillant à l'arsenal de Lorient, souvent issus du monde rural, s'y sont installés en grand nombre, avec leur famille. Son premier conseil municipal comprend 7 radicaux-socialistes, 8 socialistes (ouvriers de l'arsenal) et 3 libéraux.
Le Conseil municipal de Lanester demande en 1910 la disjonction de la commune qui vient d'être créée du canton de Pont-Scorff et son rattachement au 2e canton de Lorient ; le conseil municipal argue que Pont-Scorff est à 12 km de Lanester, qui par contre, est voisine immédiate de Lorient et que les Lanestériens « y effectuent presque toutes leurs transactions commerciales » et que « l'une de ses agglomérations les plus importantes, le quartier de Kerantrech, constitue un véritable faubourg de Lorient » et que « l'ouverture de la passerelle établie sur le Scorff a encore facilité les relations entre les deux communes » et enfin que « Lanester est desservi par un tramway » pour se rendre à Lorient. En 1910 le bourg de Lanester n'a même pas 400 habitants, les quartiers de Kerentrech et des Chantiers, véritables banlieues de Lorient, sont beaucoup plus peuplés.
Une forme de construction navale couverte d'une toiture métallique, longue de 245 mètres et large de 51 mètres, est construite entre 1913 et 1923 à l'emplacement de l'ancienne fosse aux mâts, qui n'avait plus d'utilité, les navires étant désormais construits en métal.
Le conseil municipal de Lanester, composé « presque exclusivement d'ouvriers de l'arsenal » décida le 8 février 1913 « de refuser toutes les correspondances des ministres de la Guerre et de la Marine » en répose à une décision ministérielle de supprimer les congés payés des ouvriers des arsenaux nommés aux fonctions de maire ou d'adjoint,.
Le maire de Lanester interdit, après des incidents survenus lors du Jour des morts du 2 novembre 1913 (le garde-champêtre dressa proçès-verbal au clergé qui se rendait en procession au cimetière pour y chanter le Libera et les ecclésiastiques trouvèrent la grande porte du cimetière fermée par décision municipale), « toute procession ou manifestation extérieure du Culte, soit sur la voie publique, soit au seuil ou à l'extérieur des églises, chapelles, établissements religieux ou autres, ainsi que toutes manifestations religieuses quelconques ou attroupements ayant le même but, à l'exception du service religieux des enterrements dans les formes ordinaires », ce qui suscita de vives protestations, notamment de la part du recteur de la paroisse de Notre-Dame Auxiliatrice, l'abbé Louis Beuve-Méry. Cette décision du maire fut jugée illégale par le Conseil d'État en 1914

#### La Première Guerre mondiale

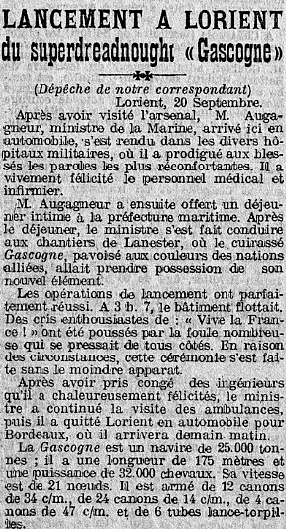
Le lancement du cuirassé Gascogne, construit aux chantiers de Lanester (article publié dans Le Petit Journal du 21 septembre 1914).

Le monument aux morts de Lanester porte les noms de 163 soldats et marins morts pour la France pendant la Première Guerre mondiale : parmi eux 12 sont morts en Belgique, 8 (Armand Fouillen, Louis Fouillen, Pierre Georget, Julien Kervigno, Victor Le Bris, Jean Le Masson, Louis Le Méchec et Victor Le Mentec) sont des marins disparus en mer, 2  (Joseph Raoulas et Mathurin Rault) dans les Balkans dans l'actuelle Macédoine du Nord lors de l'expédition de Salonique, 1 (Maurice Le Corre) lors de la Bataille de Sedd-Ul-Bahr lors de l'Expédition des Dardanelles, 2 (Émile Rio et Mathurin Robic) sont morts en captivité en Allemagne ; la plupart des autres sont morts sur le sol français (parmi eux Geoges Boussemart, Louis Dréan, Louis Le Drian, François Le Grand, Jean Le Mentec et Eugène Le Vu, ont été décorés à la fois de la Médaille militaire et de la Croix de guerre).
Les plaques commémoratives situées dans l'église Saint-Joseph-du-Plessis porte les noms de 98 soldats et marins originaires de cette paroisse morts pour la France pendant la Première Guerre mondiale.

#### L'Entre-deux-guerres
Pendant l'Entre-deux-guerres deux patronages rivaux s'occupaient d'activités principalement sportive pour la jeunesse : le "Foyer laïque de Lanester" et "Les Enfants du Plessis de Lanester", patronage catholique (ce dernier existait déjà en 1913). C'est « par le biais de leur participation au club de basket ou de la Boule lanestérienne que nombre de jeunes gens rejoignent le PCF », les associations sportives facilitant l'adhésion idéologique.
Le champ de courses de Lorient, vaste d'une vingtaine d'hectares, se trouvait à Lanester (au niveau de l'actuelle avenue Kesler-Devillers) : les courses de chevaux étaient suivies par un public nombreux : elles étaient déjà organisées avant la Première Guerre mondiale (dès le début du XXe siècle, la Société des Courses de Lorient organisait régulièrement des courses de chevaux sur l'hippodrome de Lanester) et reprirent en 1919. Détruit par des bombardements pendant la guerre, l'emplacement du champ de course fut occupé par des baraques en bois jusqu'en 1968 et depuis par des immeubles locatifs.
De nombreux bateaux de guerre sont construits au fil des ans dans la forme de construction navale de Lanester, par exemple le cuirassé Mirabeau en 1909, le cuirasséGascogne lancé en 1914 (il ne fut jamais terminé), le croiseur mouilleur de mines Pluton lancé en 1928, les contre-torpilleurs Le Fantasque et L'Audacieux sortis de la forme de Lanester en 1934, le croiseur Jean de Vienne est mis sur cale en décembre 1931 pour une mise à l'eau en 1935, et de nombreux autres.
En 1929, Lanester est la seule commune du département du Morbihan à conserver une municipalité socialiste, laquelle est réélue en 1935.
La propriété des Moulins du Plessis fut détruite par un incendie le 21 septembre 1933. Cette propriété avait été habitée par le lieutenant de vaisseau Henri de Maudit du Plessix, qui commandait le contre-torpilleur Framée : alors que son bateau était coupé en deux par le cuirassé Brennus à la suite d'une collision entre les deux bateaux dans la nuit du 10 au 11 août 1900 au large du Portugal, il refusa la ceinture de sauvetage pour la passer à un homme de l'équipage avant d'être englouti ; après la guerre les Moulins du Plessis avaient été achetés par un négociant de Lorient, puis par M. Layer, d'Hennebont.

#### La Seconde Guerre mondiale

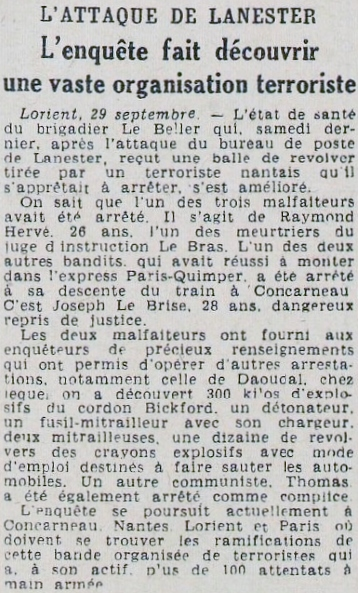
Récit de l'enquête concernant l'attaque du bureau de poste de Lanester le 26 septembre 1942 selon le journal L'Auto (alors journal collaborationniste).

De même que Lorient, Lanester a été très éprouvée par la Seconde Guerre mondiale, la ville ayant subi de nombreux bombardements et beaucoup de destructions (80 % des maisons sont détruites). La plupart des Lanestériens sont évacués en 1943. Les destructions ont continué pendant les combats de la Poche de Lorient.
Le monument aux morts de Lanester porte les noms de 172 personnes mortes pour la France pendant la Seconde Guerre mondiale, dont de nombreuses victimes civiles tuées par faits de guerre : l'incendie et l'explosion des citernes du parc à combustibles de la rade de Lorient le 25 juin 1940 fit 25 victimes dont 9 membres de la famille Selo et 4 membres de la famille Hurvois ; les 7 membres des familles Philet et Guégan tués le 15 janvier 1943 à Lanester lors du bombardement de leur maison ; Louis Le Gouanvic, tué le 23 janvier 1943, victime d'un bombardement allié ; les trois membres de la famille Le Saëc , ainsi que Joseph et Laurent Guillermic, tous agriculteurs, fusillés par les Allemands le 9 août 1944 au lieu-dit Saint-Nudec (où en tout 6 personnes furent fusillées) ; 8 Lanestériens furent fusillés le 26 août 1944 près du lieu-dit Kercand ; et de nombreux autres. Cinq soldats allemands jugés comme criminels de guerre, dont leur chef, le capitaine Hillenbrandt, furent condamnés à mort en 1945 pour l'assassinat de six cultivateurs à Lanester.

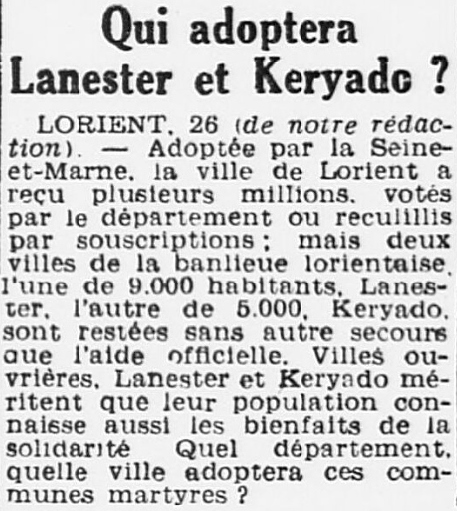
Article publié dans le journal L'Ouest-Éclair du 27 mars 1944 évoquant la détresse des villes de Lanester et Keryado en raison des destructions survenues pendant la Seconde Guerre mondiale.

Des soldats originaires de Lanester sont morts pendant cette guerre, par exemple Désiré Mialon, adjudant au 65e régiment d'infanterie, tué dès le 9 septembre 1939 lors de l'Offensive de la Sarre, Eugène Le Kernec, mort à Huy en Belgique le 12 mai 1940 et Marcel Kernen, mort en captivité en Allemagne au Stalag IV-F le 8 décembre 1940 à Chemnitz. Des marins ont été aussi victimes comme Armand Toumelin, quartier-maître mécanicien à bord du paquebot Brazza torpillé le 28 mai 1940 au large du cap Finisterre (Espagne) par le sous-marin allemand U-37 et  Félix Tanguy, matelot mécanicien à bord du cuirassé Bretagne, mort lors de l'Attaque anglaise de Mers el-Kébir le 3 juillet 1940.
Le 26 septembre 1942, « trois individus [en fait des résistants FTPF] attaquent à main armée le bureau de poste de Lanester » et l'un d'eux tue un agent de police présent sur place. Ils sont arrêtés peu après : il s'agit de Raymond Hervé, d'Eugène Le Bris (qualifié dans l'article du journal La Croix, alors journal collaborationniste, de « dangereux repris de justice » et de Yves Daoudal, de Lanriec, chez qui l'on trouve « environ 300 kg d'explosifs, un détonateur, un fusil-mitrailleur » et d'autres armes.
Des Lanestériens ont été résistants, par exemple parmi les résistants de l'intérieur, Albert Le Bail, mort en déportation au camp de concentration de Mauthausen le 10 mai 1944 ; Pierre Rouillé, mort en déportation le 24 janvier 1945 à Sanck-Valentin, un kommando dépendant du camp de concentration de Mauthausen (Autriche) ; Eugène Fichou, mort en déportation au camp de concentration de Buchenwald le 28 mars 1945 ; Georges Henry, résistant FTPF, tué à Bubry (Morbihan) le 15 juin 1944. Des membres des Forces françaises libres originaires de Lanester ont aussi été tués : par exemple Yves Le Pichon, membre de la colonne Leclerc, mort le 9 novembre 1940 à Libreville (Gabon) et Roger Penverne, membre de l'escadrille Normandie-Niemen, qui a été tué en combat aérien le 5 février 1945 à Pillau (ville située actuellement dans l'enclave de Kaliningrad).
Le carré militaire du cimetière de Lanester contient les tombes collectives de 7 aviateurs britanniques tués par la flak allemande le 20 décembre 1940 lors d'une attaque des installations portuaires de Lorient pour 4 d'entre eux et le 28 décembre 1940 lors d'une autre attaque des mêmes installations pour 3 d'entre eux.

#### L'après Seconde Guerre mondiale
Juste après la guerre, 21 cités de baraques en bois sont construites pour reloger les Lanestériens, la plus grande étant construite à l'emplacement de l'ancien champ de courses. Lanester compte jusqu'à 4 000 habitants logés dans des baraques (y compris le maire Jean Maurice) en 1956 et encore 2 000 en 1962. La ville est reconstruite à partir de 1946 sur les décombres des bombardements et de nouveaux axes routiers créés, notamment l'avenue François-Billoux, qui relie la rue Jean-Jaurès, axe central et traditionnellement commerçant de la ville, au quartier des chantiers navals et, plus au nord, l'axe de la D 194 dont la partie urbaine porte le nom d'avenue Kesler-Devillers, qui relie Lanester au Pont du Bonhomme ; des équipements nouveaux sont construits, d'abord le parc des sports Albert et Louis Le Bail (transformé en 1988 en parc Nelson Mandela-Dulcie September), et d'autres par la suite comme la Maison des Jeunes en 1969, la Bibliothèque municipale en 1974 et l'École municipale de musique et de danse en 1975.
Un soldat originaire de Lanester (Léon Serre) est mort pour la France pendant la Guerre de Corée, 13 pendant la Guerre d'Indochine et 7 (Robert Gaudel, René Le Du, Hubert Le Gouriff, Gérard Le Maguer, Jean Le Mentec, Jean Moineau, Roger Plévert) pendant la Guerre d'Algérie.

### LeXXIesiècle
Si la ville a une tradition ouvrière encore très marquée, elle a ensuite développé également des espaces commerciaux importants. En outre, une partie de son territoire est restée rurale, même si l'activité agricole régresse.
En 2001 la Direction des constructions navales (l'Arsenal) cède la partie de son emprise militaire comprise entre la passerelle SNCF et le pont Gueydon le long de la rive du Scorff: 13 hectares sont ainsi libérés (réservés principalement pour des entreprises sous-traitantes de la Marine), une sacrée révolution pour une commune qui est née de l'Arsenal, même si la Marine nationale conserve de vastes terrains occupés par les fusiliers marins. Cette cession de terrains par la Marine a permis à la ville d'aménager une piste cyclable le long de la rive gauche de la ria du Scorff.
Après voir repris en 2016 le chantier naval STX et ses 42 salariés, le chantier naval Kership, co-entreprise de Naval Group et des chantiers Piriou construit sur le site du Rohu en Lanester 12 navires anti-mines destinés à la Belgique et aux Pays-Bas au début de la décennie 2020.

## Population et société

### Démographie

#### Évolution démographique
L'évolution du nombre d'habitants est connue à travers les recensements de la population effectués dans la commune depuis 1911. Pour les communes de plus de 10 000 habitants les recensements ont lieu chaque année à la suite d'une enquête par sondage auprès d'un échantillon d'adresses représentant 8 % de leurs logements, contrairement aux autres communes qui ont un recensement réel tous les cinq ans,.

En 2022, la commune comptait 23 188 habitants, en évolution de +3,52 % par rapport à 2016 (Morbihan : +3,82 %, France hors Mayotte : +2,11 %).
| 1911  | 1921  | 1926  | 1931  | 1936  | 1946  | 1954   | 1962   | 1968   |
| ----- | ----- | ----- | ----- | ----- | ----- | ------ | ------ | ------ |
| 7 729 | 8 038 | 7 790 | 7 795 | 8 668 | 5 750 | 11 737 | 16 571 | 19 245 |

| 1975   | 1982   | 1990   | 1999   | 2006   | 2011   | 2016   | 2021   | 2022   |
| ------ | ------ | ------ | ------ | ------ | ------ | ------ | ------ | ------ |
| 21 074 | 21 643 | 22 102 | 21 897 | 22 627 | 22 164 | 22 399 | 23 026 | 23 188 |

Lanester a gagné 1 152 habitants alors que les villes voisines de Lorient et Ploemeur ont perdu 1 126 à elles deux en 5 ans entre 2014 et 2019. Cela n'étonne pas le maire : selon lui, Lanester a longtemps attiré que des Lanestériens, mais l'image de la ville a changé et des Lorient aïs franchissent le Scorff pour se loger à meilleur marché et attirés par la, qualité des services publics deans la commune.

#### Pyramide des âges
La population de la commune est relativement jeune.
En 2018, le taux de personnes d'un âge inférieur à 30 ans s'élève à 34,2 %, soit au-dessus de la moyenne départementale (31,2 %). À l'inverse, le taux de personnes d'âge supérieur à 60 ans est de 27,7 % la même année, alors qu'il est de 31,3 % au niveau départemental.
En 2018, la commune comptait 11 106 hommes pour 11 920 femmes, soit un taux de 51,77 % de femmes, légèrement supérieur au taux départemental (51,51 %).
Les pyramides des âges de la commune et du département s'établissent comme suit.
| Hommes | Classe d’âge | Femmes |
| ------ | ------------ | ------ |
| 0,7    | 90 ou +      | 2,0    |
| 7,4    | 75-89 ans    | 11,4   |
| 15,6   | 60-74 ans    | 18,0   |
| 20,1   | 45-59 ans    | 20,2   |
| 18,4   | 30-44 ans    | 17,4   |
| 17,8   | 15-29 ans    | 14,6   |
| 19,9   | 0-14 ans     | 16,5   |

| Hommes | Classe d’âge | Femmes |
| ------ | ------------ | ------ |
| 0,8    | 90 ou +      | 2,2    |
| 8,5    | 75-89 ans    | 11,6   |
| 20,5   | 60-74 ans    | 21,6   |
| 20,6   | 45-59 ans    | 20     |
| 17     | 30-44 ans    | 16,3   |
| 15,5   | 15-29 ans    | 13     |
| 17,1   | 0-14 ans     | 15,2   |

## Politique et administration

### Tendances politiques et résultats
Commune créée en 1909 pour isoler un « fief ouvrier » , celui des ouvriers de l'Arsenal (« une aristocratie ouvrière à statut d'État » bénéficiant d'un statut protecteur et des avantages qui lui sont liés) qui forment 53 % d'une population active composée aux deux-tiers d'ouvriers, électoralement menaçant pour les partis traditionnels (les agriculteurs sont devnus minoritaires dans la commune de Caudan : 7 socialistes sont élus en 1908 lors des élections municipales de Caudan dont la future commune de Lanester fait alors encore partie), Lanester a été dirigée par des socialistes dès sa création, puis par des communistes à partir de 1945 ; mais il s'agit d'un communisme local, autonome, assez éloigné idéologiquement du parti dirigé par Maurice Thorez (par exemple en 1986 les membres d'une délégation de la municipalité communiste de Bobigny venue en visite à Lanester sont « littéralement atterrés par le défaut de ferveur, l'inculture politique qui régnait en cette (...) terre de perdition de la foi communiste » car Lanester a développé un « communisme municipal plus gestionnaire que doctrinal et activiste »,.
Sauf à l'époque du régime de Vichy, Lanester a toujours été gérée par une majorité de gauche (en particulier par le PCF, seul de 1945 à 1971, puis à la tête d'une liste d'union de la gauche de 1971 à 2001). Depuis 2001, l'équipe au pouvoir, apparentée PS, s'est donnée l'étiquette « citoyenne » et revendique un programme dit de « démocratie participative ». Le recul de l'influence communiste s'explique en partie par la modification de la composition sociologique de Lanester : en 1990, l'arsenal ne fournit plus que 15 % des emplois d'une ville où l'on dénombre alors moins de 40 % d'ouvriers et 18 % de chômeurs.
Robert Boulay, premier maire d'après-guerre du 7 octobre 1945 au 9 mai 1953, contribua à la reconstruction de la commune. Néanmoins, l'essor de celle-ci fut surtout le fruit de la politique progressiste de Jean Maurice durant ses 43 ans à la tête de la municipalité.
Jean Maurice, maire honoraire de Lanester et figure historique locale, maire de 1953 à 1996 et Jean-Pierre Anfré (1996-2001) lui ont succédé.

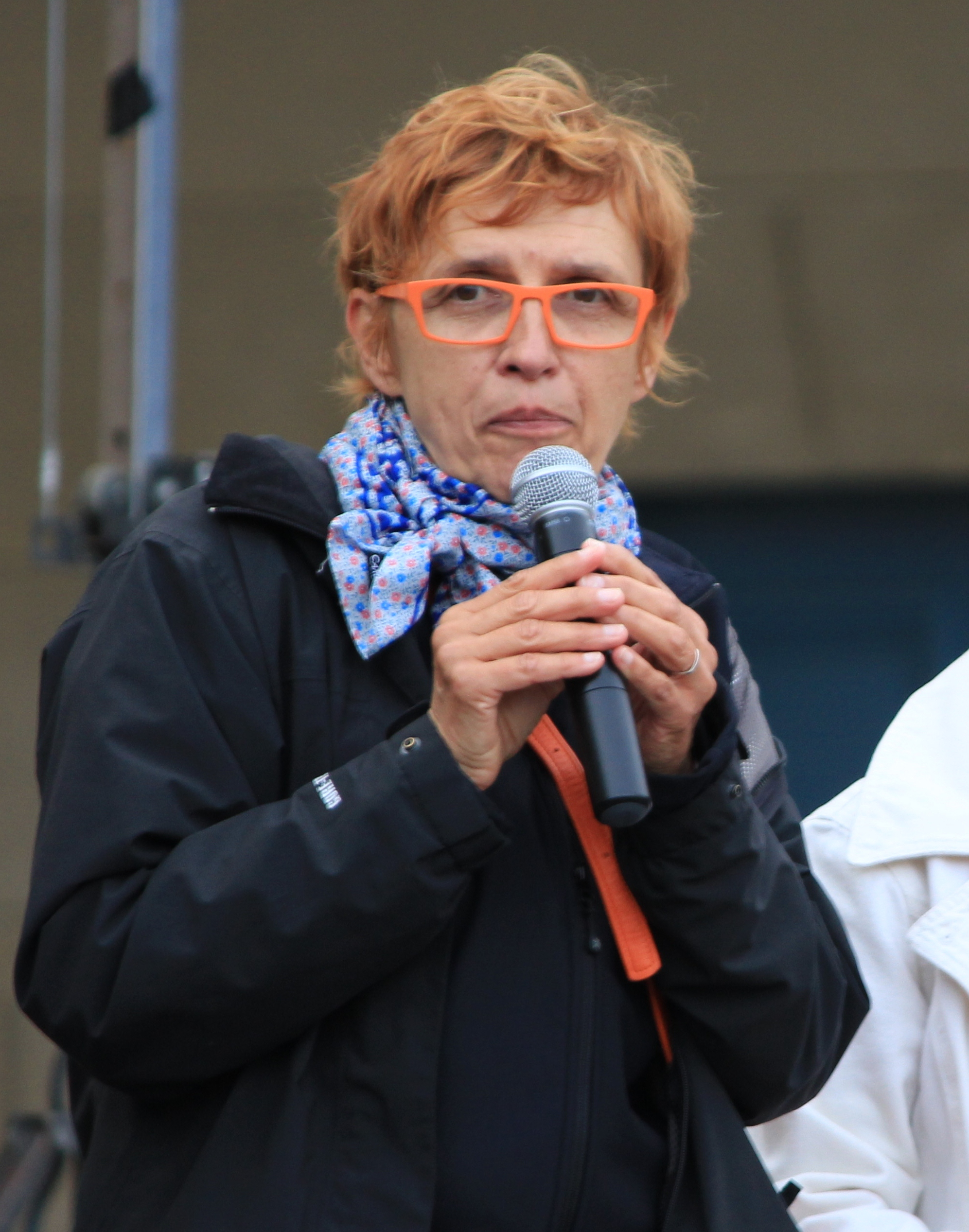
Thérèse Thiéry, ancienne maire de Lanester.

Thérèse Thiéry, sœur de Jean-Yves Le Drian, a été élue maire lors du conseil municipal du 16 décembre 2004, à la suite du décès le 3 décembre 2004 de Jean-Claude Perron, conseiller général et maire de Lanester, élu à ces fonctions respectives en 1998 et 2001. Elle démissionne en 2020. Gilles Carréric est élu maire pour lui succéder.

### Liste des maires
La municipalité diffuse un bulletin bimestriel d'information, Reflets.
| Période          | Période                  | Identité              | Étiquette | Qualité |
| ---------------- | ------------------------ | --------------------- | --------- | --- |
| 18 avril 1909    | 6 décembre 1919          | Jean-Marie Le Halpert | SFIO      | Ouvrier à l'Arsenal de Lorient Premier maire de la commune |
| 6 décembre 1919  | 11 mai 1941              | Pierre Rogel          | SFIO      | Ouvrier à l'Arsenal de Lorient Conseiller d'arrondissement (1929 → 1940) Destitué par le régime de Vichy |
| 11 mai 1941      | août 1944                | Eugène Morvan         |           | Second maître mécanicien de la Marine retraité Nommé par le régime de Vichy |
| août 1944        | 7 octobre 1945           | Pierre Rogel          | SFIO      | Ouvrier à l'Arsenal de Lorient |
| 7 octobre 1945   | 10 mai 1953              | Robert Boulay         | PCF diss. | Dessinateur à l'Arsenal de Lorient |
| 10 mai 1953      | 15 juin 1996 (démission) | Jean Maurice,         | PCF       | Ancien ouvrier à l'Arsenal de Lorient, maire honoraire Conseiller général de Pont-Scorff (1967 → 1982) Conseiller général de Lanester (1982 → 1998) 1er vice-président du District du Pays de Lorient (1995 → 1996)                 |
| 15 juin 1996     | 25 mars 2001             | Jean-Pierre Anfré     | PCF       | Professeur d'histoire-géographie, syndicaliste SNES 1er adjoint au maire (1991 → 1996) 1er vice-président du District du Pays de Lorient (1996 → 2001)                                                                              |
| 25 mars 2001     | 3 décembre 2004 (décès)  | Jean-Claude Perron    | DVG       | Ouvrier à la DCN de Lorient, ancien adjoint au maire Conseiller général de Lanester (1998 → 2004) 1er vice-président de Cap l'Orient (2001 → 2004)                                                                                  |
| 16 décembre 2004 | 25 mai 2020              | Thérèse Thiéry        | DVG       | Professeure des écoles 1re adjointe au maire (2001 → 2004) Conseillère générale de Lanester (2005 → 2015) 1re vice-présidente de Lorient Agglomération (2008 → 2020) Chevalier de la Légion d'honneur (2015) Réélue en 2008 et 2014 |
| 25 mai 2020      | En cours                 | Gilles Carréric,      | DVG       | Juriste 1er adjoint au maire (2004 → 2014) |

### Politique de développement durable
La commune a engagé une politique de développement durable en lançant une démarche d'Agenda 21 en 2006.
Lanester est une ville fleurie quatre fleurs depuis 2012.

## Économie

### Revenus de la population et fiscalité
Les indicateurs de revenus et de fiscalité à Lanester et dans l'ensemble du Morbihan en 2016 sont présentés ci-dessous.
|                                                                   | Lanester | Morbihan |
| ----------------------------------------------------------------- | -------- | -------- |
| Nombre de ménages fiscaux                                         | 10 069   | 332 909  |
| Nombre de personnes dans les ménages fiscaux                      | 22 037   | 740 023  |
| Médiane du revenu disponible par unité de consommation (en euros) | 18 979   | 20 607   |
| Part des ménages fiscaux imposés                                  | 43,0 %   | 49,1 %   |

### Entreprises et commerces
En 2015, Lanester comptait 1 537 établissements actifs pour 6 422 postes salariés. Les plus gros employeurs de la commune sont les ateliers de France Telecom (Orange) (310 salariés) , la conserverie de poisson Capitaine Houat (filiale du groupe Les Mousquetaires) (250 salariés), le laboratoire Guerbet (220 salariés) spécialisé en parachimie et produits pour radiologie et imagerie médicale, le négoce de poissons Scamer (175 salariés), la fabrique textile Chanterelle, lingerie (110 salariés), l'électronique Laudren (110 salariés) spécialisé dans la fabrication de cartes électroniques assemblées, les sociétés de nettoyage GSF Celtus (290 salariés) et Net Plus (60 salariés), les matériels électrique Lautech (55 salariés), le chantier naval Kership (45 salariés).
La grande distribution est représentée par un centre Leclerc (220 salariés) et un magasin Géant Casino (180 salariés). La poste emploie 125 salariés.
La zone d'activité de Kerpont, située à cheval sur les communes de Caudan et de Lanester, avec 250 entreprises, est la première du département du Morbihan.
|                                                              | Total | % com (% dep) | 0 salarié | 1 à 9 salarié(s) | 10 à 19 salariés | 20 à 49 salariés | 50 salariés ou plus |
| ------------------------------------------------------------ | ----- | ------------- | --------- | ---------------- | ---------------- | ---------------- | ------------------- |
| Ensemble                                                     | 1537  | 100,0 (100)   | 979       | 420              | 77               | 41               | 20                  |
| Agriculture, sylviculture et pêche                           | 8     | 0,5 (10)      | 6         | 2                | 0                | 0                | 0                   |
| Industrie                                                    | 82    | 5,3 (6)       | 44        | 24               | 6                | 4                | 6                   |
| Construction                                                 | 210   | 13.7 (9,7)    | 135       | 63               | 6                | 5                | 1                   |
| Commerce, transports, services divers                        | 1001  | 65,1 (60,1)   | 615       | 306              | 50               | 22               | 8                   |
| dont commerce et réparation automobile                       | 355   | 23,1 (15,1)   | 157       | 159              | 26               | 11               | 2                   |
| Administration publique, enseignement, santé, action sociale | 236   | 15,4 (14,2)   | 179       | 25               | 15               | 12               | 5                   |

Le chantier naval Kership Lorient (ex-Leroux Naval), installé au Rohu, est une entreprise qui compte pour l'activité industrielle. Après deux années de mise en sommeil - faute d'une charge d'activité suffisante -, il est réactivé en 2019 avec les nouvelles commandes de la société Kership.

## Enseignement
À la rentrée 2017, 191 élèves étaient scolarisés dans la filière bilingue publique. La filière breton bilingue est présente de la maternelle au lycée de la ville.

## Culture et patrimoine
On ne peut pas faire de Lanester une commune d'un grand intérêt touristique. Cependant quelques curiosités peuvent être signalées : 
- les vestiges d'une usine gallo-romaine de salaison  Inscrit MH (2000)[121] ;
- le cimetière de bateaux de Kerhervy, le long du Blavet ; ce cimetière de bateaux a accueilli ses premières épaves, des dundees de l'Île de Groix, en 1923 ; pendant la Second Guerre mondiale les Allemands y ont déplacé des bateaux venus de Larmor-Kernevel afin de dégager les abords de la base sous-marine de Lorient et d'autres épaves y sont venues pendant les Trente Glorieuses.

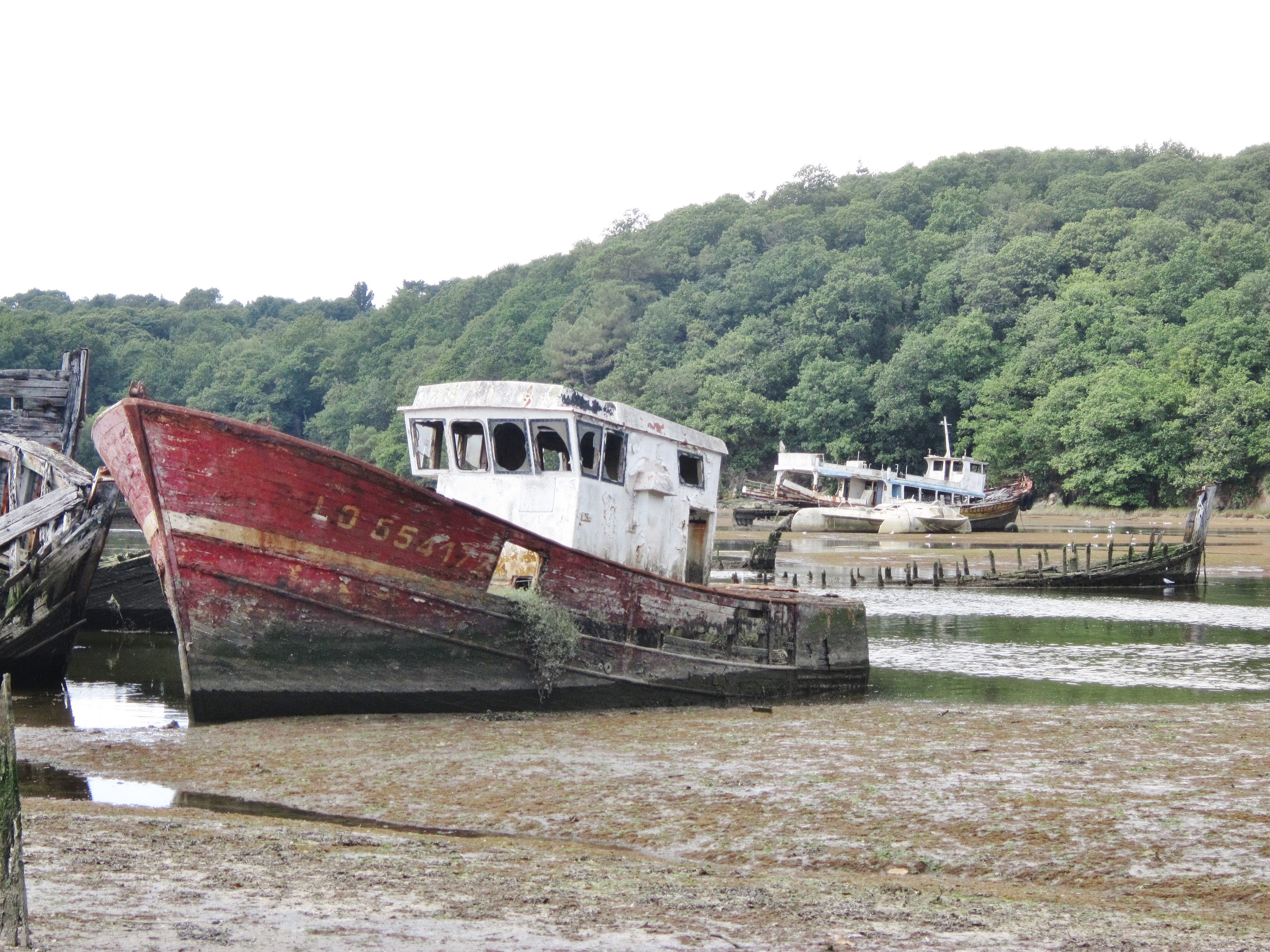
Le cimetière de bateaux de Kerhervy.
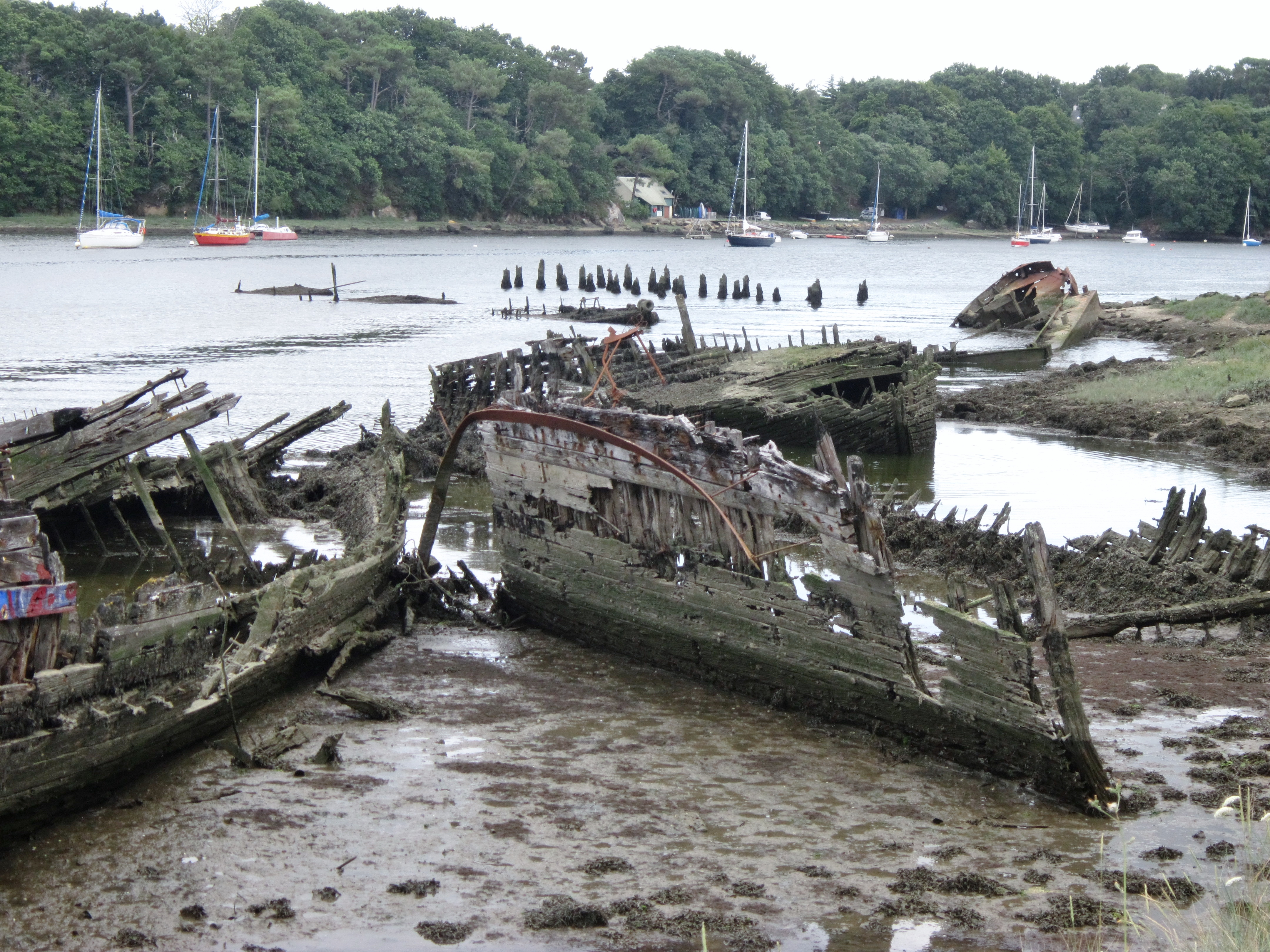
Le cimetière de bateaux de Kerhervy.
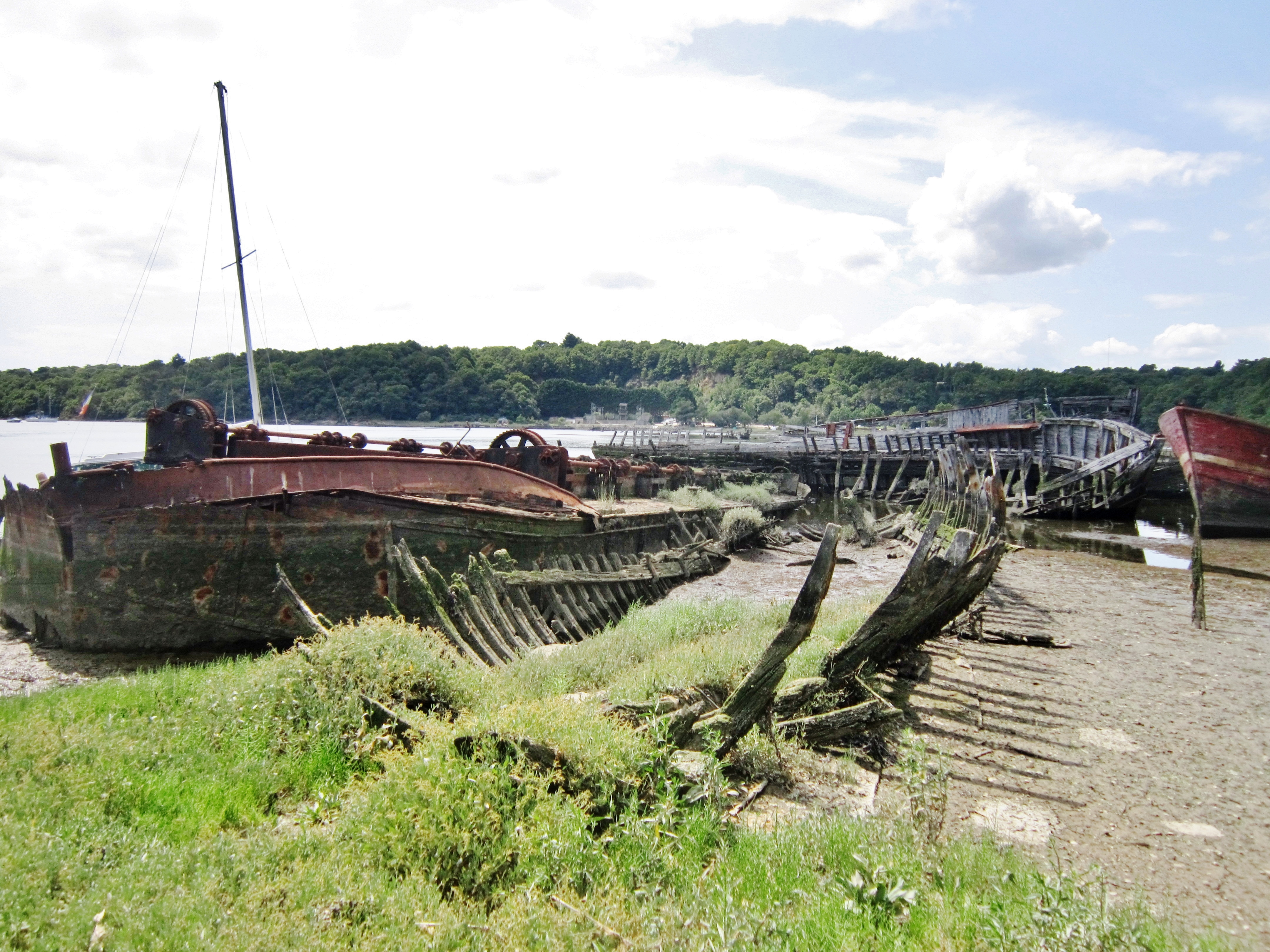
Le cimetière de bateaux de Kerhervy.
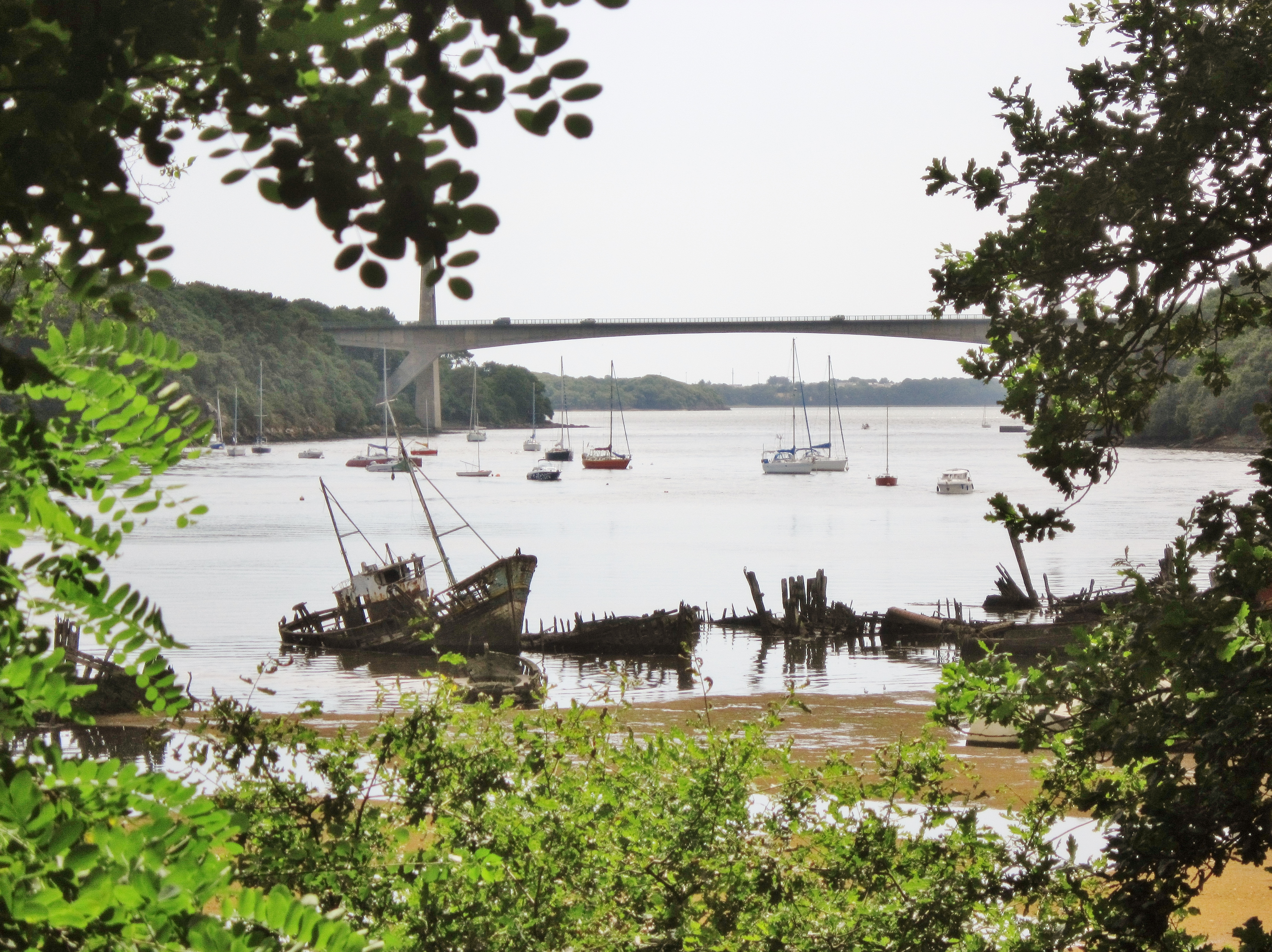
Le cimetière de bateaux de Kerhervy et, à l'arrière-plan, le Pont du Bonhomme.
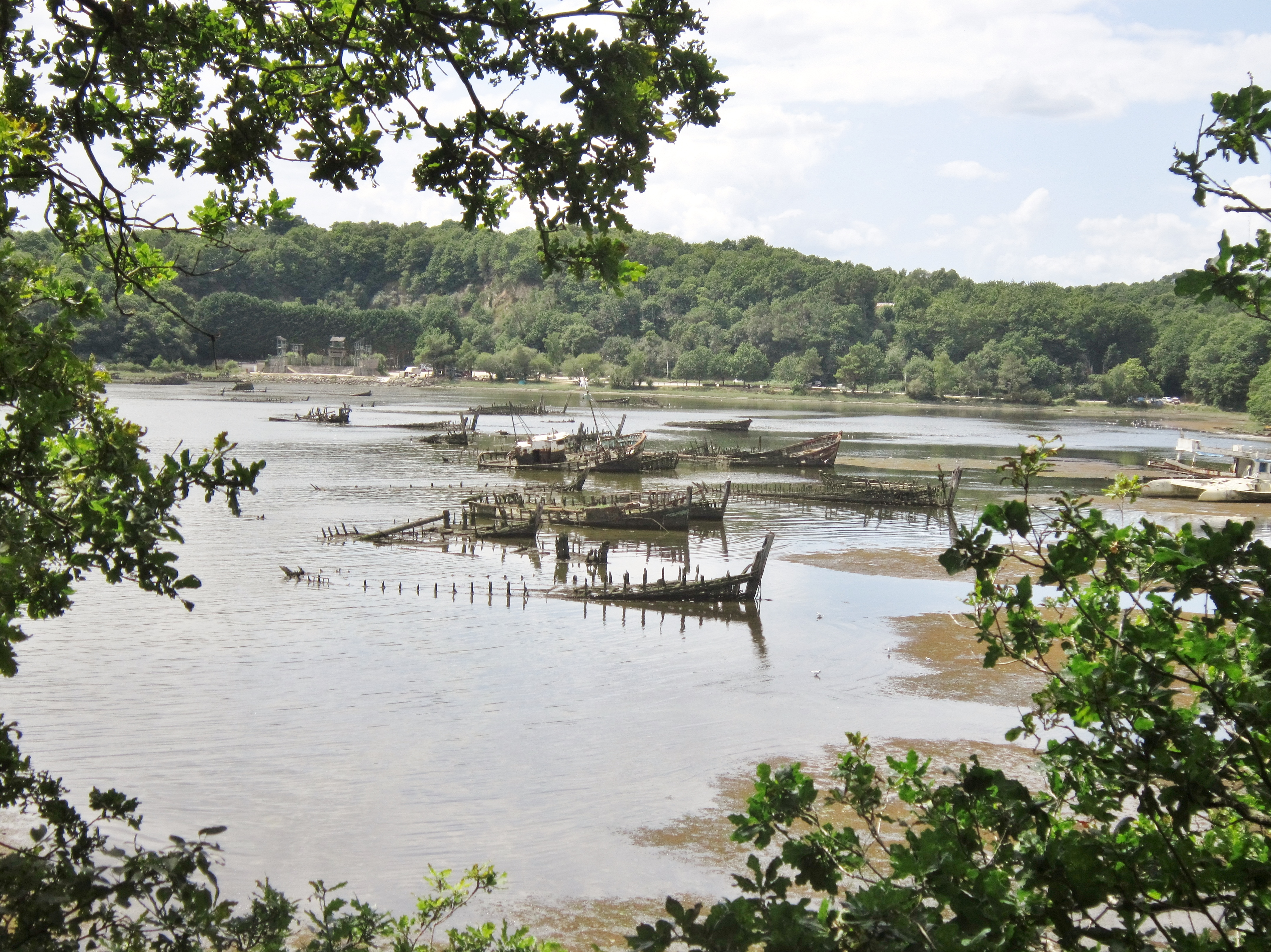
Le cimetière de bateaux de Kerhervy et, à l'arrière-plan, le site du théâtre en plein air.

- le théâtre en plein air : situé dans un méandre du Blavet, à proximité du cimetière de bateaux, il accueille chaque année deux festivals : le Festival du théâtre amateur et le Festival du théâtre professionnel du Pont du Bonbhomme.

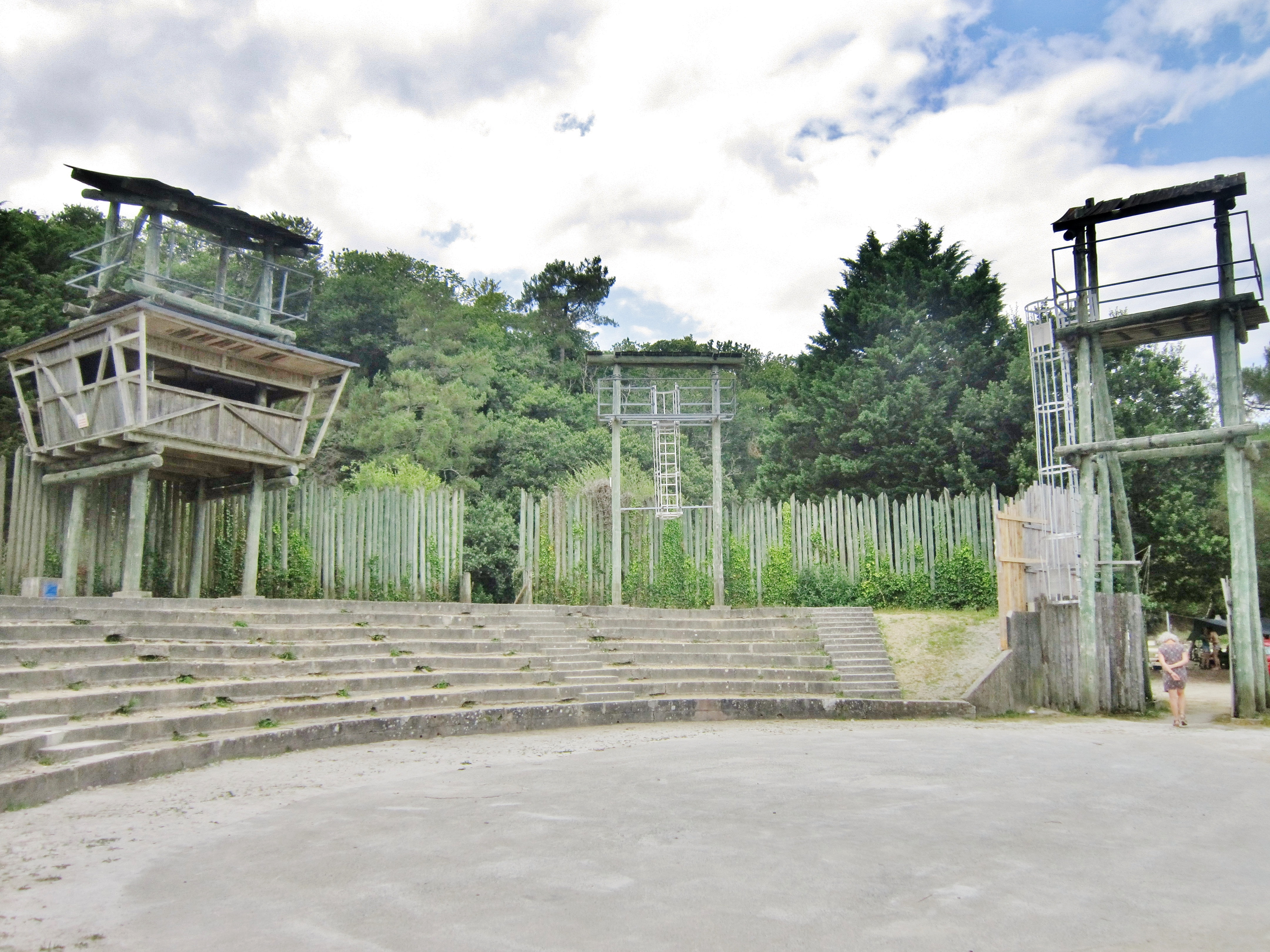
Le théâtre en plein air (sur la rive droite de la ria du Blavet).

- le Pont du Bonhomme, qui enjambe le Blavet ;
- le centre-ville, avec un hôtel de ville moderne XXe siècle ;
- le Parc du Plessis, vestige du château disparu du même nom ;
- l'église Saint-Joseph-du-Plessis XXe siècle ;
- l'église Notre-Dame-du-Pont XXe siècle ;
- les vestiges du parc à bois de Saint-Isidore (pour la marine, 1847-1852), visibles à marée basse sur le Scorff ;
- une pierre appelée Rocher du Diable non loin de la rive du Blavet ;

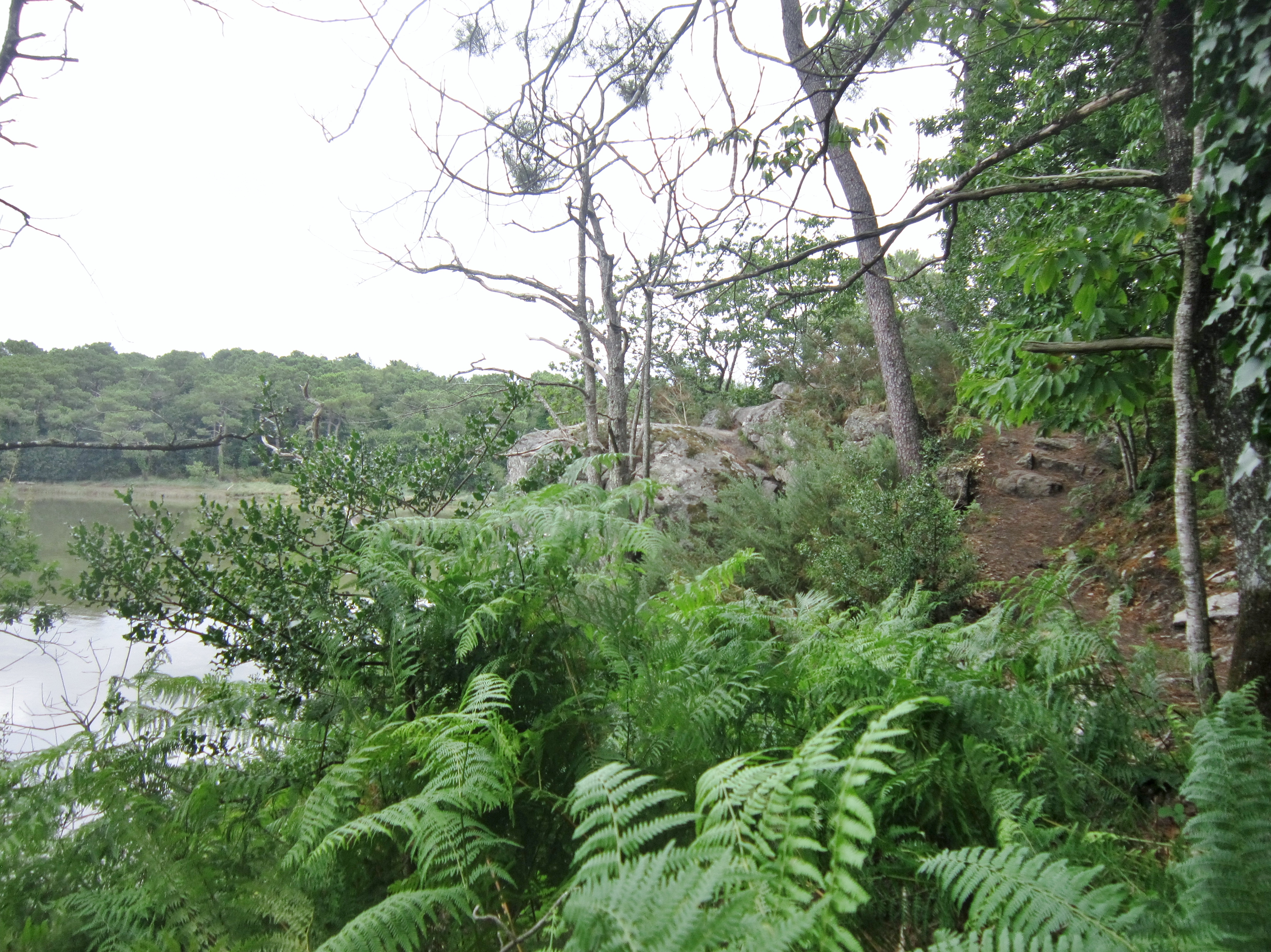
Le Rocher du Diable (GR 341).

- le dolmen de Kervenguen ;
- la pierre à cupules de Saint-Guénaël ;
- la stèle de Locunel ;
- la chapelle Saint-Cornély à Locunel, dédiée à saint Cornély ;

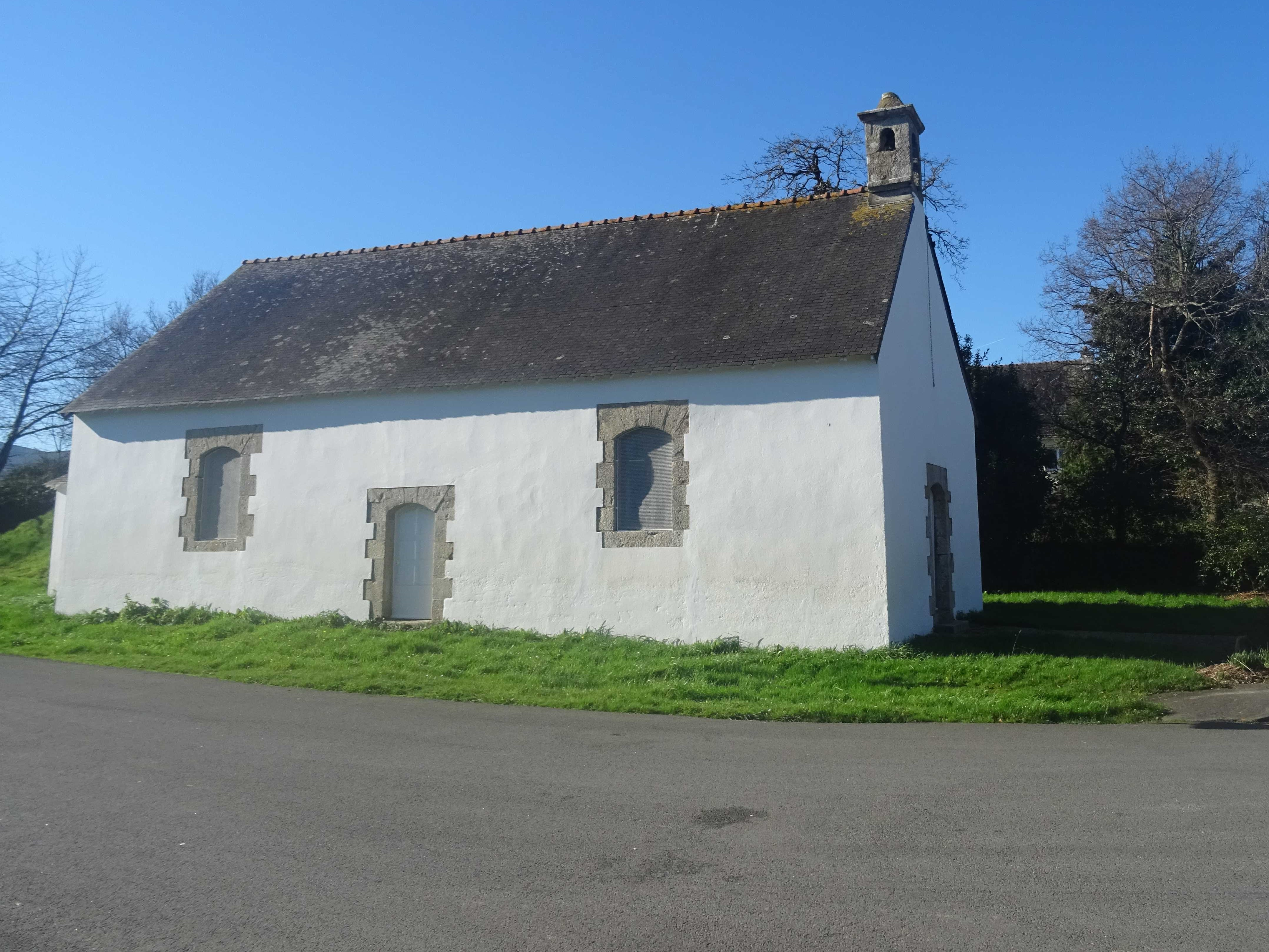
La chapelle Saint-Cornély à Locunel.

- la chapelle Saint-Gwenhael, dédiée à saint Guénaël, de style roman, du XIe siècle, restaurée aux XVe et XXe siècles. Un pardon y était traditionnellement organisé[122].

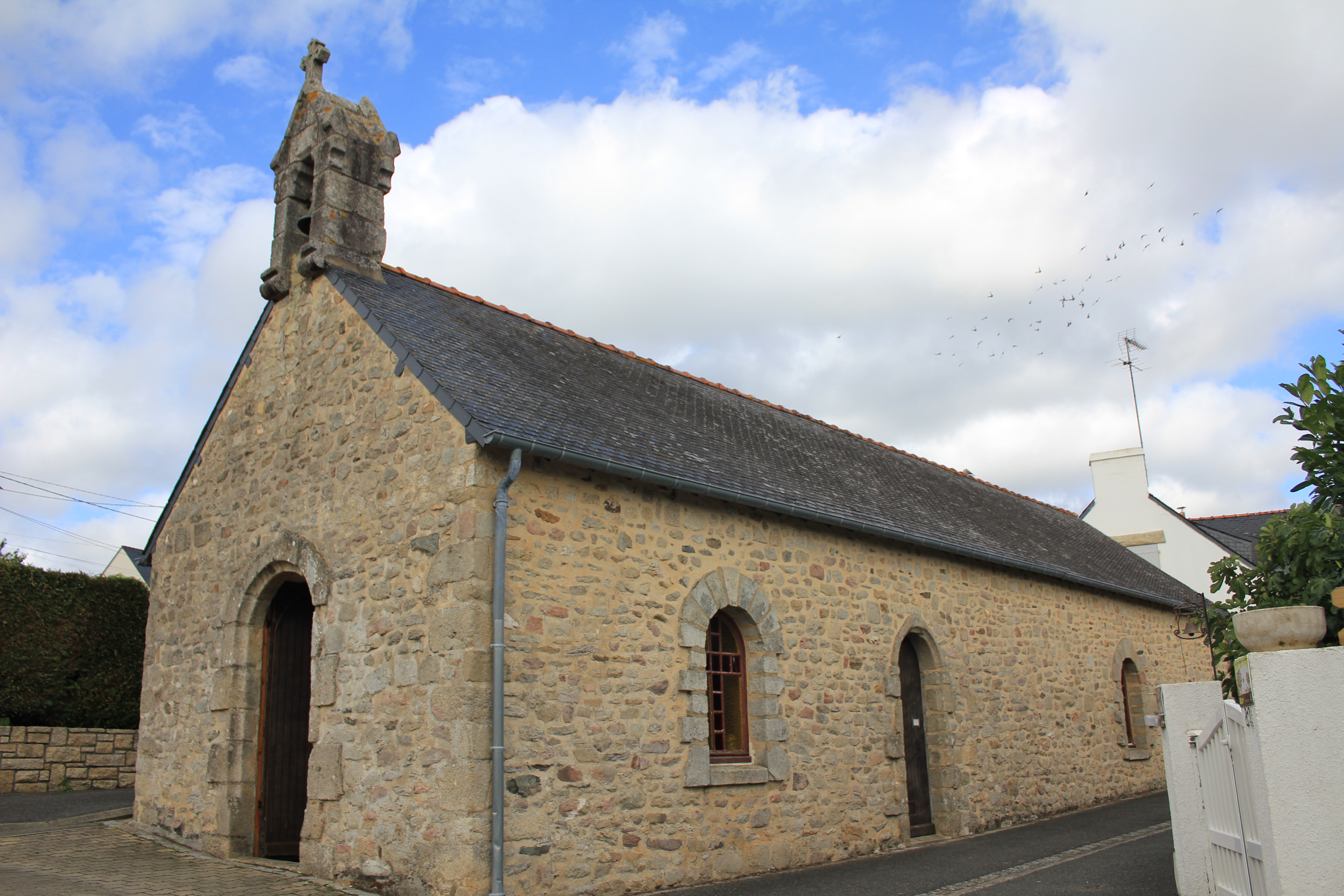
Chapelle Saint-Guénaël : vue extérieure d'ensemble.
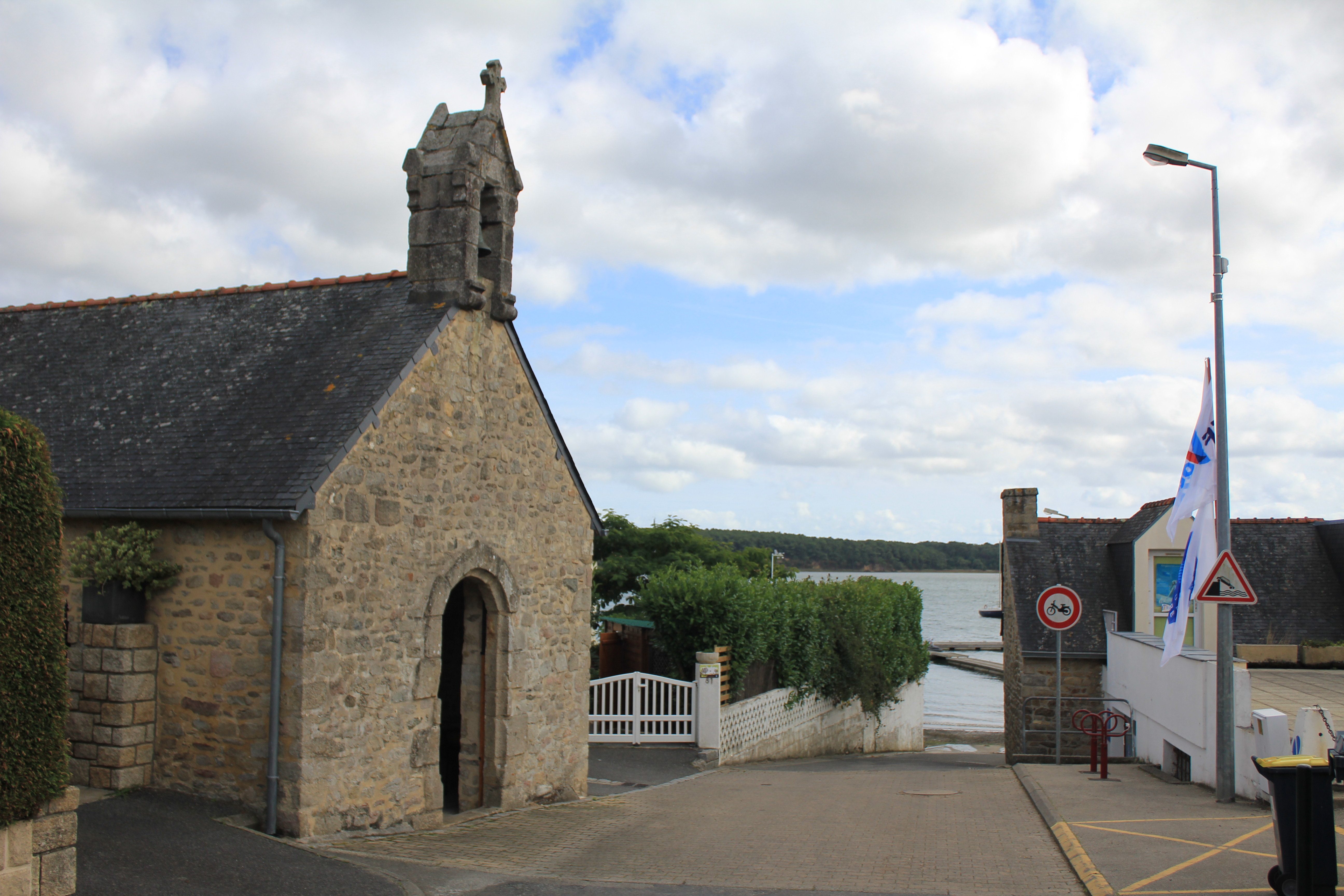
Chapelle Saint-Guénaël : la façade.
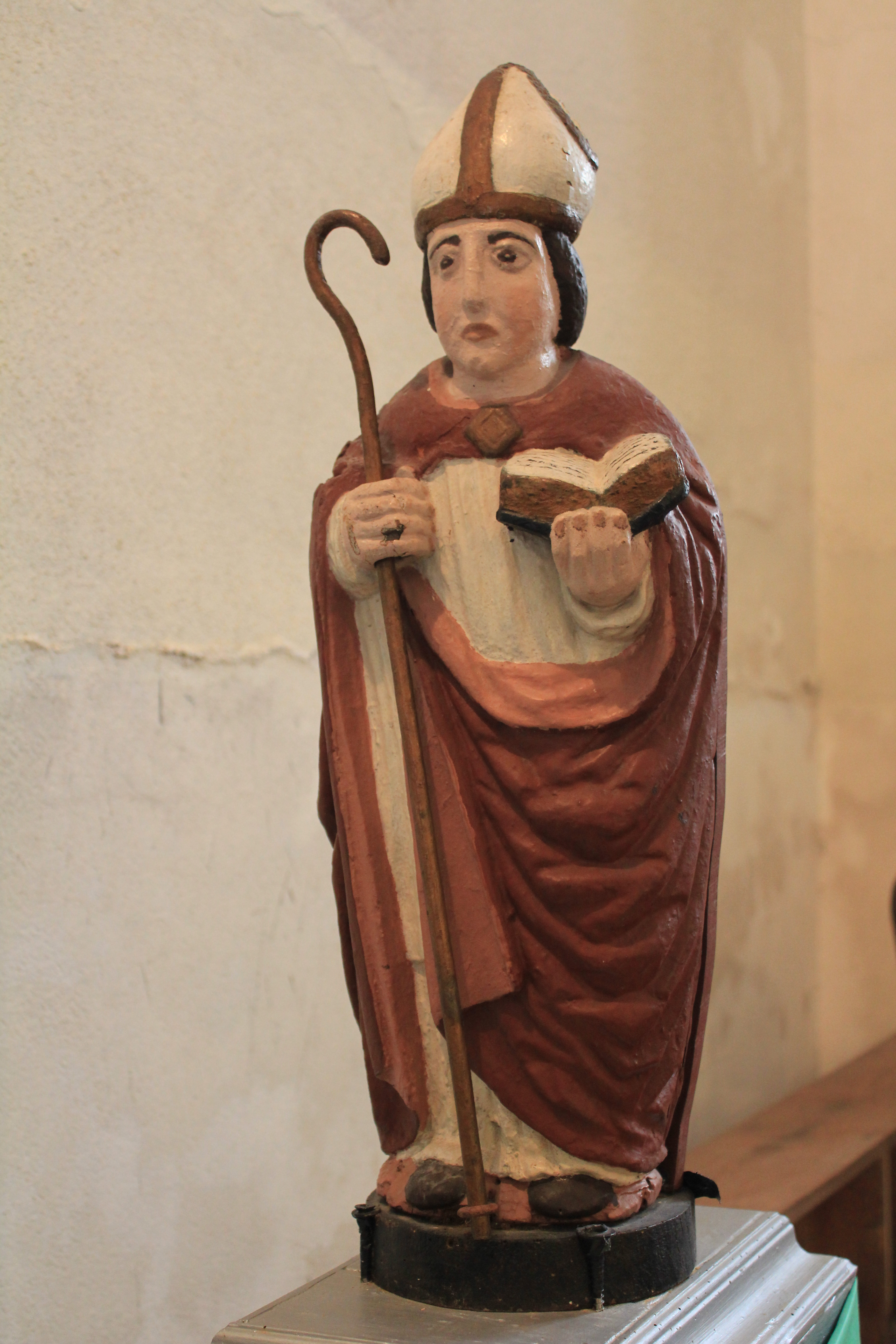
Chapelle Saint-Guénaël : statue de saint Guénaël.
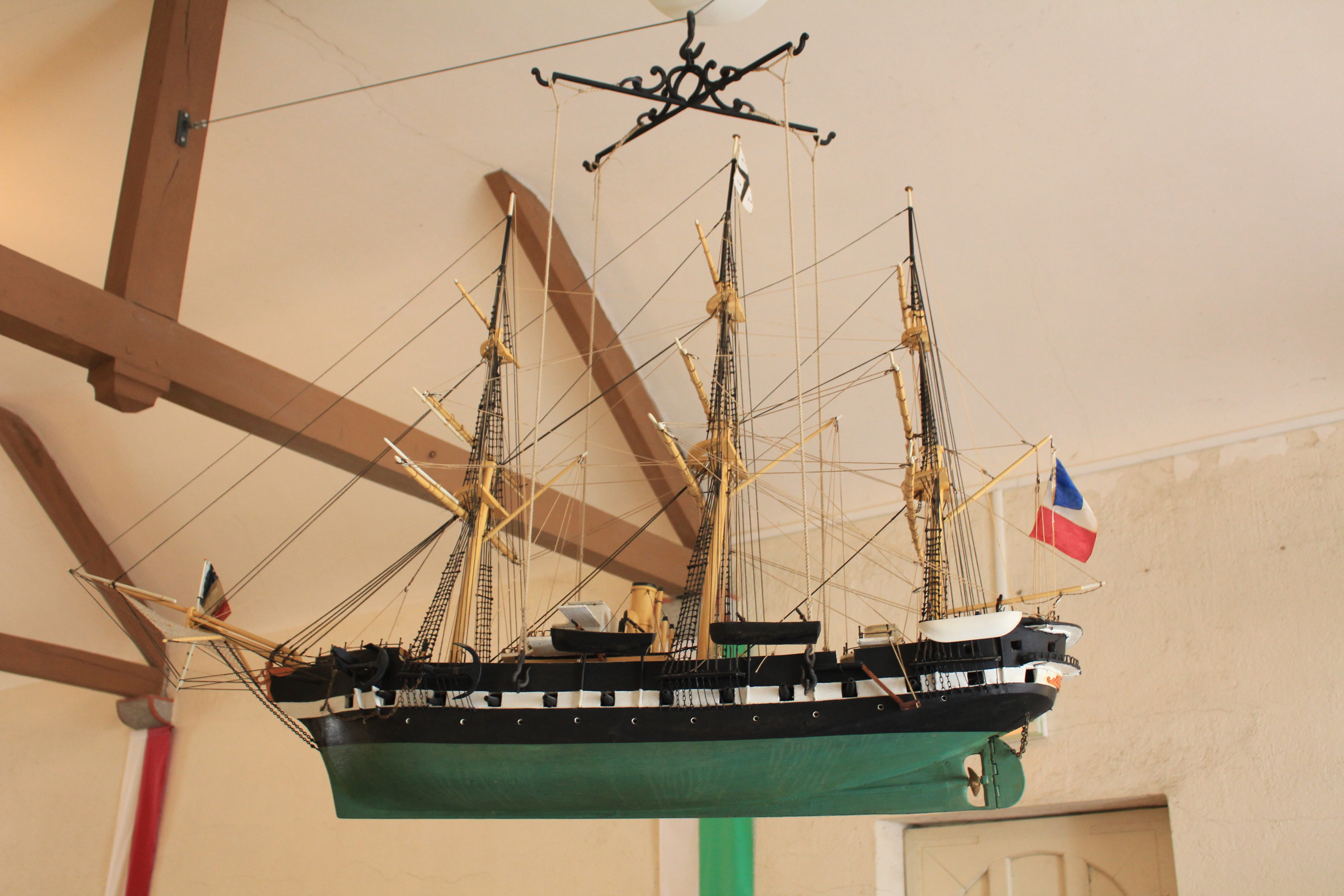
Chapelle Saint-Guénaël de Lanester : ex-voto du XIXe siècle du Saint-Christophe, un trois-mâts carré.
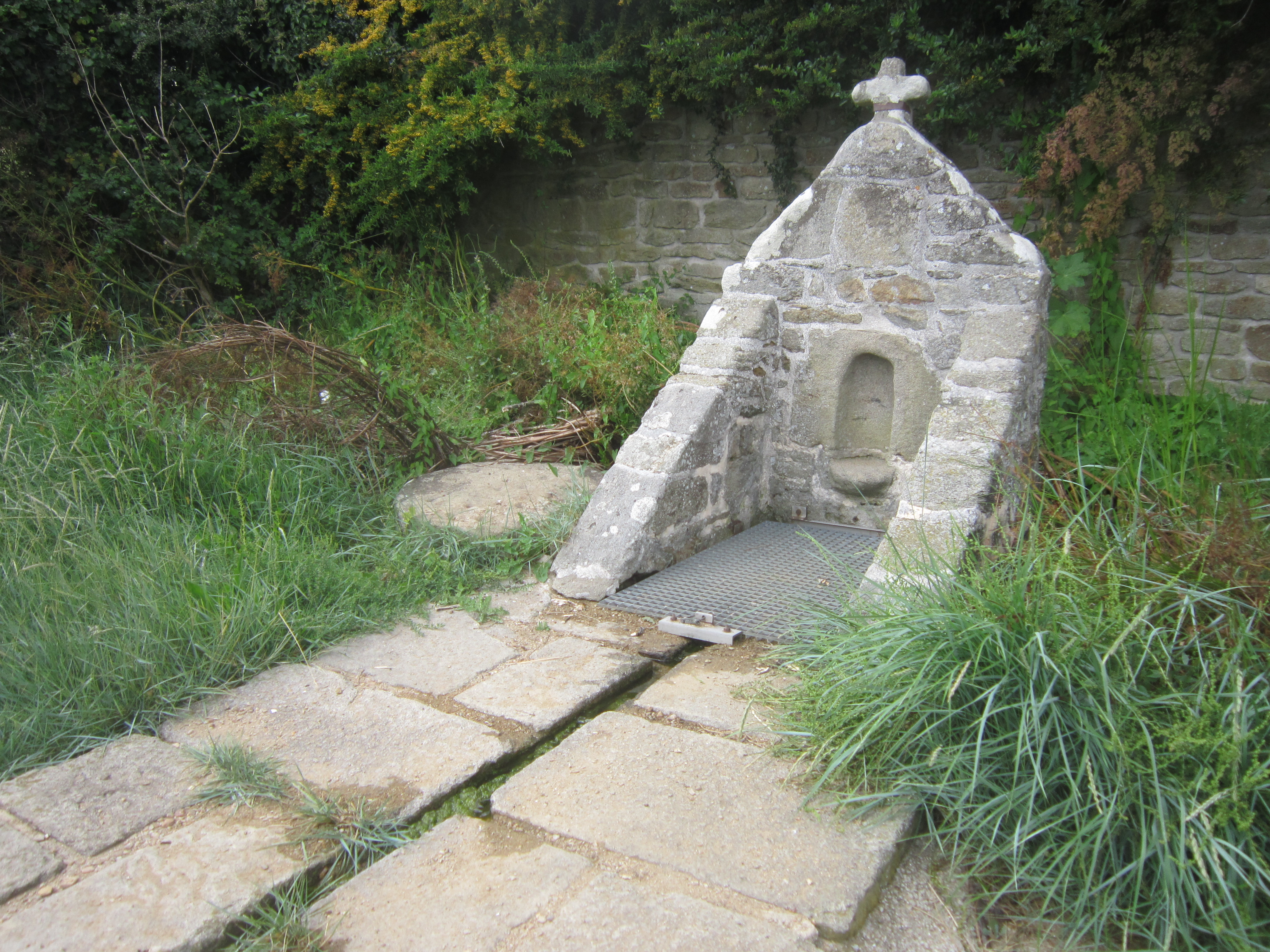
Fontaine en bordure de la ria du Blavet près de la chapelle Saint-Guénaël.

- les sentiers de grande randonnée GR 34 et GR 341, ce dernier commençant à Lanester pour se terminer au Lac de Guerlédan.

### Langue bretonne

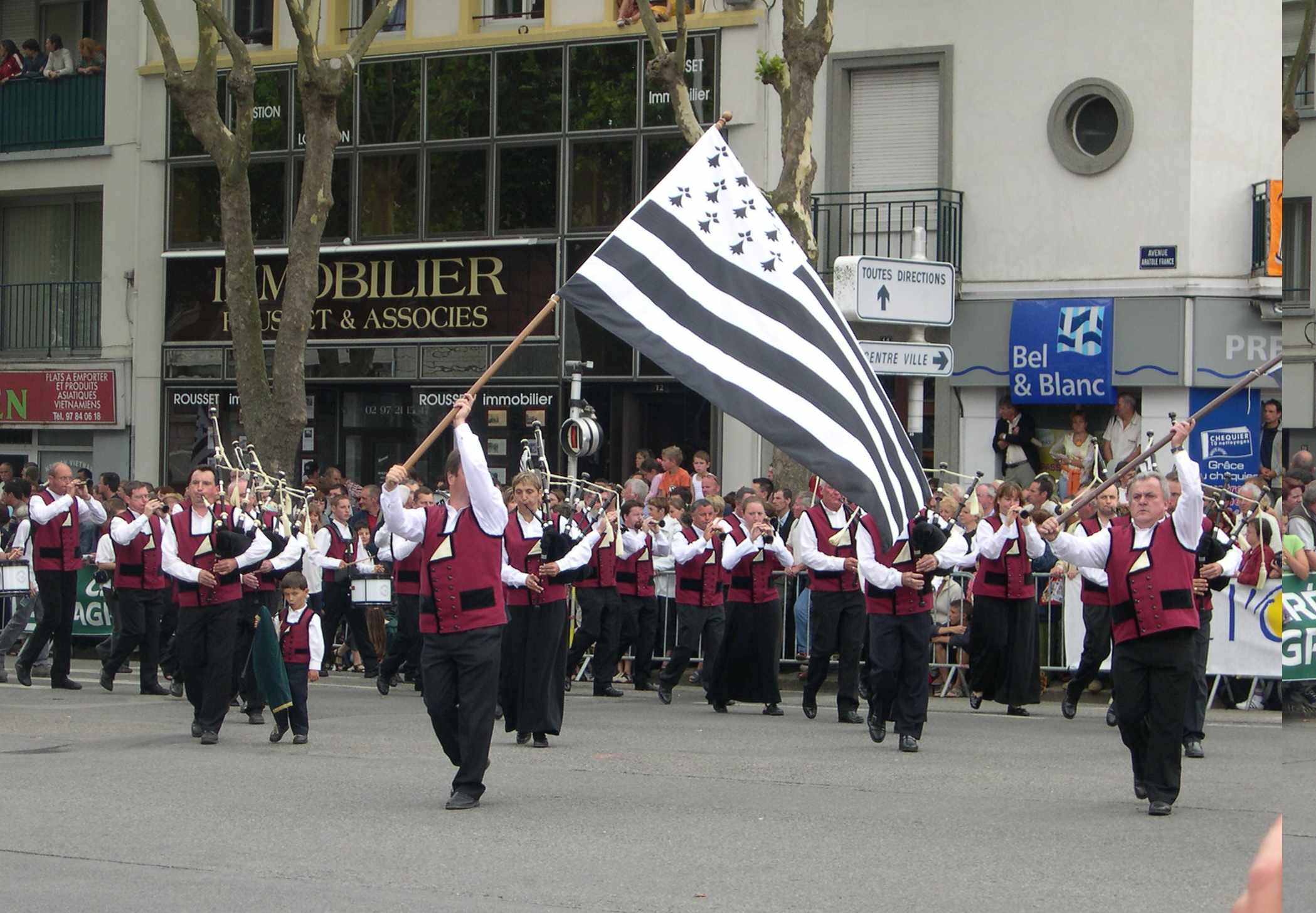
Le bagad de Lanester.

L’adhésion à la charte Ya d'ar brezhoneg a été votée par le conseil municipal le 13 juillet 2006. La commune a reçu le label de niveau 1 de la charte le 26 mars 2010, puis le label de niveau 2 de la charte et s'est engagée pour le niveau 3 le 17 février 2018.

## Personnalités liées à la commune
- Roque Carrion, résistant ;
- Loeiz Herrieu, écrivain en langue bretonne ;
- Albert Le Bail et Jean-Louis Primas, résistants ;
- Émile Marcesche, industriel ;
- Marie Le Drian, écrivain ;
- Roger Penverne, pilote de chasse du régiment Normandie-Niemen, auteur d'un journal intégré dans le livre Pilotes du Normandie-Niemen d'après le journal de Roger Penverne dans l'Armée Rouge.
- Cédric de Pierrepont, officier marinier, commando marine,
- Luc Le Mercier, artiste, né en 1949.

## Blasonnement
|  | Les armoiries de Lanester se blasonnent ainsi : De gueules semé de mouchetures d’hermine d’or au mantel d’argent chargé de six burelles ondées d’azur. Devise « Ensemble et pour tous ». Conc. L. Ermoy. |